# BMW
Bayerische Motoren Werke AG, anomenada habitualment BMW (pronunciació alemanya: [ˌbeːʔɛmˈveː] ( escolteu-ho)), és una corporació multinacional alemanya que produeix automòbils de luxe i motocicletes. L'empresa es va fundar el 1916 com a fabricant de motors d'avions, els quals va produir des del 1917 fins al 1918 i de nou del 1933 al 1945.
Els automòbils es comercialitzen amb les marques BMW, Mini i Rolls-Royce, i les motocicletes amb la marca BMW Motorrad. El 2015, BMW va ser el dotzè productor mundial de vehicles de motor, amb 2.279.503 unitats produïdes. La companyia compta amb una important història dins els esports del motor, especialment en automobilisme (touring cars, Fórmula 1, sports cars) però també en motociclisme (victòries al TT de l'illa de Man i diversos èxits en velocitat, resistència, enduro i raids).
BMW té la seu central a Múnic i produeix vehicles de motor a Alemanya, Brasil, Xina, Índia, Mèxic, Països Baixos, Sud-àfrica, Regne Unit i Estats Units. La família Quandt ha estat durant anys accionista majoritària de la companyia (les accions restants són públiques), després que els germans Herbert i Harald Quandt hi invertissin per a salvar-la de la fallida el 1959.

## Història

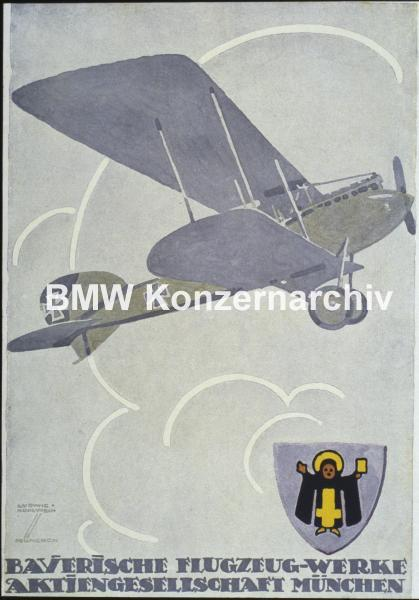
Anunci de la Bayerische Flugzeug-Werke de 1916

BMW va néixer de la fusió de tres empreses fundades pels enginyers aeronàutics alemanys Friz, Rapp i Otto als voltants de l'aeroport de Múnic poc abans de la Primera Guerra Mundial. El 1912, Max Friz creà el seu primer motor d'avió i el 1913, Karl Rapp fundà la seva fàbrica, la Rapp Motorenwerke GmbH; el 1916, Friz i Rapp s'associaren i fundaren la Bayerische Flugzeugwerke AG ("fàbrica bavaresa d'avions"). La BFW va subministrar motors d'avió a l'exèrcit alemany, molts d'ells per a l'esquadró de caces de Manfred von Richthofen. L'empresa es va unir més tard a una altra fàbrica d'avions que havia estat fundada per Gustav Otto ben a prop, la Gustav Otto Flugmaschinenfabrik, i el nom de la societat es va canviar a Bayerische Motoren Werke (BMW), la qual es va reestructurar després com a societat anònima (AG). El primer producte de BMW va ser un motor d'avió de sis cilindres en línia anomenat BMW IIIa, llançat el 1917.
Després de la Primera Guerra Mundial, com que a Alemanya li prohibiren fabricar motors d'aviació, BMW va continuar la seva activitat tot produint motors per a motocicleta, equipament agrícola, articles per a la llar i frens de ferrocarril. La companyia va produir la seva primera motocicleta, la BMW R 32, el 1923. BMW va esdevenir fabricant d'automòbils el 1928 quan va comprar la Fahrzeugfabrik Eisenach, una empresa que en aquells moments fabricava amb llicència els Austin Seven sota la marca Dixi. El primer cotxe venut com a BMW va ser un Dixi rebatejat com a BMW 3/15. Al llarg de la dècada del 1930, BMW va ampliar la seva gamma amb cotxes esportius i cotxes de luxe més grans. Abans del començament de la Segona Guerra Mundial, l'empresa fabricava el 327, automòbil ample i luxós, i el 328, un esportiu descapotable. Ambdós models equipaven un motor de dos litres i van ser molt avançats a la seva època. Els motors d'avió, motocicletes i automòbils varen ser els principals productes de BMW fins a la Segona Guerra Mundial.
Durant la guerra, BMW es va concentrar en la producció de motors d'avions mitjançant una força de treball que consistia principalment en presoners dels camps de concentració, mentre deixava les motocicletes en segon pla i abandonava completament la fabricació d'automòbils. Tot i així, l'empresa va subministrar un nombre important de vehicles a l'exèrcit alemany, sobretot motocicletes.
Les fàbriques de BMW van ser fortament bombardejades durant la guerra i les seves instal·lacions a Múnic van quedar destruïdes. Cap a la fi del conflicte, l'empresa va perdre les seves tres fàbriques situades a la futura Alemanya Oriental (una d'elles va donar lloc a l'Eisenacher Motorenwerk, fabricant d'automòbils que va arribar a participar en la Fórmula 1). Un cop acabada la guerra, a les instal·lacions de BMW que van restar dins l'Alemanya Occidental s'hi va prohibir la producció de vehicles de motor o avions. BMW va trigar uns anys a reconstruir la seva fàbrica de Múnic. De nou, l'empresa va sobreviure fent olles, paelles i bicicletes.
El 1948, BMW va reiniciar la producció de motocicletes i el 1952, la d'automòbils a Baviera amb la berlina de luxe BMW 501. Amb anterioritat, l'empresa anglesa Bristol Aeroplane Company havia inspeccionat la fàbrica de BMW i s'havia endut els plànols dels models produïts abans de la guerra. Al cap d'un temps, la nova subsidiària de l'empresa anglesa, Bristol Cars, va iniciar la fabricació del seu model 400, que va resultar ser pràcticament idèntic al BMW 327, incloent-hi el famós frontal en forma de "doble ronyó".
La gamma d'automòbils BMW es va ampliar el 1955 mitjançant la producció sota llicència del microcotxe Isetta, més barat. La lentitud de les vendes d'automòbils de luxe i els petits marges de benefici dels microcotxes van fer que BMW tingués greus problemes econòmics i el 1959 la companyia va ser gairebé absorbida pel seu rival Daimler-Benz. Una gran inversió a BMW dels germans Herbert i Harald Quandt va permetre que l'empresa sobrevisqués com a entitat independent. El BMW 700 va tenir èxit i va contribuir a la recuperació de la companyia.
El llançament de les berlines compactes BMW New Class el 1962 va marcar l'inici de la reputació de BMW com a fabricant líder d'automòbils de tipus esportiu. Al llarg de la dècada del 1960, BMW va ampliar la seva gamma afegint models coupé i sedan de luxe. La gamma de berlines mitjanes de la Sèrie 5 de BMW es va llançar el 1972, seguida de les berlines compactes de la Sèrie 3 el 1975, els coupés de luxe de la Sèrie 6 el 1976 i els grans sedans de luxe de la Sèrie 7 el 1978.

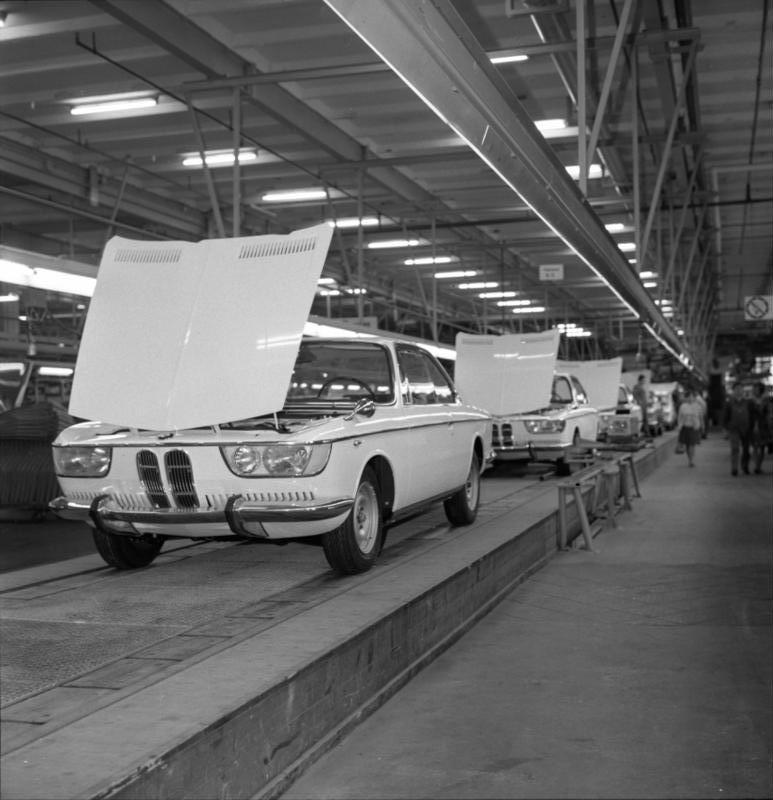
Cadena de muntatge d'automòbils BMW a Múnic el 1968

La divisió BMW M va llançar el seu primer cotxe de carretera, un superesportiu de motor mitjà, el 1978. Després van aparèixer el BMW M5 (1984) i el BMW M3 (1986). També el 1986, BMW va presentar el seu primer motor V12 amb la berlina de luxe 750i.
La companyia va comprar el grup Rover el 1994, però l'adquisició no va tenir èxit i va provocar grans pèrdues financeres a BMW. El 2000, BMW va vendre la majoria de les marques de Rover, conservant-ne només la marca Mini. El 1998, BMW també va adquirir els drets de la marca Rolls Royce a Vickers Plc.
El BMW Z3 del 1995 va ampliar la gamma tot incloent-hi un roadster de dos seients de producció massiva i el BMW X5 del 1999 va representar l'entrada de la companyia al mercat dels SUV.
El primer motor modern de benzina turboalimentat fabricat en massa es va llançar el 2006 (de 1973 a 1975, BMW havia construït 1.672 unitats d'un motor M10 turboalimentat per al BMW 2002 turbo), i durant la dècada del 2010, la majoria de motors van passar ja a la turboalimentació. El primer BMW híbrid va ser el BMW ActiveHybrid 7 del 2010 i el primer cotxe elèctric de producció massiva de BMW va ser el BMW i3 city car, llançat el 2013 (de 1968 a 1972, BMW havia construït dues berlines BMW 1602 Elektro amb bateria elèctrica per al Jocs Olímpics de 1972).
Després de molts anys d'haver guanyat una bona reputació amb els seus automòbils esportius de tracció posterior, el primer cotxe amb tracció anterior de BMW va ser el BMW 2 Series Active Tourer del 2014, un vehicle polivalent (MPV, "multi-purpose vehicle").
El gener de 2021, BMW va anunciar que les seves vendes el 2020 van caure un 8,4% a causa de l'impacte de la pandèmia covid-19 i les restriccions. Malgrat tot, el quart trimestre del 2020, BMW va experimentar un augment del 3,2% de la demanda dels seus clients.

## Imatge de marca

### Nom corporatiu
BMW són les inicials de Bayerische Motoren Werke (pronunciació alemanya: [ˈbaɪ̯ʁɪʃə mɔˈtʰɔʁn̩ ˈvɛɐ̯kə]). Aquest nom és gramaticalment incorrecte (en alemany, les paraules compostes no poden contenir espais), motiu pel qual la forma gramaticalment correcta del nom, Bayerische Motorenwerke (pronunciació alemanya: [ˈbaɪ̯ʁɪʃə mɔˈtʰɔʁn̩vɛɐ̯kə] ( escolteu-ho)) s'ha fet servir en diverses publicacions i anuncis en el passat. Bayerische Motorenwerke es tradueix en català com a Fàbrica Bavaresa de Motors. El sufix AG, abreviatura d'Aktiengesellschaft, designa una entitat legalment constituïda que és propietat dels accionistes, similar a "Inc." (Estats Units), PLC (Public limited company, Regne Unit), o SA (Societat anònima, estat espanyol).
En anglès s'utilitzen de vegades com a slang els termes Beemer, Bimmer i Bee-em per a referir-se a BMW, de vegades indistintament per a cotxes i motocicletes. En català, la marca és comunament coneguda com a "Bemavé" (de "Be-ema-ve").

### Logotip
El logotip o rodella circular de color blau i blanc de BMW va evolucionar a partir del de l'empresa Rapp Motorenwerke, que consistia a un anell negre que contenia el nom de l'empresa envoltant-ne el logotip dalt d'un pedestal del tipus "cap de cavall encaixat".
BMW va conservar l'anell negre de la Rapp inscrit amb el nom de l'empresa, però va adoptar com a element central un escut circular amb una referència quasi heràldica de l'escut (i bandera) de l'Estat lliure de Baviera (com s'anomenava aquest estat des del 1918), essent aquest les armes dels Wittelsbach, ducs i reis de Baviera. Tanmateix, com que la legislació local relativa a les marques comercials prohibia l'ús d'escuts estatals o altres símbols de sobirania en logotips comercials, el disseny se’n va diferenciar prou per a ajustar-se a la legislació, però conservant els esmalts de color atzur (blau) i argent (blanc).
La iteració actual del logotip es va introduir el 2020, eliminant-ne els efectes 3D que s'havien fet servir en representacions del logotip i traient-ne també el contorn negre que envoltava la rodella. El logotip s'emprarà a la marca BMW, però no als vehicles.

L'origen del logotip com a representació del moviment d'una hèlix d'avió, el logotip de BMW amb les pales blanques que semblen tallar un cel blau, és un mite que va sorgir d'un anunci de la marca de 1929 on es veia l'emblema de BMW sobreposat a una hèlix giratòria, amb els quarts definits per un efecte de llum estroboscòpica. Era la promoció d'un motor d'avió que BMW construïa aleshores sota llicència de Pratt & Whitney.
| «                                                     | Durant molt de temps, BMW va fer pocs esforços per a corregir el mite que la insígnia de BMW és una hèlix | » |
| — Fred Jakobs, director d'arxiu de BMW Group Classic. | |   |

Està ben establert que aquest retrat de l'hèlix es va fer servir per primera vegada en una publicitat de BMW el 1929, dotze anys després de la creació del logotip, de manera que aquest no és el veritable origen del logotip.

### Eslògan
L'eslògan "The Ultimate Driving Machine" («la màquina de conducció definitiva») es va fer servir per primera vegada a l'Amèrica del Nord el 1974. El 2010, aquesta campanya de llarga durada es va substituir principalment per una de destinada a fer la marca més accessible i a atraure millor les dones, "Joy" («joia»). El 2012, BMW havia tornat a "The Ultimate Driving Machine".
Un altre lema de la companyia ben conegut és "Freude am Fahren", és a dir, «gaudir conduint», que s'ha traduït al català com a «T'agrada conduir?».

## Finances
Per a l'any fiscal 2017, BMW va reportar uns beneficis de 8.620 milions d'euros, amb uns ingressos anuals de 98.678 milions d'euros, un increment del 4,8% respecte al cicle fiscal anterior.
Les accions de BMW es van negociar a més de 77 euros per acció i la seva capitalització borsària es va valorar en 55.300 milions de dòlars EUA el novembre de 2018.
| Any  | Ingressos en M. € | Ingressos nets en M. € | Actius totals en M. € | Treballadors |
| ---- | ----------------- | ---------------------- | --------------------- | ------------ |
| 2011 | 68.821            | 4.881                  | 123.429               | 100.306      |
| 2012 | 76.848            | 5.096                  | 131.850               | 105.876      |
| 2013 | 76.058            | 5.314                  | 138.368               | 110.351      |
| 2014 | 80.401            | 5.798                  | 154.803               | 116.324      |
| 2015 | 92.175            | 6.369                  | 172.174               | 122.244      |
| 2016 | 94.163            | 6.863                  | 188.535               | 124.729      |
| 2017 | 98.678            | 8.620                  | 193.483               | 129.932      |
| 2018 | 97.480            | 7.117                  | 208.980               | 134.682      |
| 2019 | 104.210           | 4.915                  | 241.663               | 133.778      |

## Motocicletes

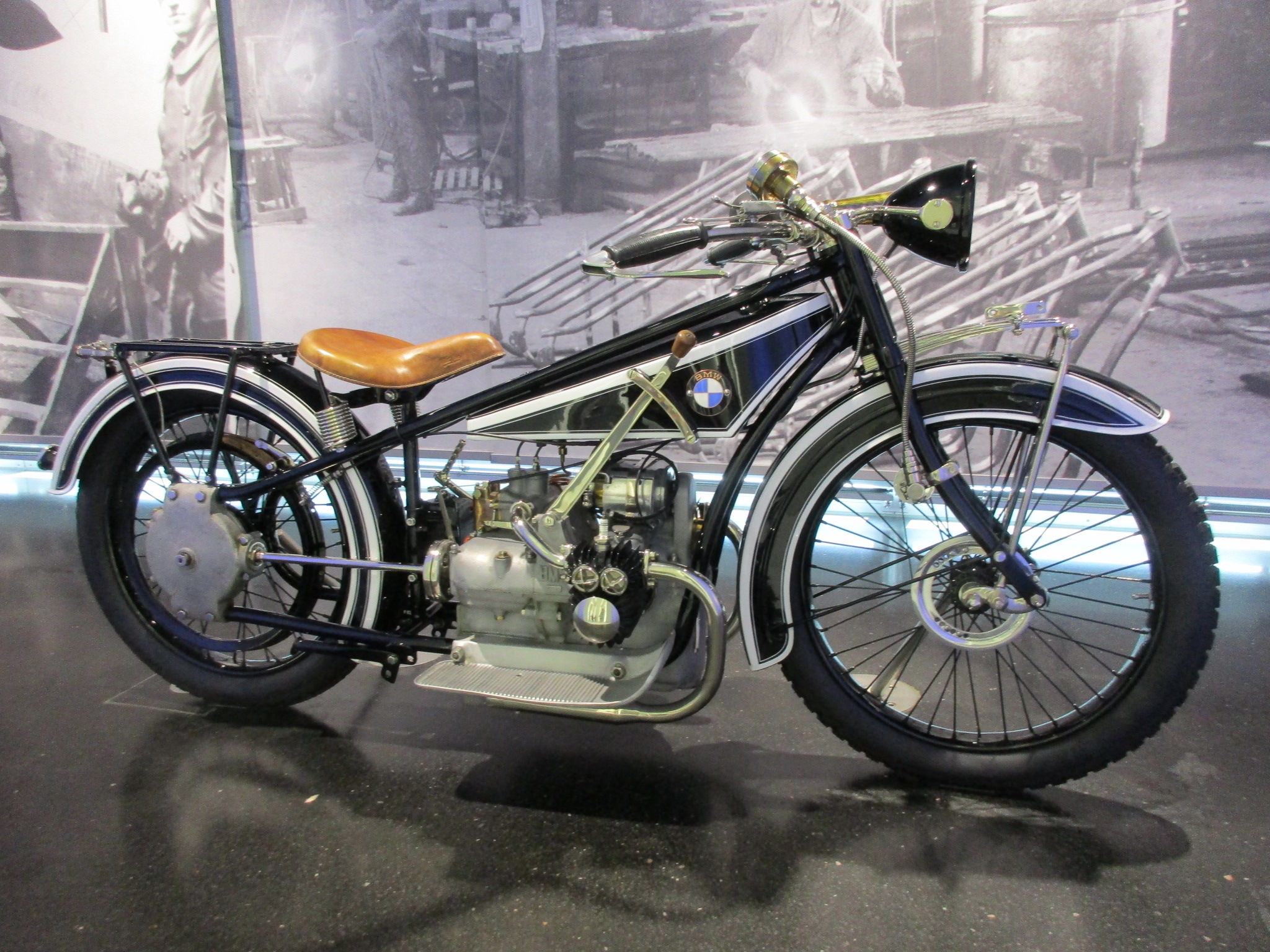
La motocicleta R32, el primer vehicle de motor BMW, al Museu BMW de Múnic

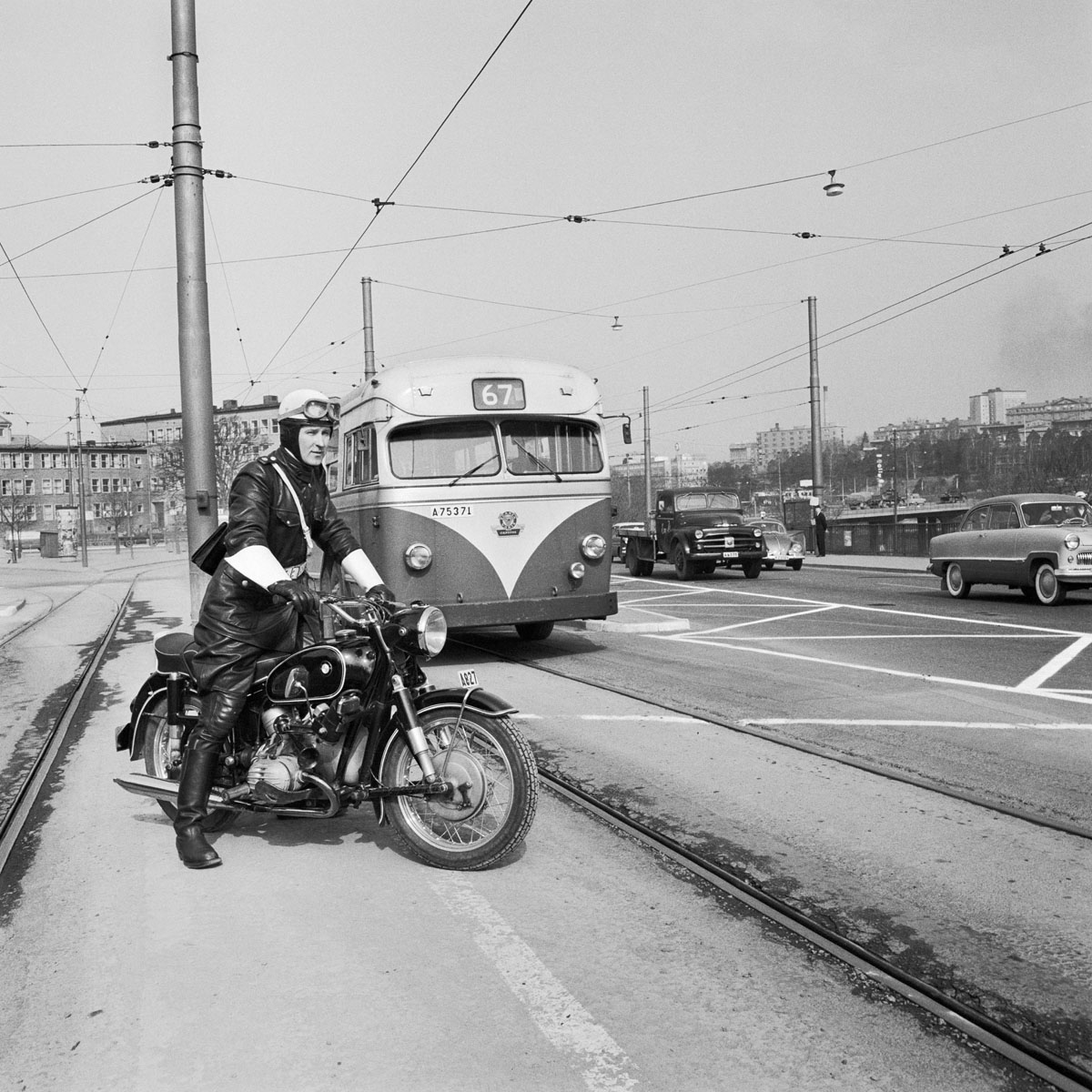
Un policia de trànsit amb una BMW a Estocolm el 1959

BMW va iniciar la producció de motors de motocicletes i posteriorment de motocicletes després de la Primera Guerra Mundial. La seva marca de motocicletes es coneix actualment com a BMW Motorrad. Des del 1969, tota la producció de motos BMW es fa a la fàbrica que la companyia té a Berlín-Spandau.
La primera BMW reeixida, després dels intents inicials de l'Helios i la Flink durant l'època de la Bayerische Flugzeugwerke, va ser la "R32" de 1923, tot i que la producció en va començar originalment el 1921. Aquest model duia un motor flat-twin anomenat boxer, en què cadascun dels dos cilindres es projecta cap enfora a cada costat de la moto. A part dels seus models monocilíndrics (bàsicament amb el mateix patró), totes les motocicletes BMW van fer servir aquest disseny distintiu fins a començaments de la dècada del 1980. Moltes BMW es produeixen encara amb aquest disseny, conegut com a Sèrie R.
Durant la Segona Guerra Mundial, BMW va produir la motocicleta BMW R75, equipada amb un sidecar motoritzat que es combinava amb el motor mitjançant un diferencial blocable, cosa que feia del vehicle un mitjà de transport molt apte per al fora d'asfalt.
El 1982 va aparèixer la Sèrie K, amb transmissió per eix i motor refrigerat per aigua de tres o quatre cilindres muntats en línia recta de davant a darrere. Poc després, BMW també va començar a fabricar les sèries F i G, accionades per cadena amb motors Rotax monocilíndrics i bicilíndrics paral·lels.
A començaments de la dècada del 1990, BMW va actualitzar la culata refrigerada per aire del motor Boxer per tal de fer-la refrigerada per oli. Aquest motor es va conèixer, doncs, com a oilhead (en contraposició amb els anteriors, airhead). El 2002, el motor oilhead duia dues bugies per cilindre. El 2004 se li va afegir un eix d'equilibri integrat, se'n va augmentar la cilindrada a 1.170 cc i la potència resultant fou de 101 CV per al model R1200GS, en comparació amb els 84 CV de l'anterior R1150GS. Les versions més potents dels motors oilhead estan disponibles als models R1100S i al R1200S, els quals produeixen 98 i 122 CV respectivament.
El 2004, BMW va presentar la nova esportiva K1200S, un model que va marcar un punt d'inflexió per a la marca. El seu motor lliurava 168 CV i derivava del treball de la companyia amb l'equip Williams F1. La moto, a més, era més lleugera que els models K anteriors. Altres innovacions n'eren la suspensió anterior i posterior ajustables electrònicament i una forquilla anterior tipus Hossack que BMW anomenà Duolever.
BMW va introduir frens antibloqueig a les motocicletes de producció a partir de finals dels anys vuitanta. La generació de frens antibloqueig disponible a les motocicletes BMW del 2006 i posteriors va obrir el camí a la introducció del control electrònic d'estabilitat i, d'ençà del 2007, de la tecnologia antilliscant.
BMW ha estat innovadora en el disseny de suspensions de motocicleta, ja que va assumir la suspensió anterior telescòpica molt abans que la majoria dels altres fabricants. Després va passar a la forquilla Earles, un tipus de suspensió anterior amb forquilla basculant (de 1955 a 1969). La majoria de les BMW modernes duen un autèntic braç basculant posterior, amb un sol eix a la part posterior (en comptes de la usual forquilla basculant posterior, erròniament anomenada braç basculant). A començaments dels anys noranta, algunes BMW van començar a emprar un altre disseny de suspensió anterior de marca registrada, el Telelever. Igual que la forquilla Earles, el Telelever redueix significativament l'enfonsament de la suspensió en frenar.
El 31 de gener de 2013, BMW Group va anunciar que Pierer Industrie AG li havia comprat Husqvarna Motorcycles, propietat de la companyia des del 2007, per un import no revelat (i que no serà revelat per cap de les parts en el futur). La companyia està dirigida per Stephan Pierer (CEO de KTM). Pierer Industrie AG és propietària del 51% de KTM i del 100% de Husqvarna.
El setembre de 2018, BMW va presentar amb la divisió BMW Motorrad una nova motocicleta equipada amb conducció automàtica, amb l'objectiu d'utilitzar la tecnologia per a ajudar a millorar la seguretat viària. El disseny de la moto s'inspira en el model BMW R1200 GS.

### Galeria

Models de motocicleta BMW
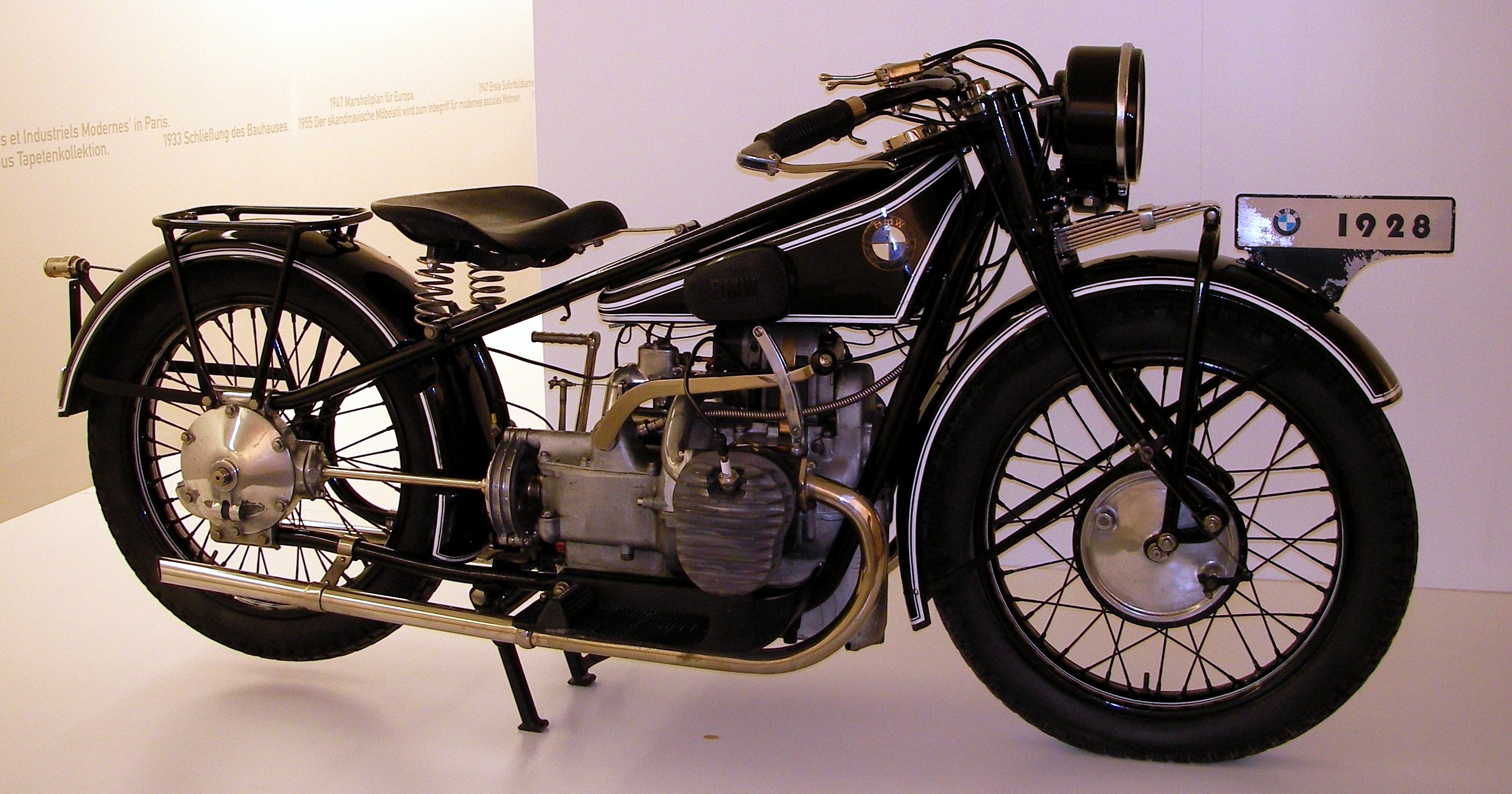
BMW R52 (1928-1929)
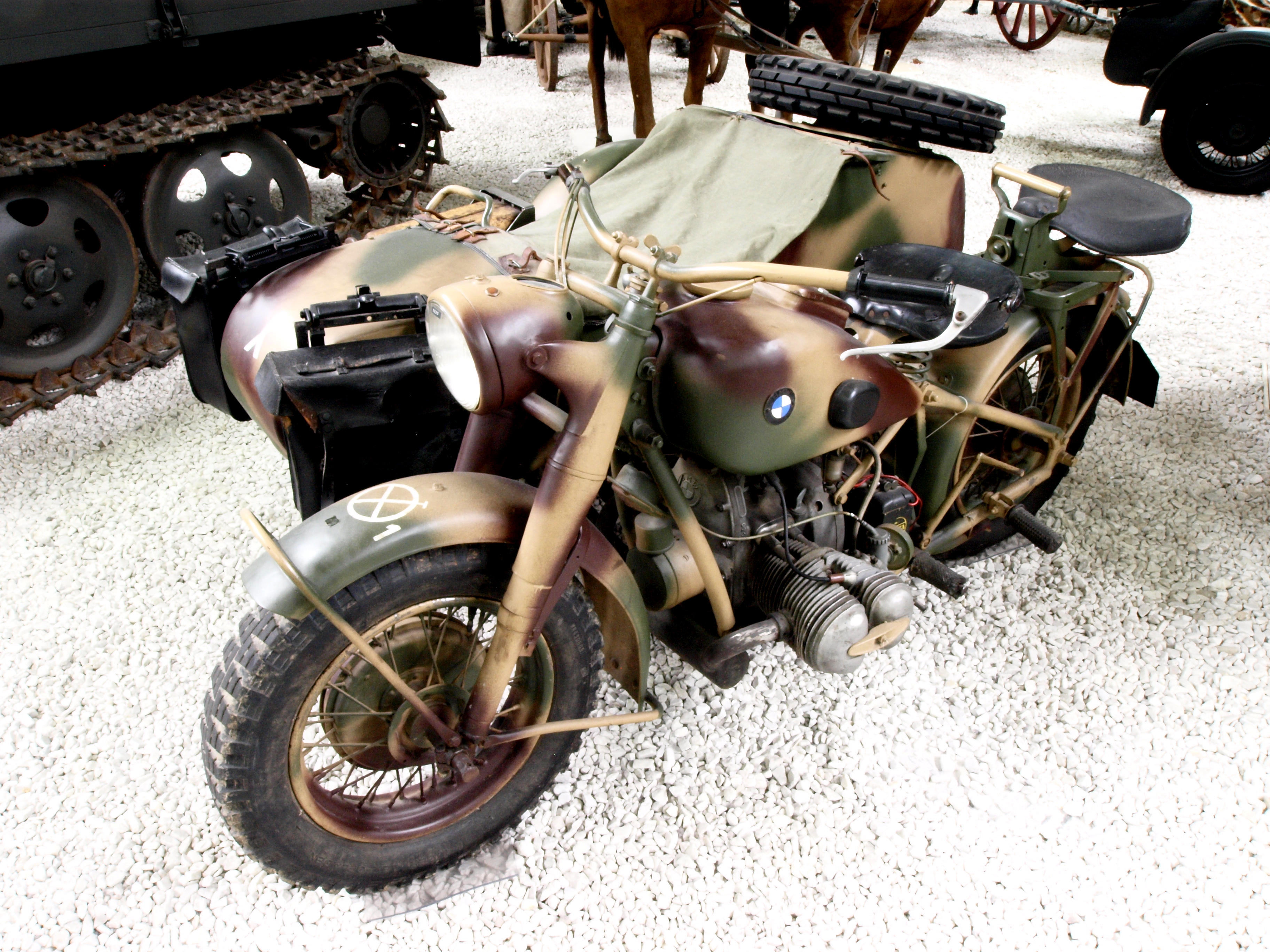
BMW R75 de la II GM
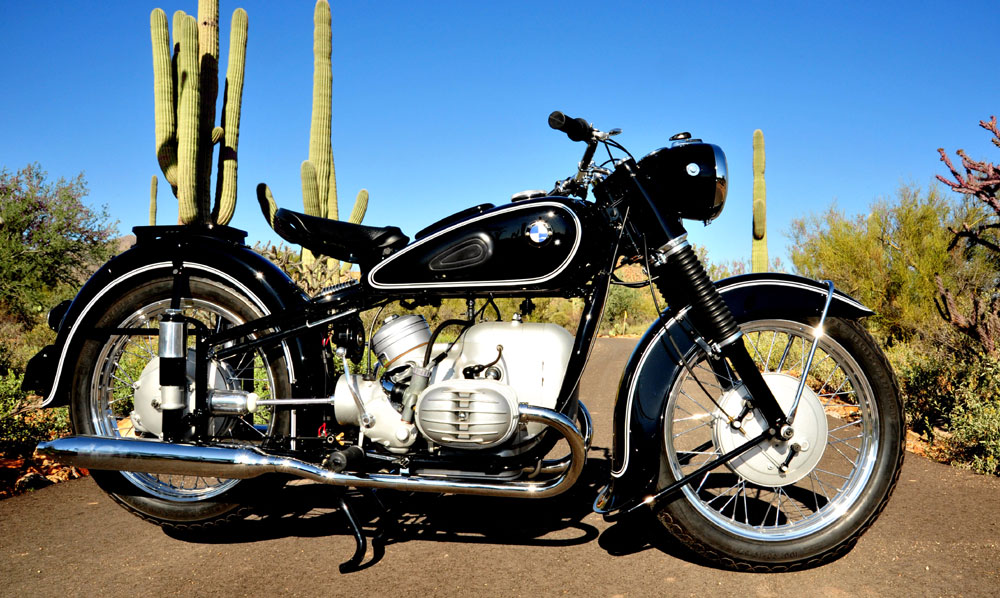
BMW R 51/3 (1951–1954)
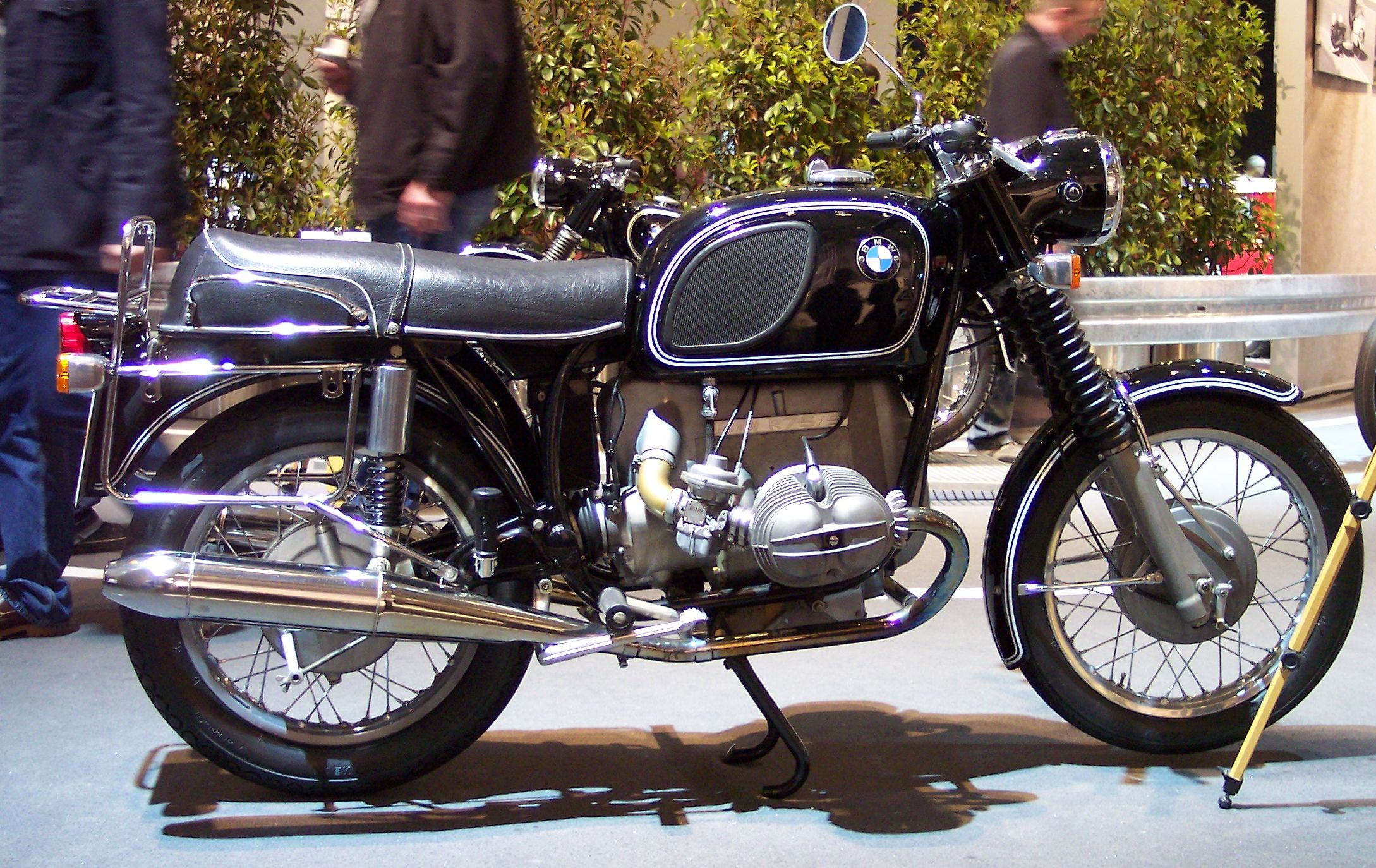
BMW R75/5 (1969–1973)
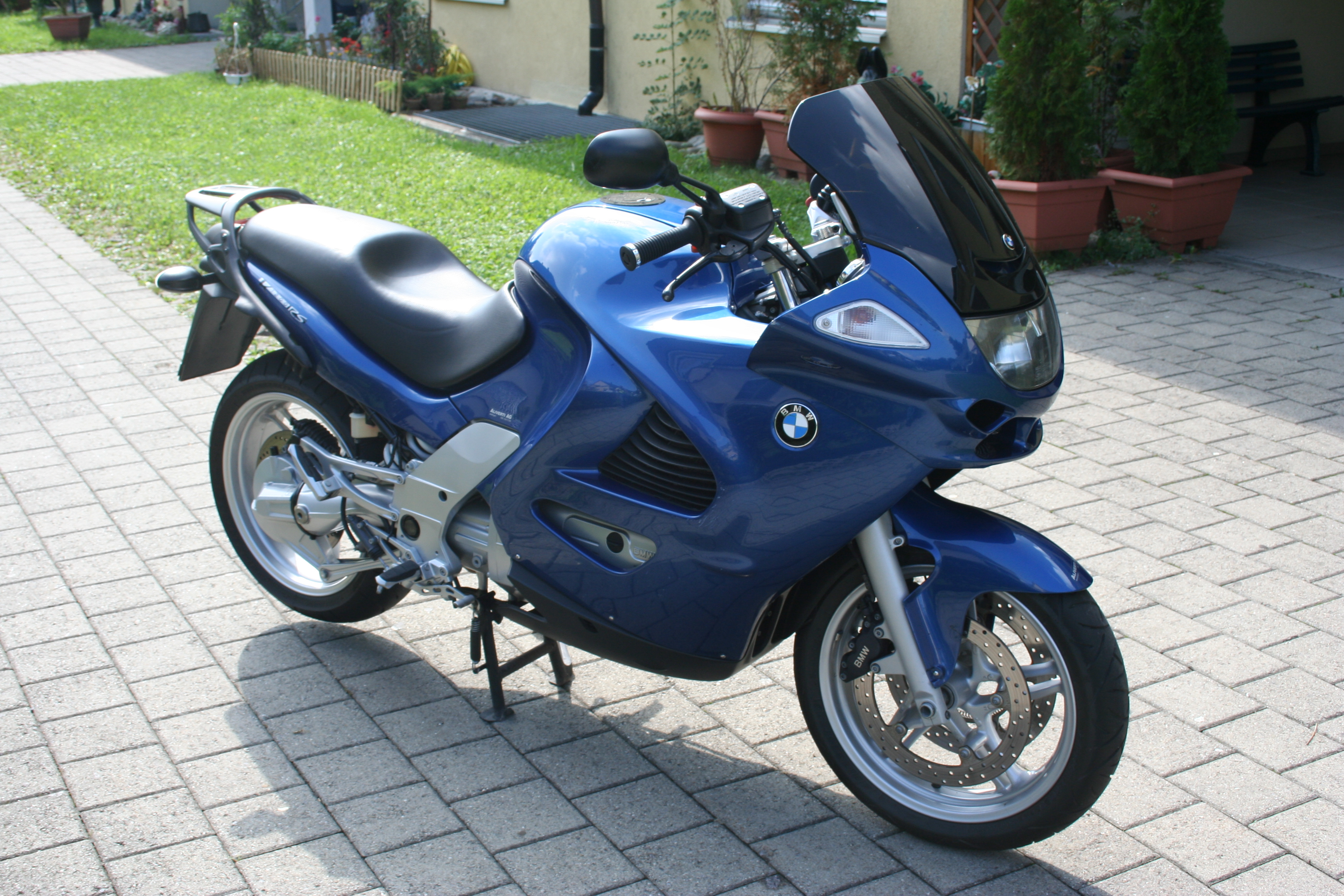
BMW K 1200 RS (1996–2004)
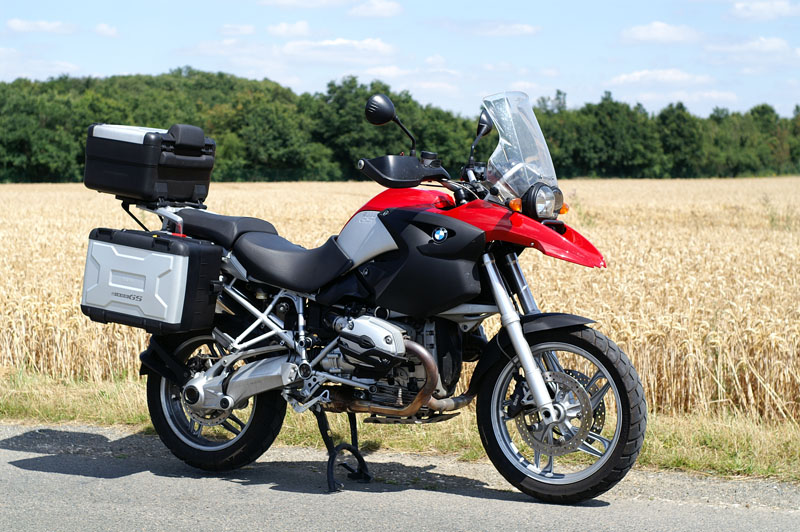
BMW R 1200 GS (2004–2012)
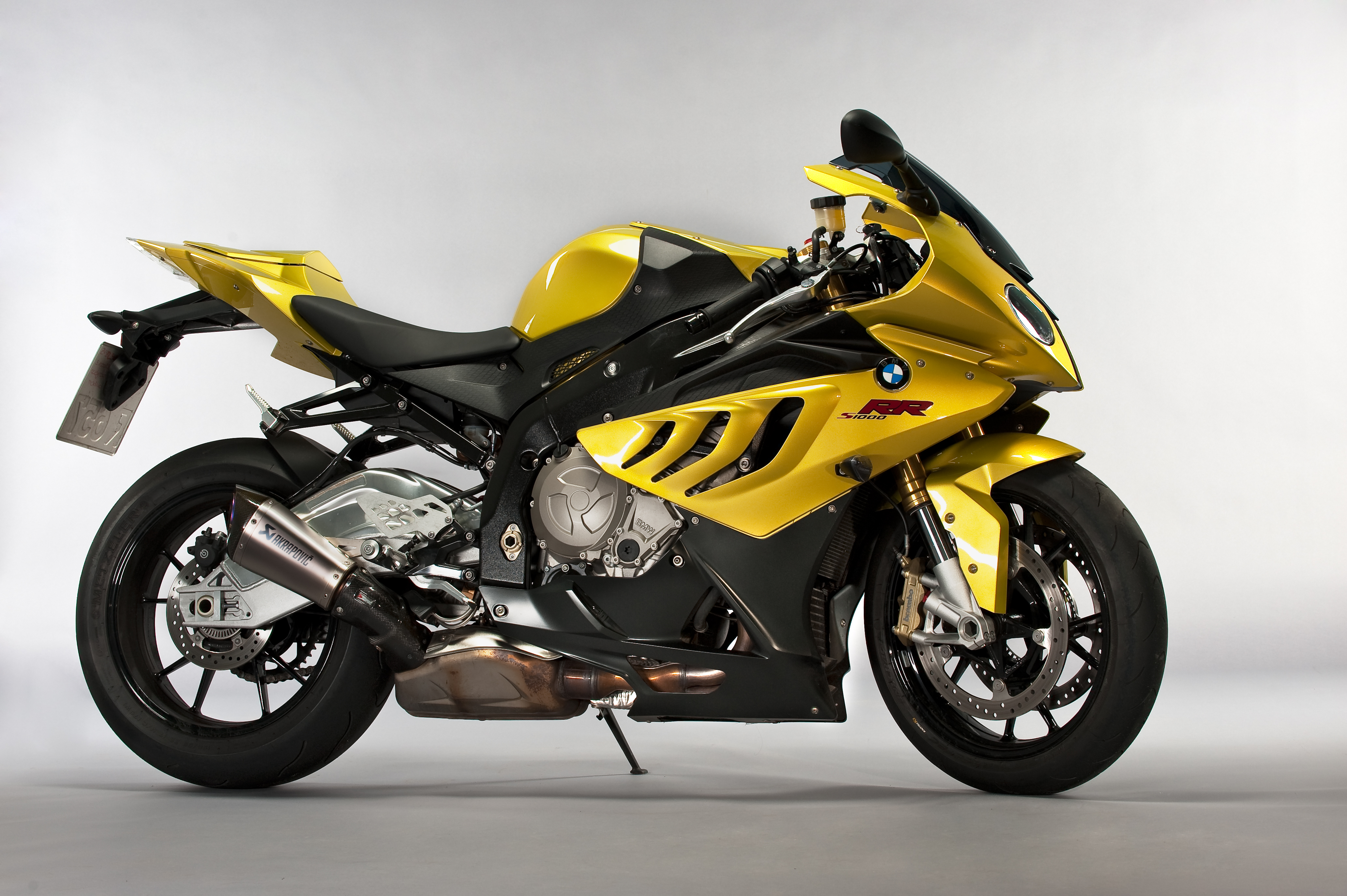
BMW S 1000 RR (2009)

## Automòbils

### Models actuals
Les línies actuals de models d'automòbils BMW són:

#### Sèries 1 a 8
- Sèrie 1, Hatchback de cinc portes de la Sèrie 1 (codi de model F40). També se'n ven a la Xina i a Mèxic una variant de tipus berlina de quatre portes (codi de model F52).[35]
- Sèrie 2, Coupés de dues portes de la sèrie 2 (codi de model F22) i descapotables (F23), monovolums "Active Tourer" de cinc seients (F45), monovolums de set seients "Gran Tourer" (F46) i fastback "Gran Coupé" de quatre portes (codi de model F44).
- Sèrie 3, Sedan de quatre portes de la sèrie 3 (codi de model G20) i familiars de cinc portes (G21).
- Sèrie 4, Coupés de dues portes de la sèrie 4 (codi de model G22), descapotables de dues portes (codi de model G23) i fastbacks "Gran Coupe" de cinc portes (codi de model G24).
- Sèrie 5, Sedan de quatre portes de la sèrie 5 (codi de model G30) i familiars de cinc portes (G31). A la Xina també s'hi ven una variant de berlina de distància llarga entre eixos (G38).
- Sèrie 6, Coupés de cinc portes "Gran Turismo" de la Sèrie 6 (codi de model G32).
- Sèrie 7, Sedans de quatre portes de la Sèrie 7 (codi de model G11) i sedan de quatre portes de distància llarga entre eixos (codi de model G12).
- Sèrie 8, Coupés de dues portes de la sèrie 8 (codi de model G14), descapotables de dues portes (G15) i fastbacks de quatre portes "Gran Coupe" (G16).

Principals línies d'automòbils BMW
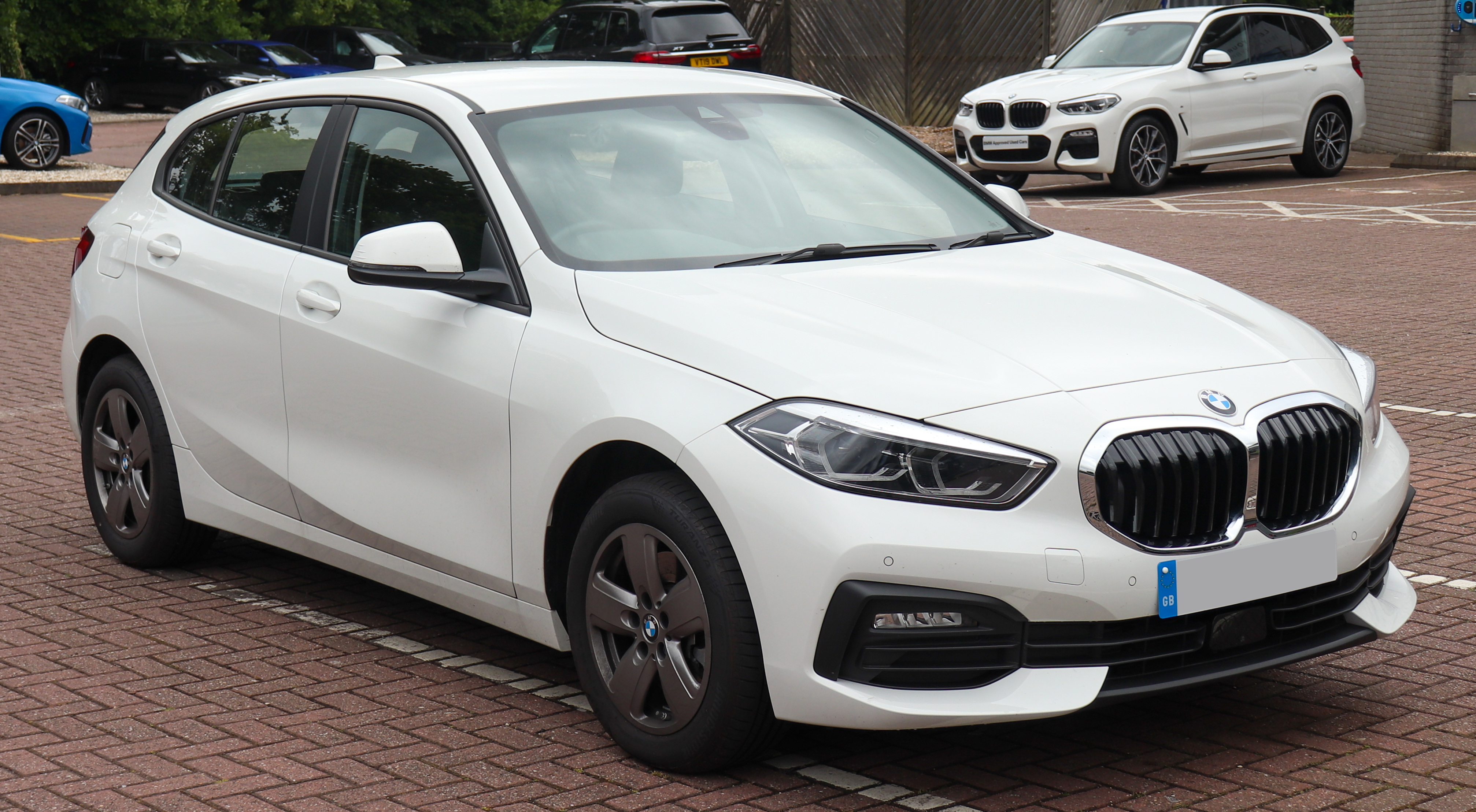
Sèrie 1 (F40)
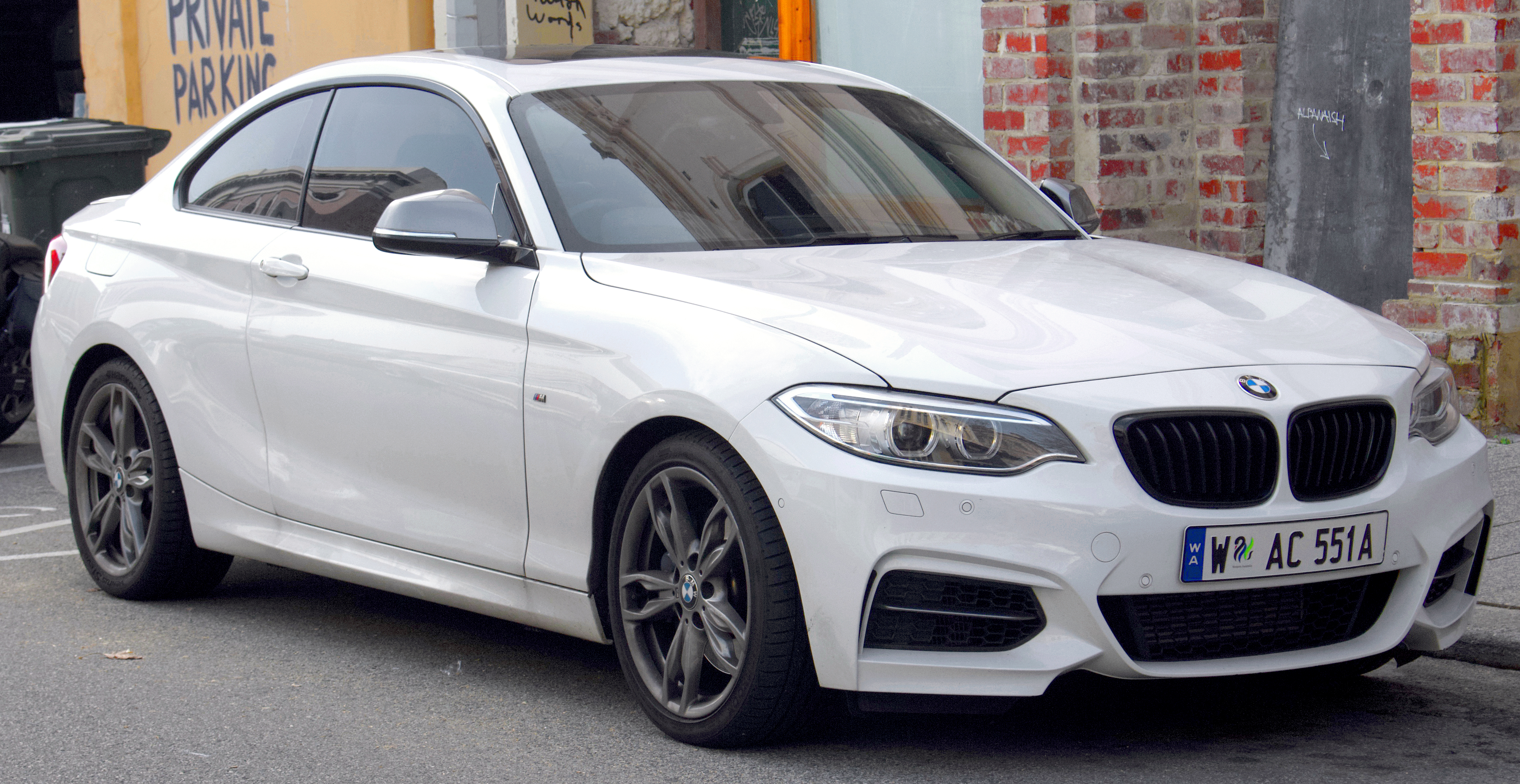
Sèrie 2 (F22)
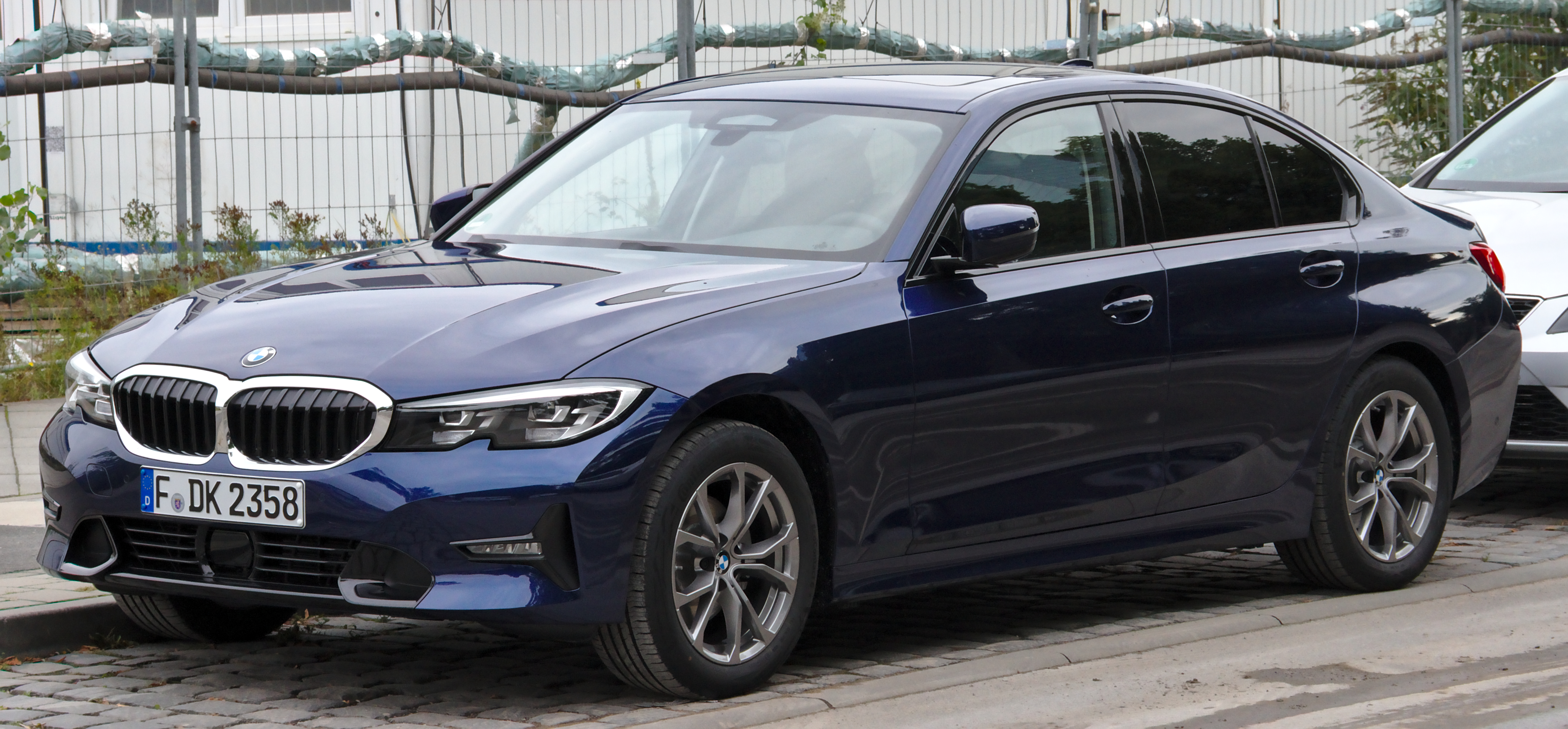
Sèrie 3 (G20)
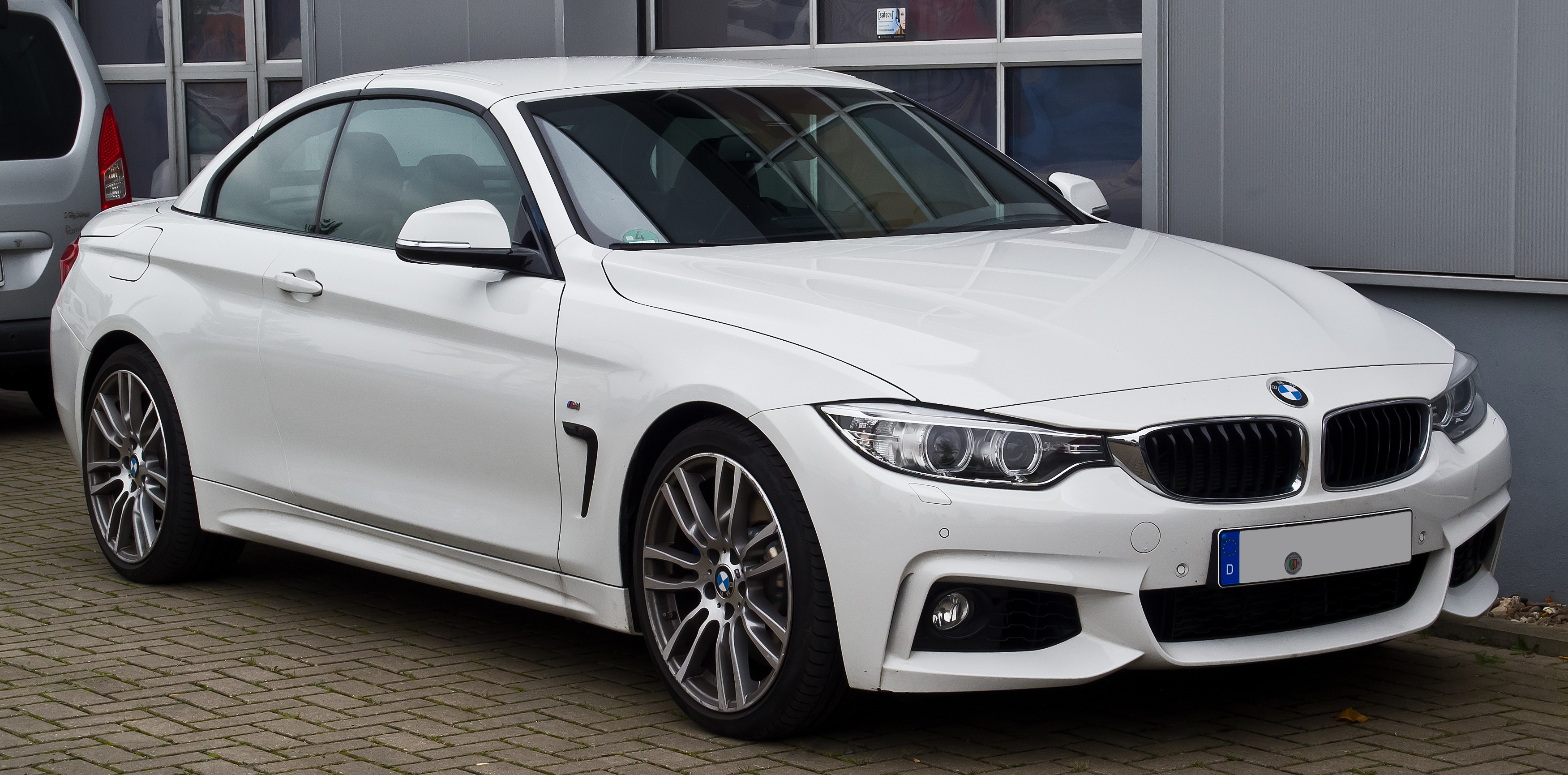
Sèrie 4 (F33)
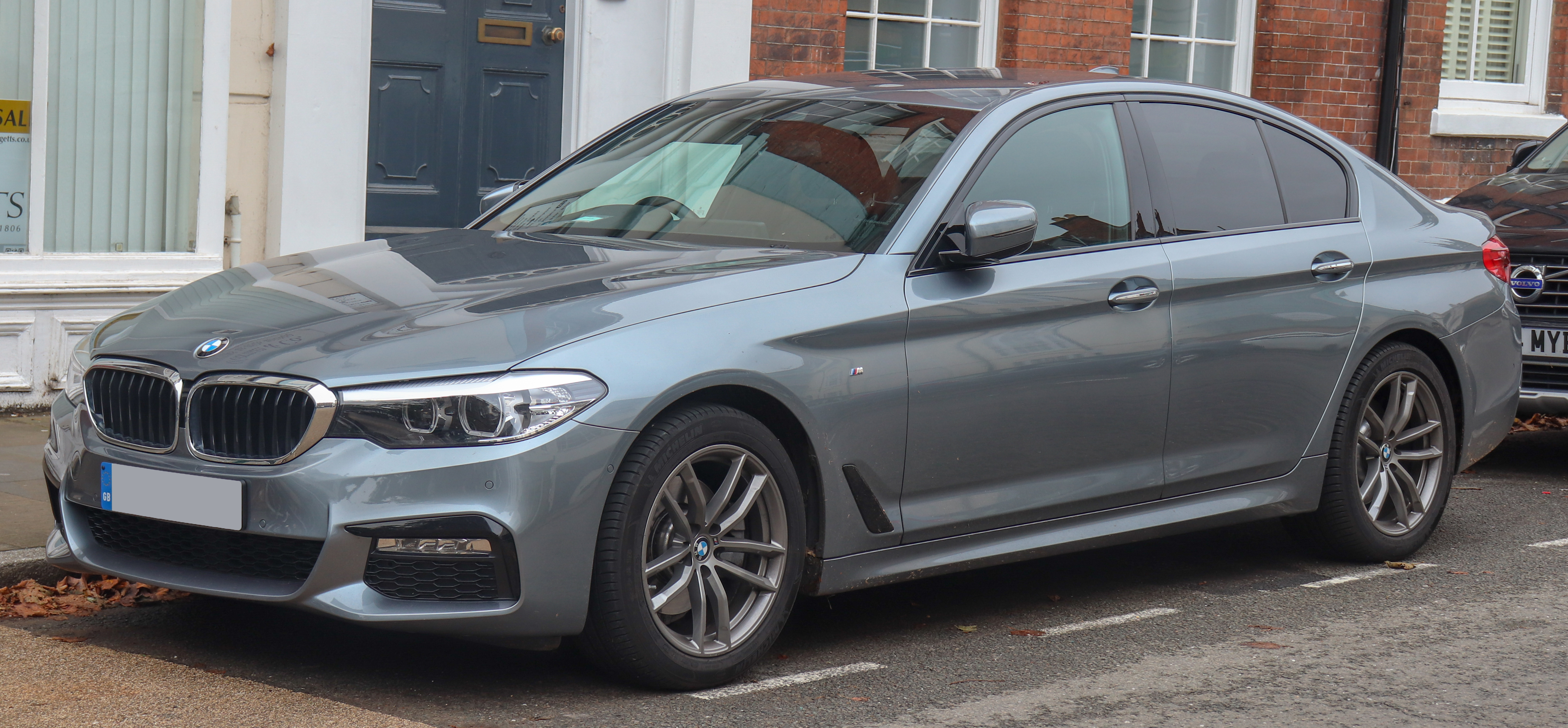
Sèrie 5 (G30)
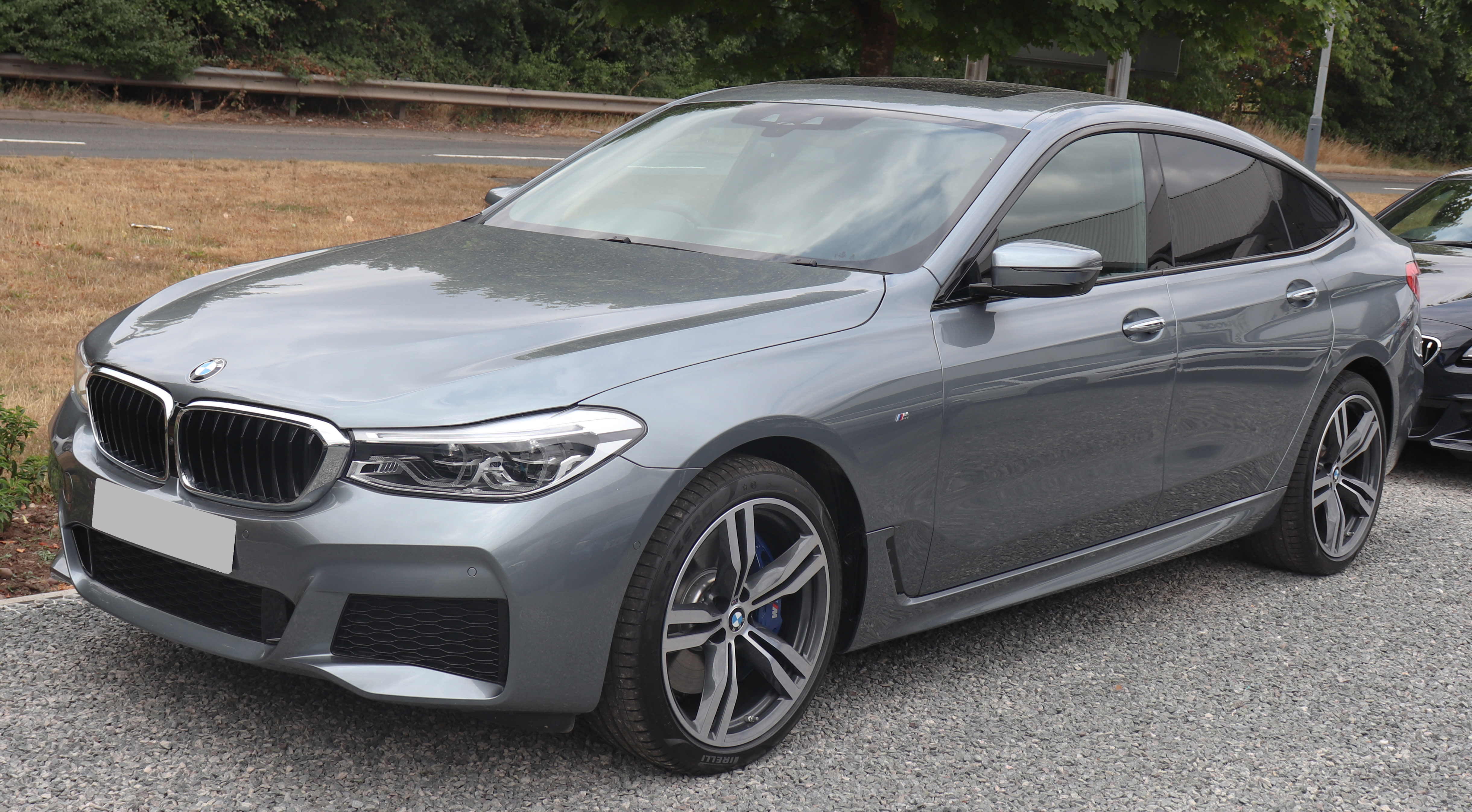
Sèrie 6 (G32)
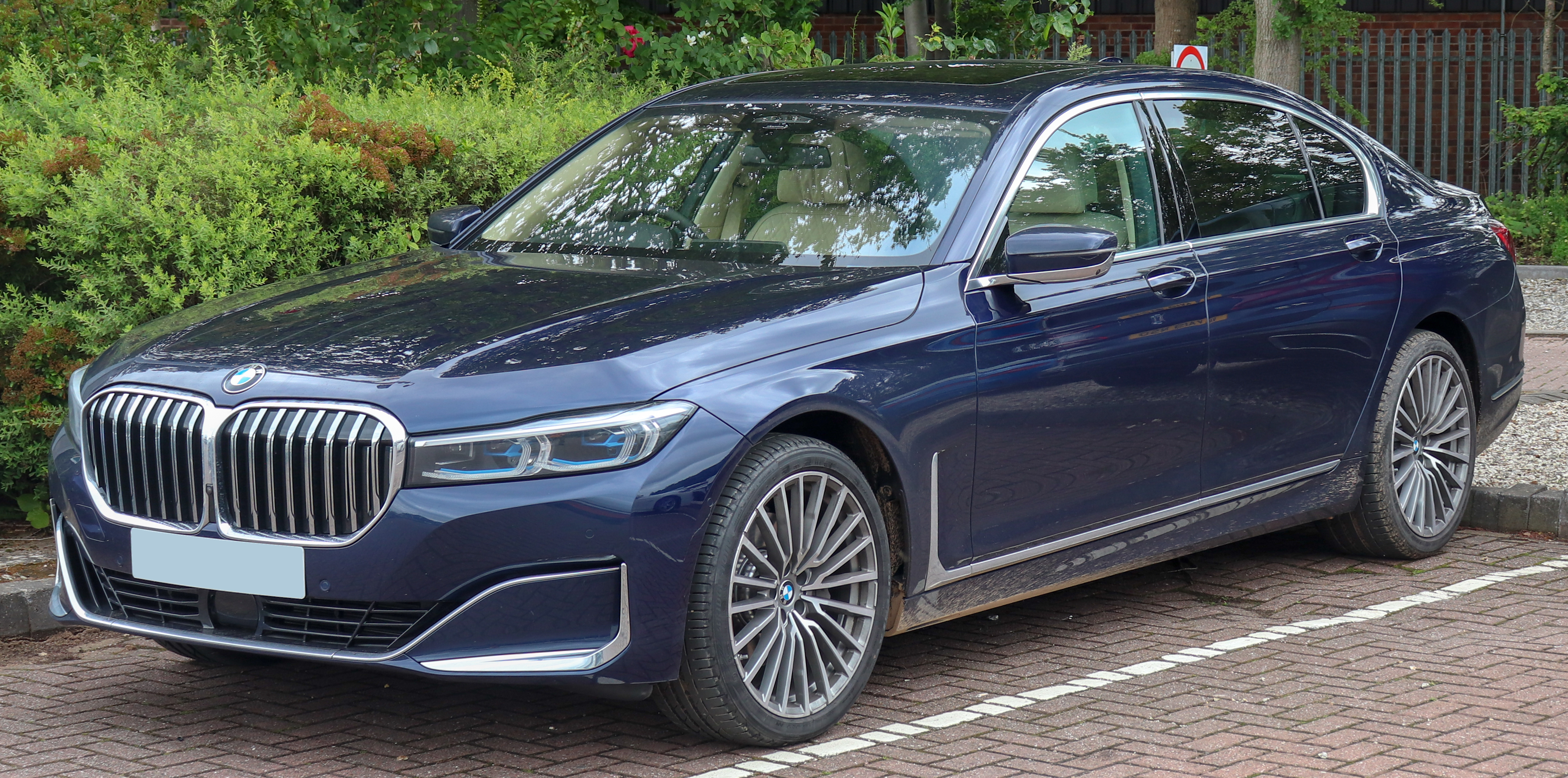
Sèrie 7 (G12)
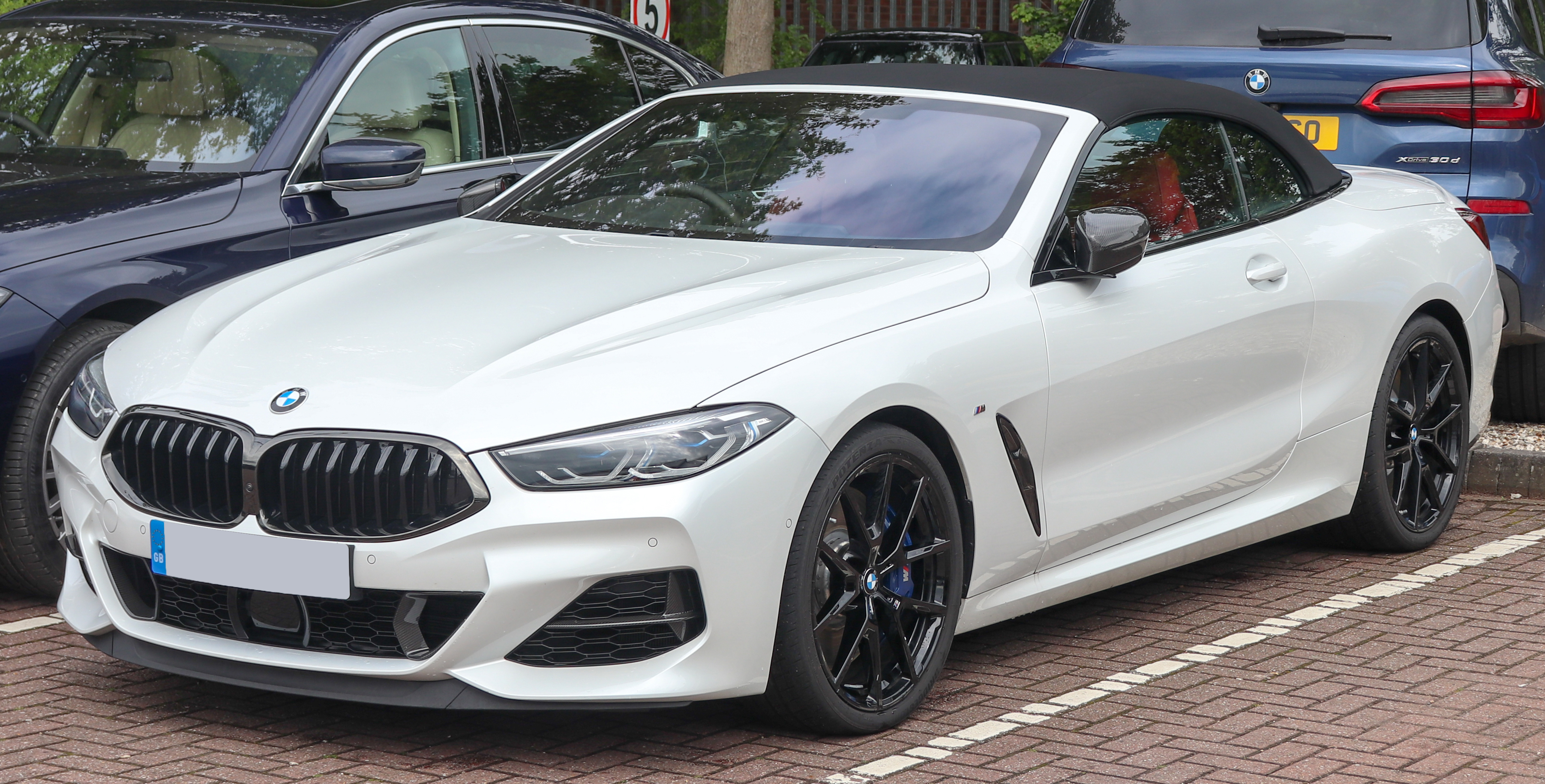
Sèrie 8 (G15)

#### Sèries X i Z
Les línies actuals de models d'automòbils BMW de la sèrie X (SUVs i crossovers) són:

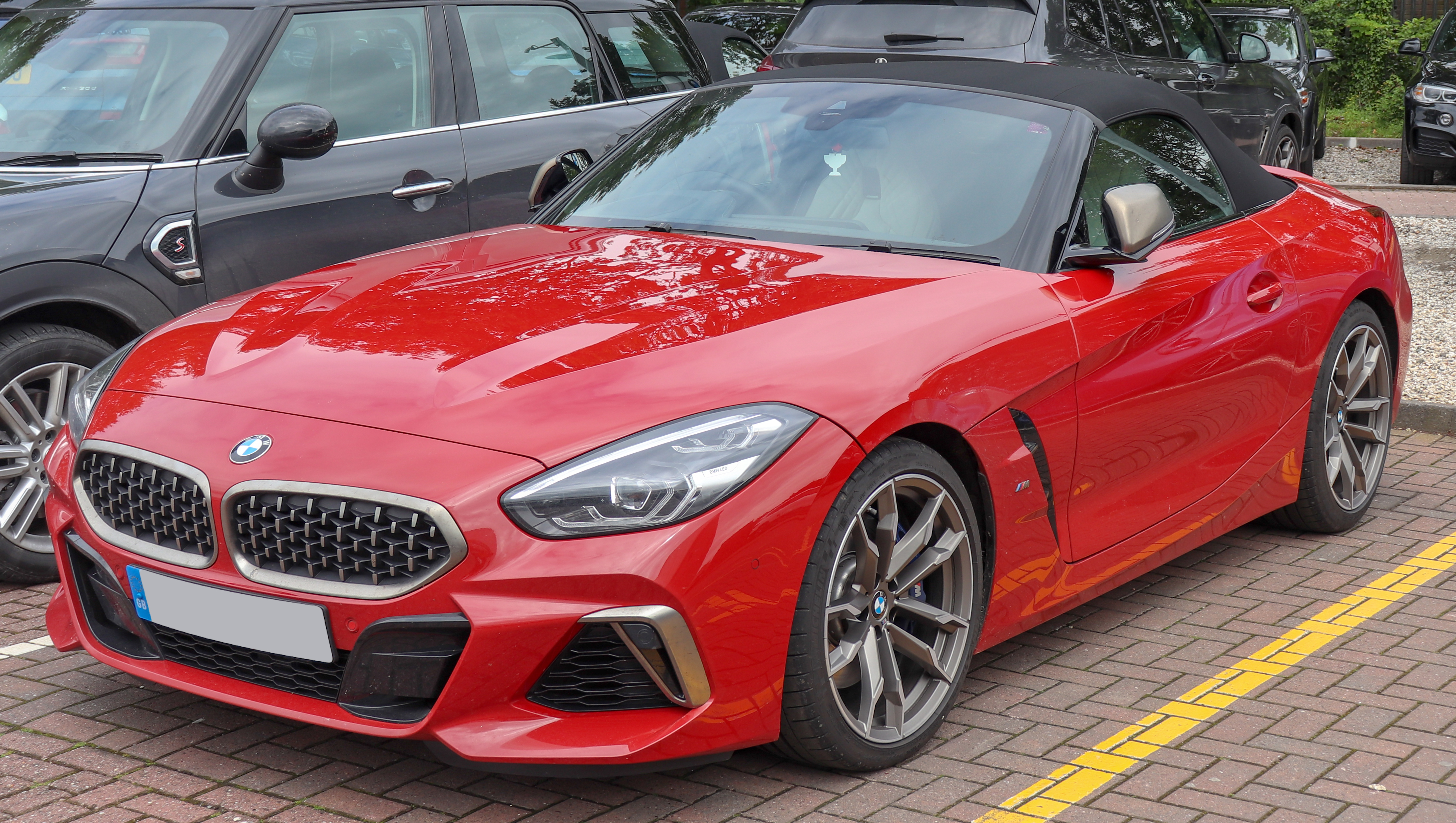
Z4 (G29)

| - X1 (F48) - X2 (F39) - X3 (G01) | - X4 (G02) - X5 (G05) - X6 (G06) | - X7 (G07) |

Automòbils BMW Sèrie X
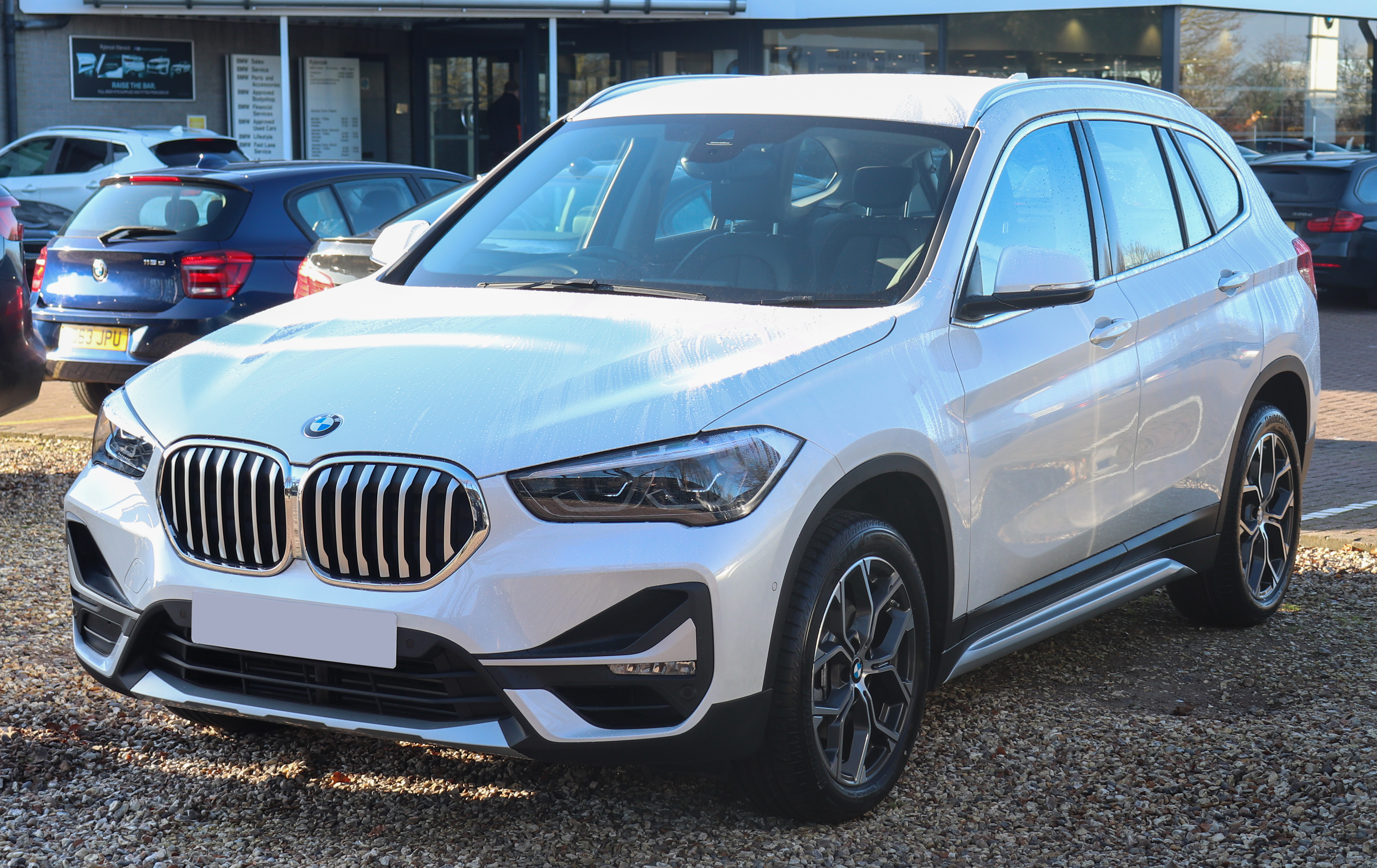
X1 (F48)
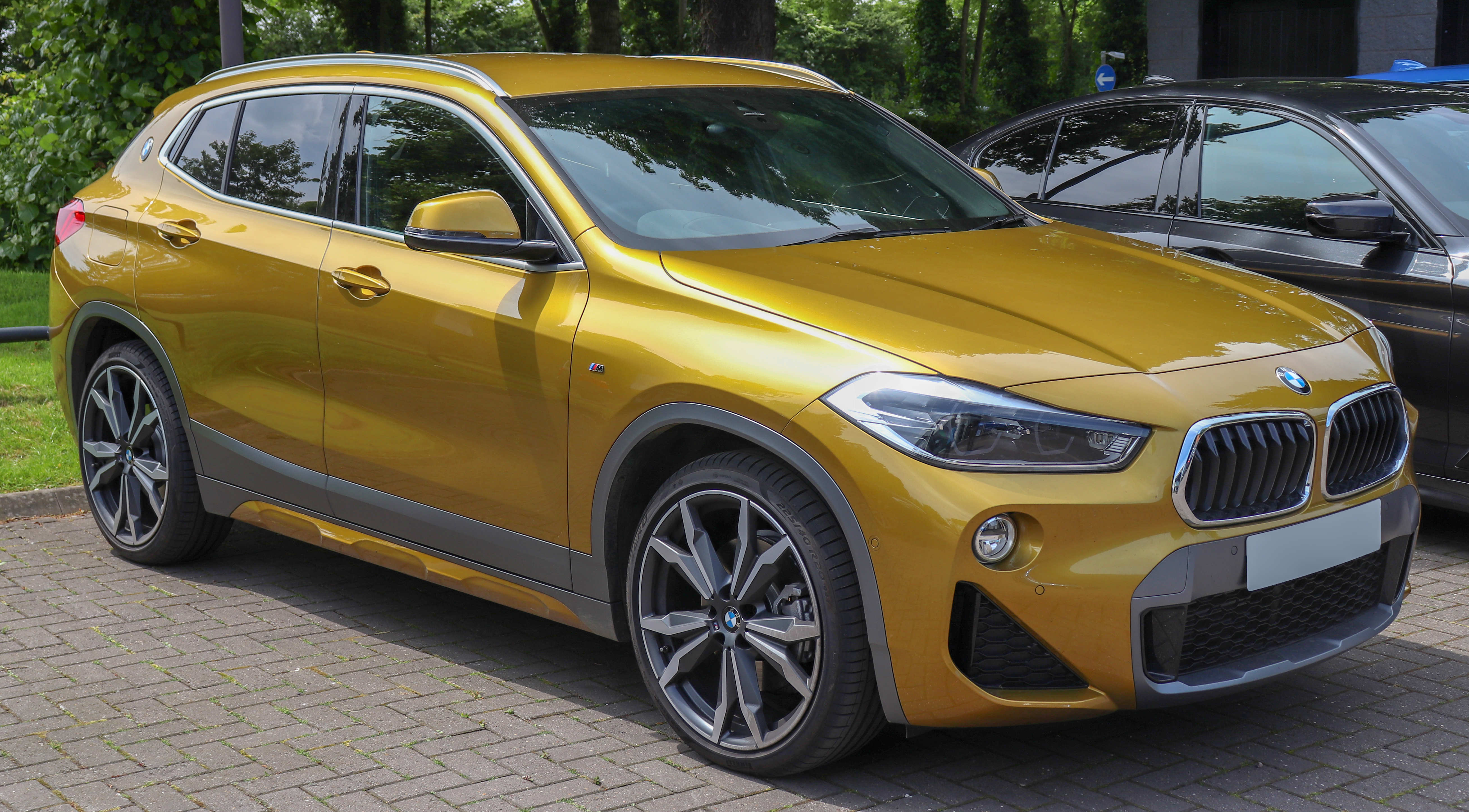
X2 (F39)
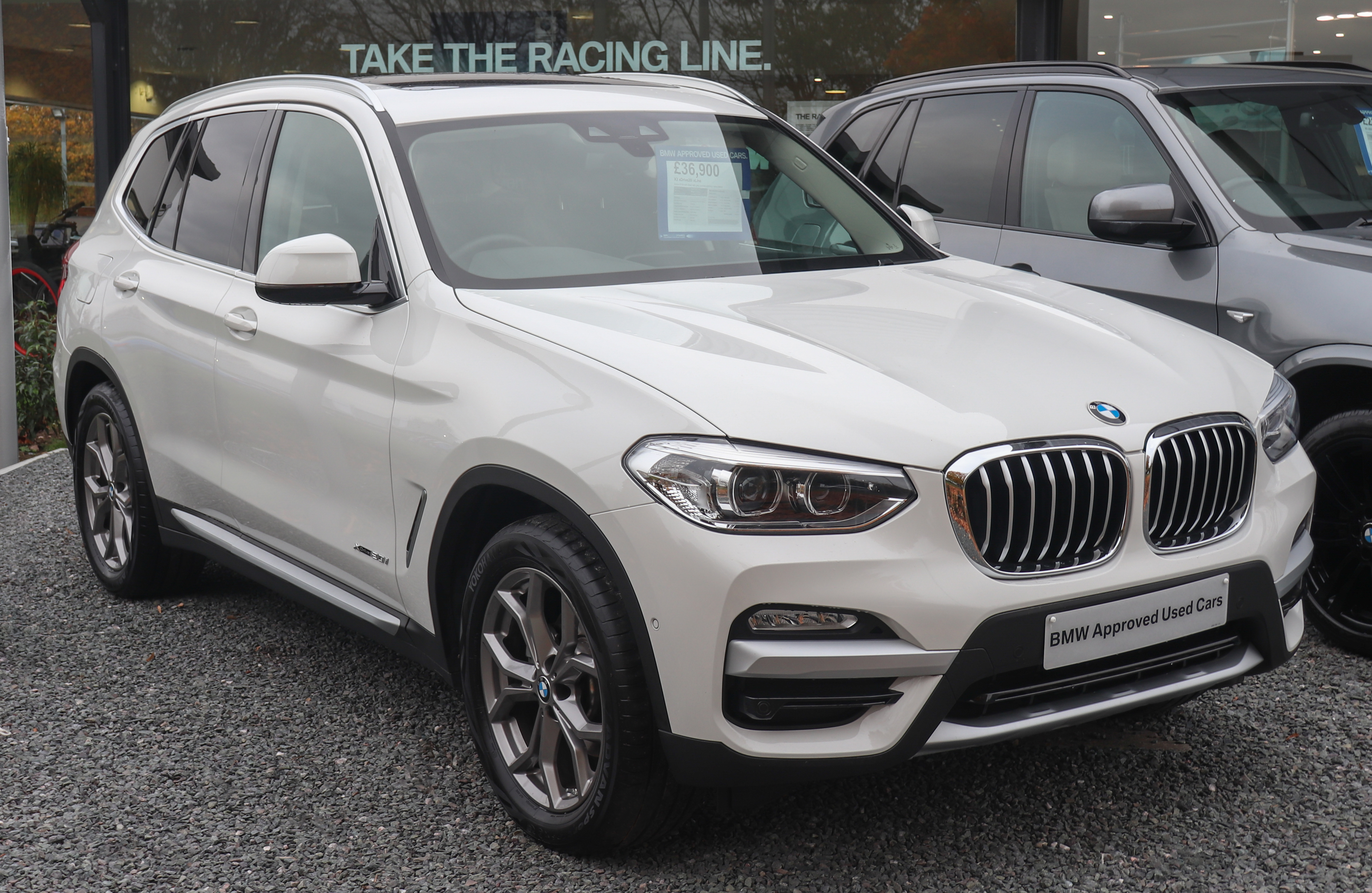
X3 (G01)
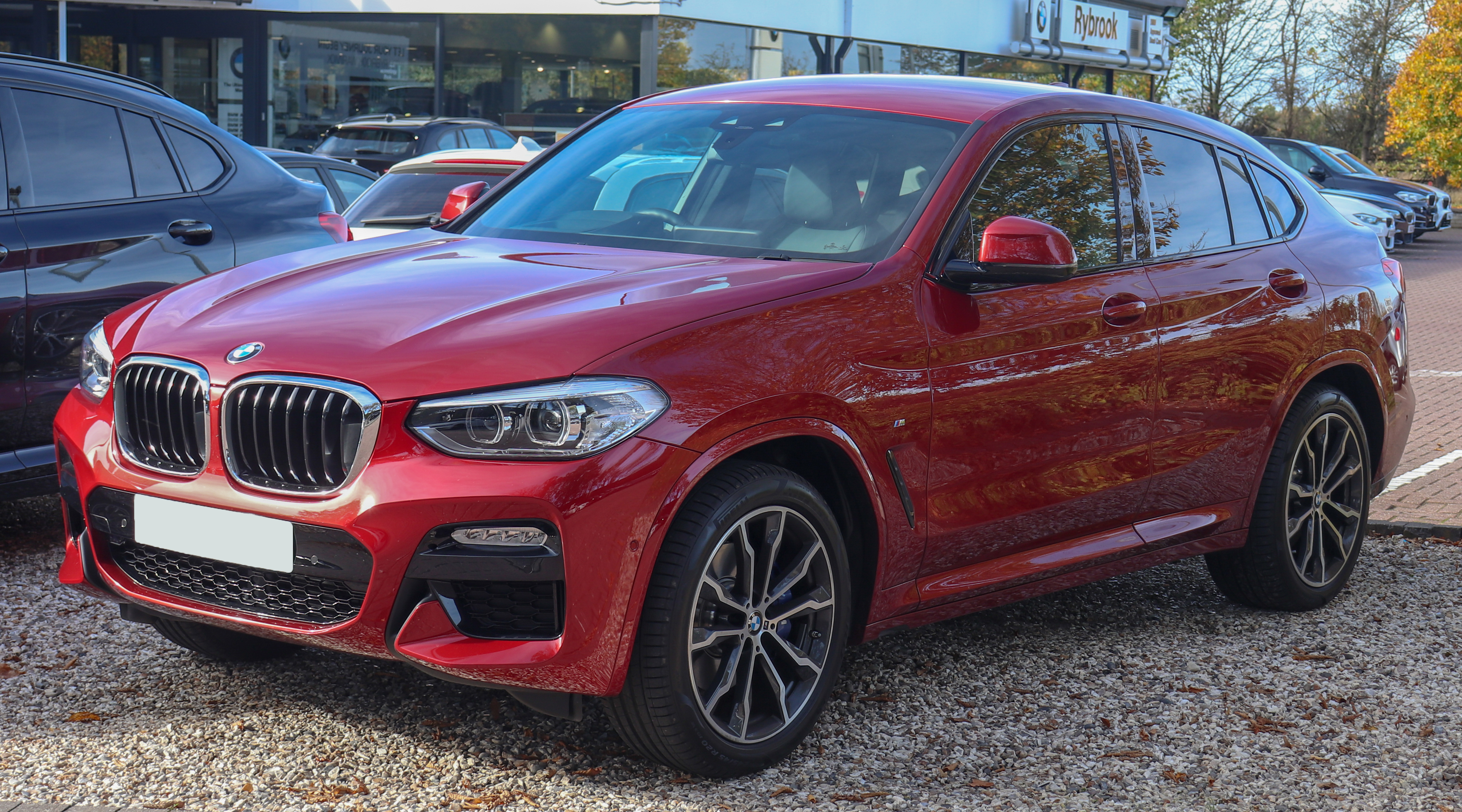
X4 (G02)

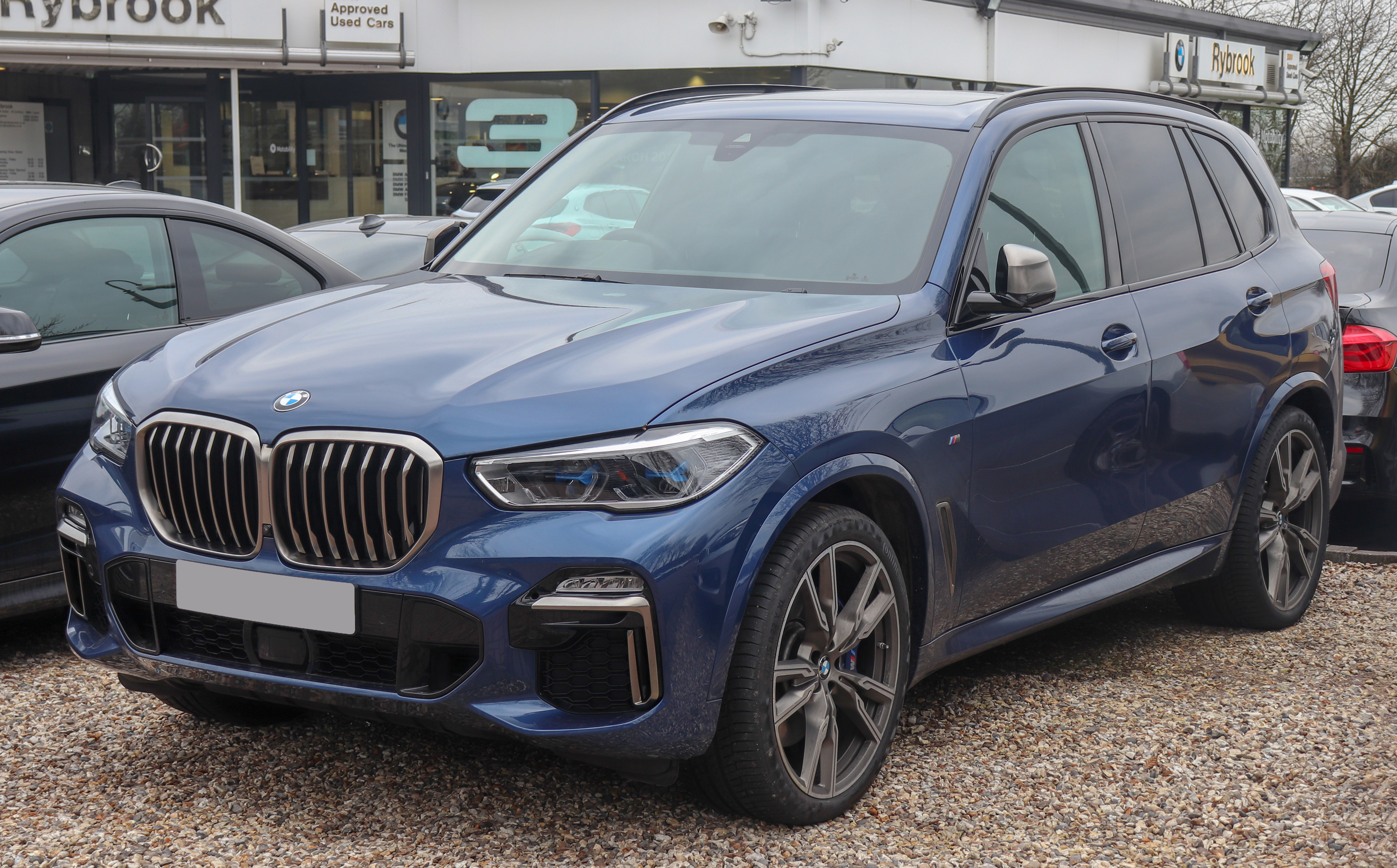
X5 (G05)
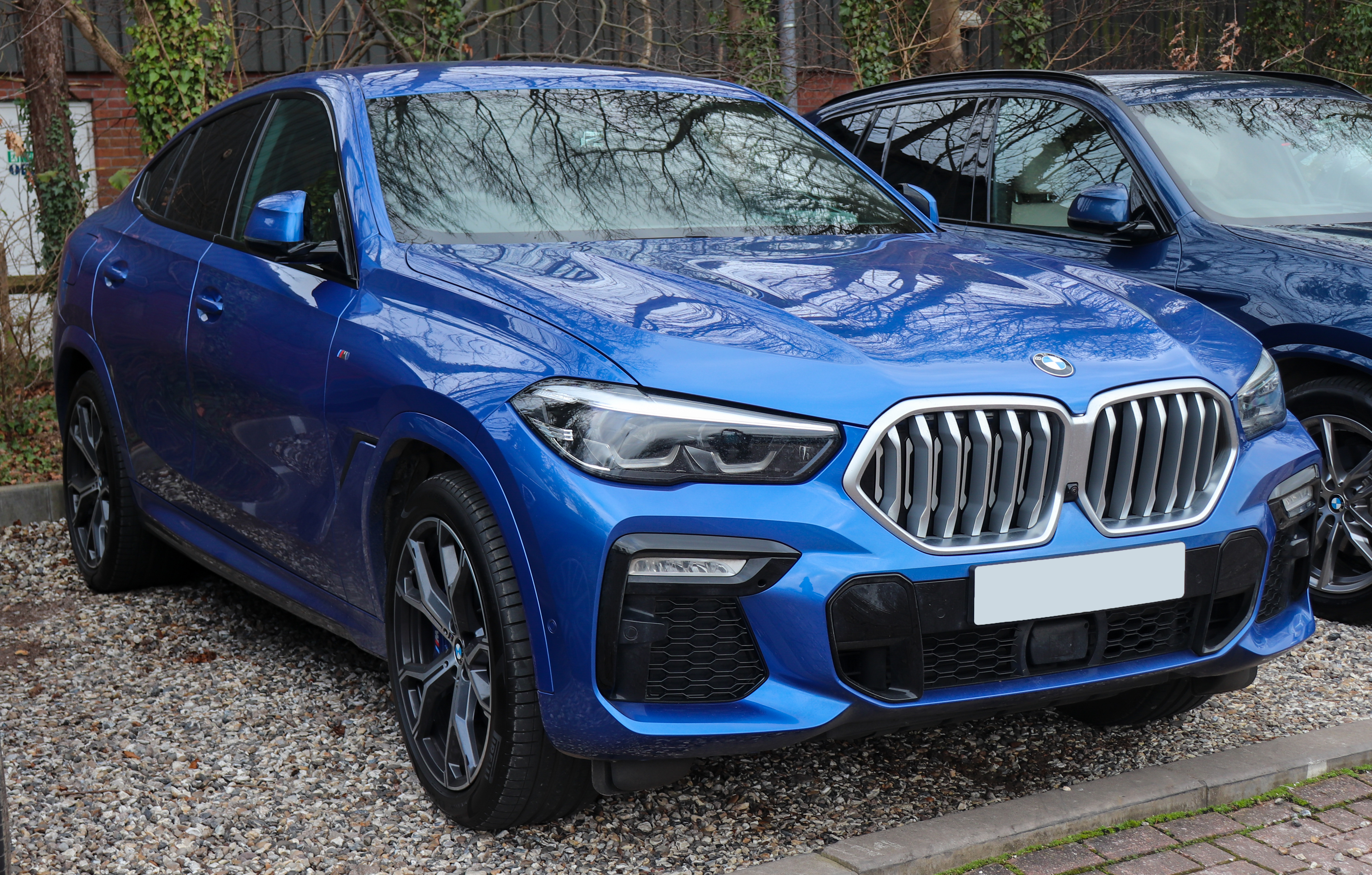
X6 (G06)
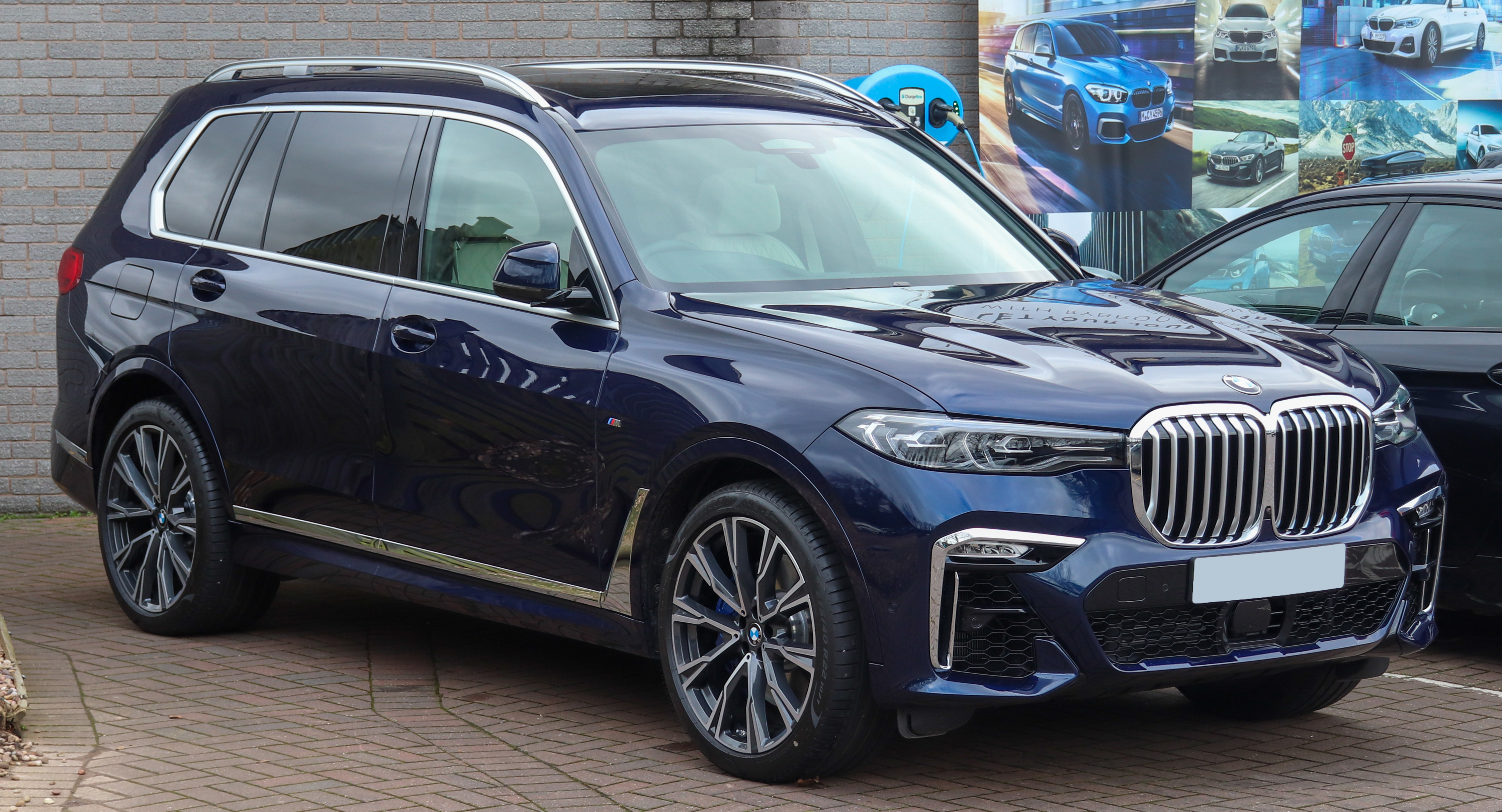
X7 (G07)

La línia de models actuals d'automòbils BMW de la sèrie Z (roadsters de dues portes) és la Z4 (G29):
- Z4 (G29)

#### Models i
Els vehicles elèctrics i els vehicles híbrids endollables es venen amb la marca secundària BMW i. La gamma actual de models consta de:
- i3, hatchback i3 del segment B (supermini) de cinc portes, accionat per un motor elèctric (amb motor de gasolina REx opcional)
- i8, esportiu coupé/roadster i8 de dues portes, propulsat per un motor elèctric i un de gasolina (híbrid endollable)

BMW va anunciar el llançament de dos nous models totalment elèctrics de BMW i, el BMW iX3 SUV a finals del 2020 i el BMW i4 de quatre portes el 2021.
A més, diversos models híbrids endollables construïts en plataformes existents s'han comercialitzat com a models iPerformance. Entre d'altres, el 225xe que utilitza un motor de gasolina turboalimentat d'1,5 L de tres cilindres amb motor elèctric, el 330e/530e amb motor de quatre cilindres de 2,0 L amb motor elèctric i el 740e amb motor de gasolina turbo de 2,0 litres amb motor elèctric.
A més, s'han llançat models híbrids endollables i crossover amb tecnologia i: X1 xDrive25e, X2 xDrive25e, X3 xDrive30e i X5 xDrive40e.

#### Models M
La filial BMW M GmbH (anomenada BMW Motorsport GmbH fins al 1993) compta amb versions d'altes prestacions de diversos models de BMW des del 1978.
La gamma de models recent consta de:
| - M2, Coupé de dues portes - M3, Sedan de quatre portes (que tornarà el 2020) - M4, Coupé/Descapotable de dues portes - M5, Sedan de quatre portes - M8, Coupé/descapotable de dues portes | - X3 M, SUV compacte de cinc portes - X4 M, SUV compacte de cinc portes d'estil coupé - X5 M, SUV de cinc portes - X6 M, SUV de cinc portes d'estil coupé |

Automòbils BMW M
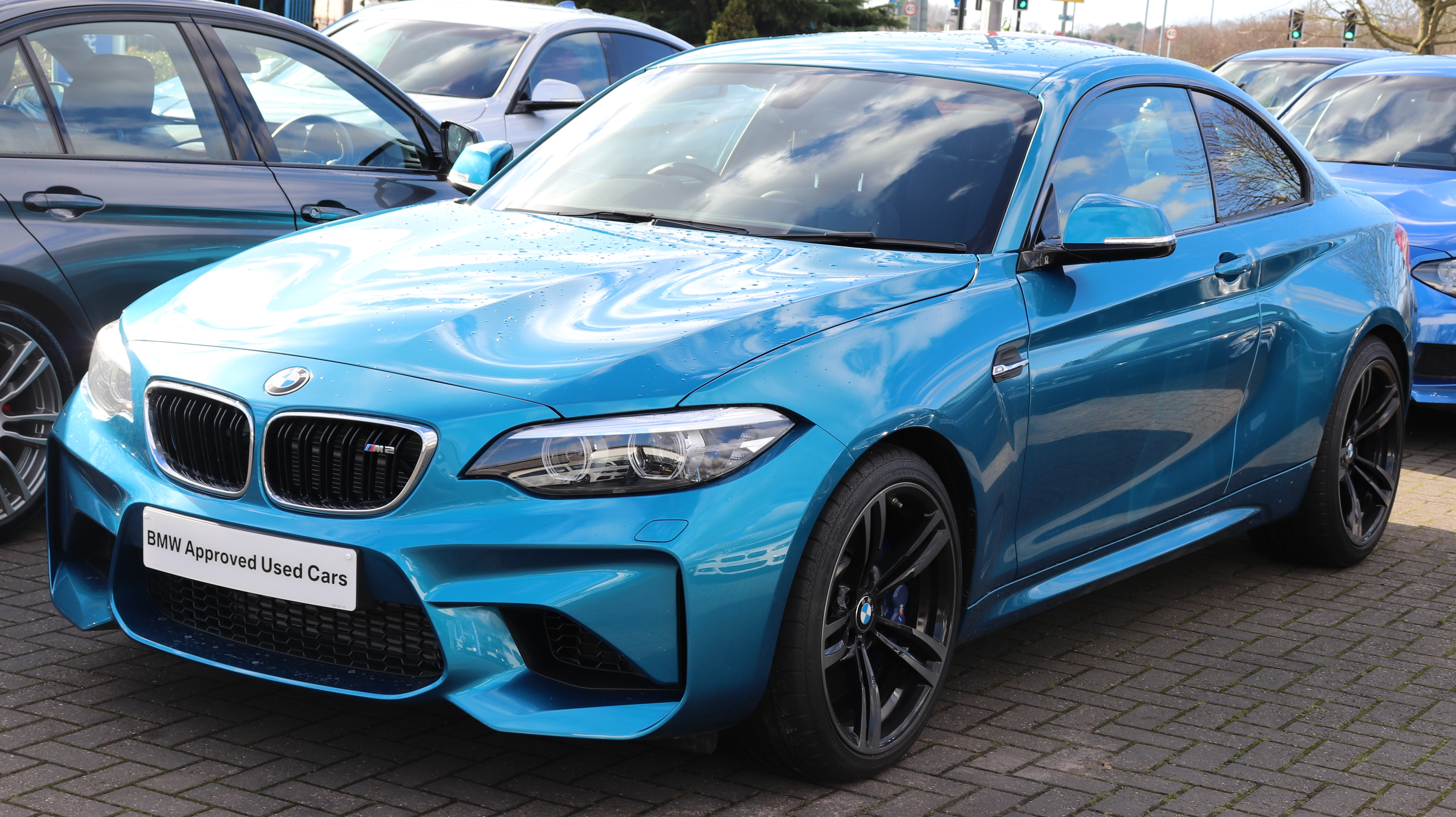
M2
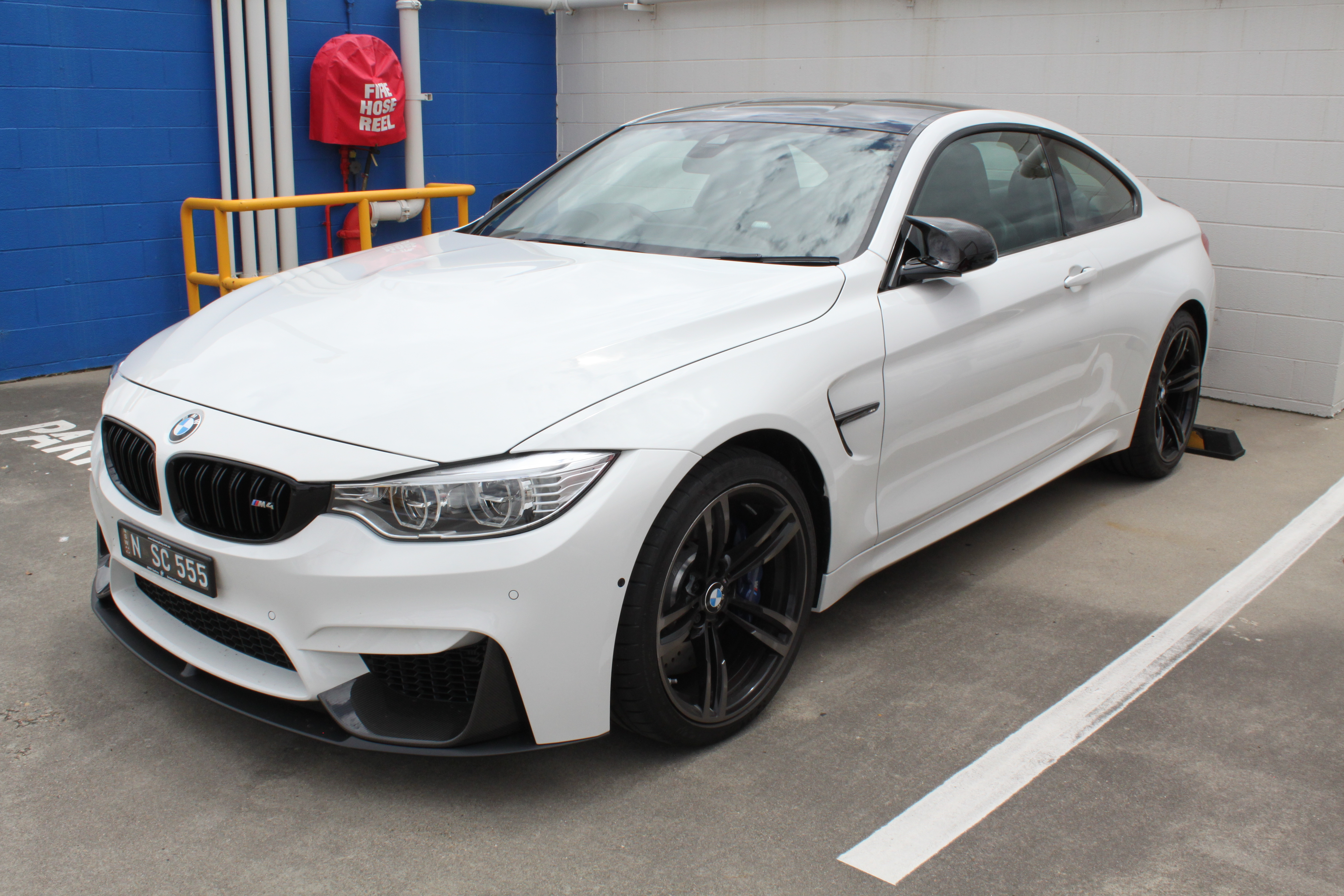
M4
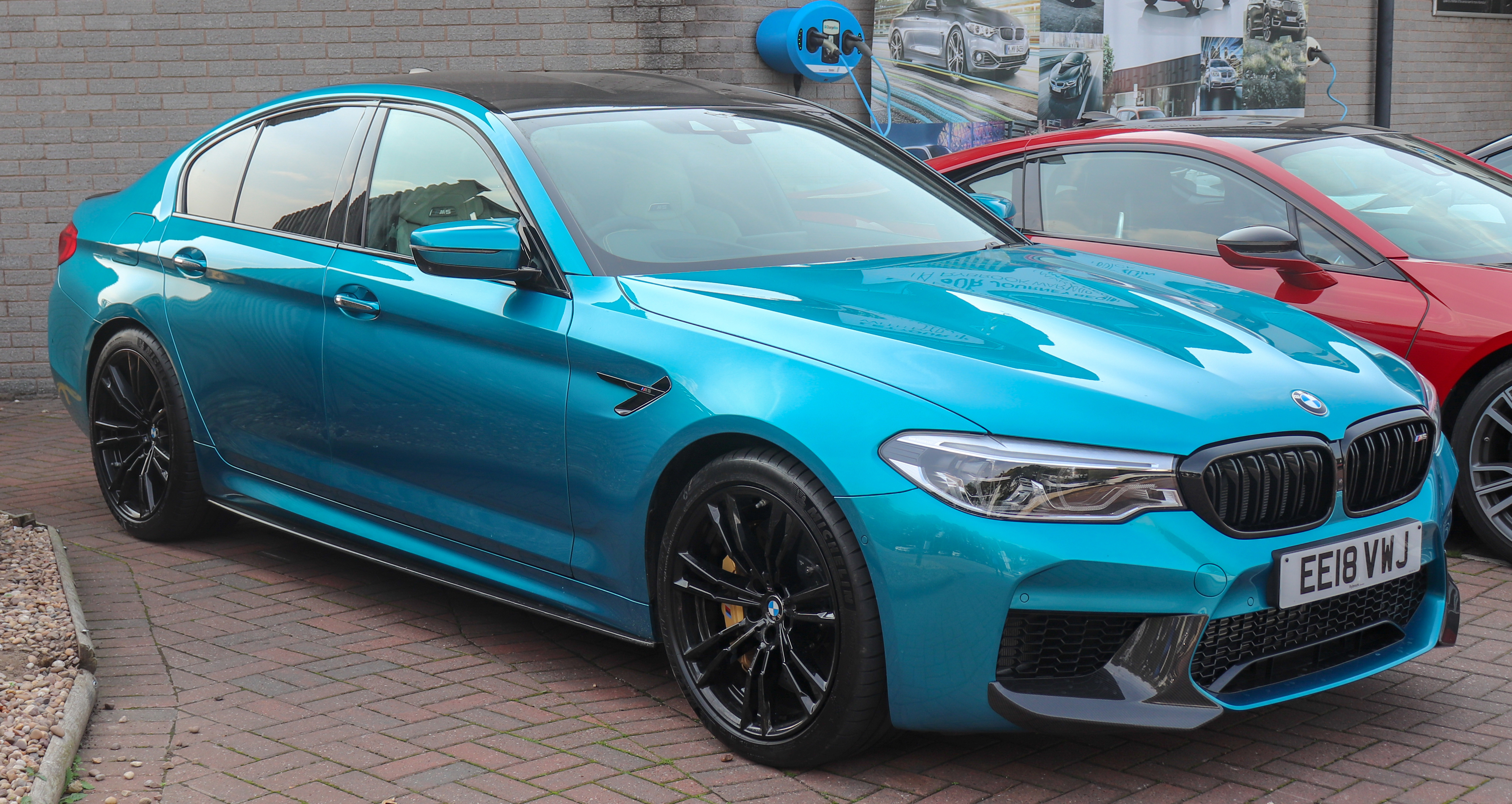
M5
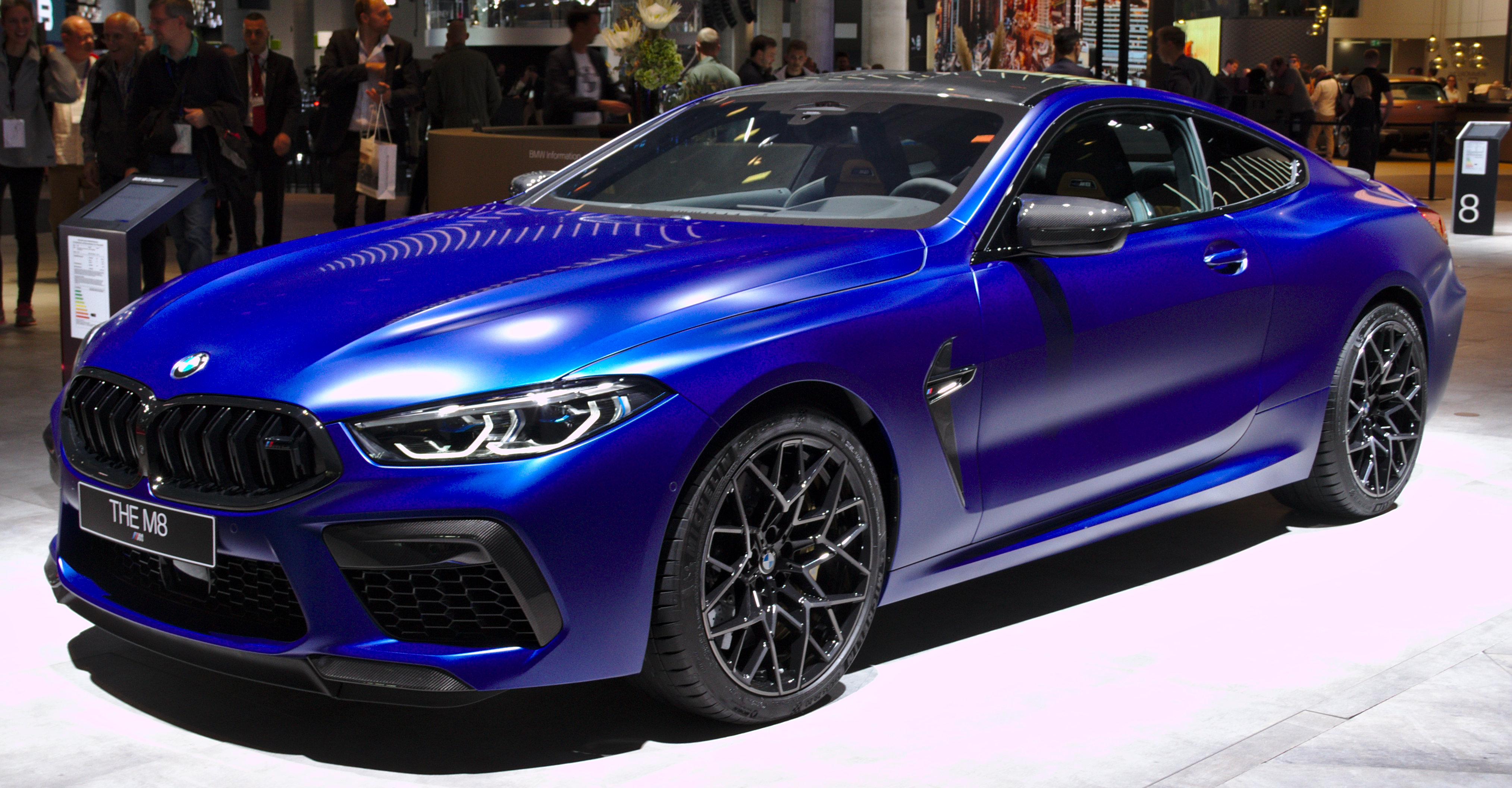
M8 coupé
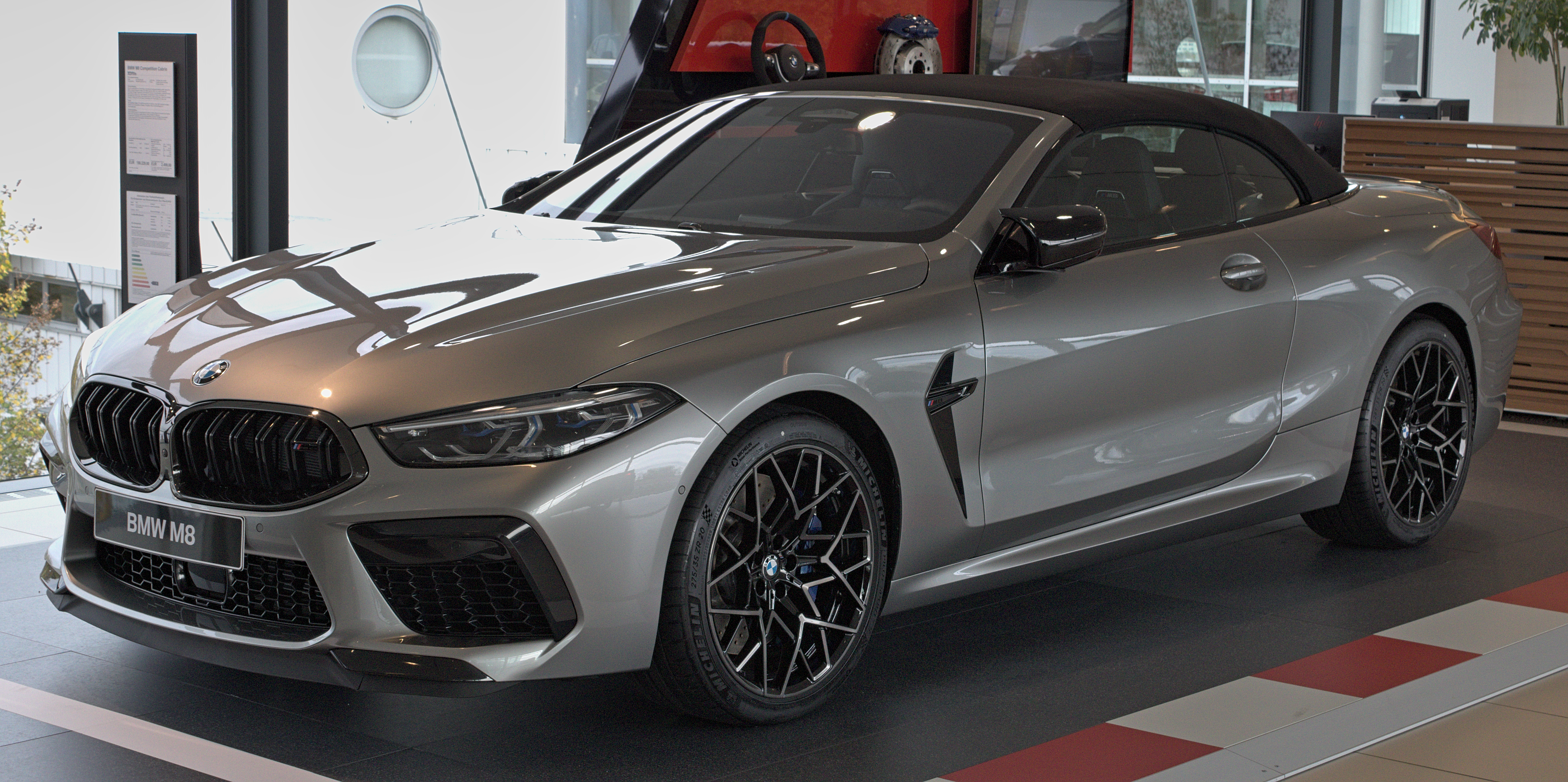
M8 descapotable
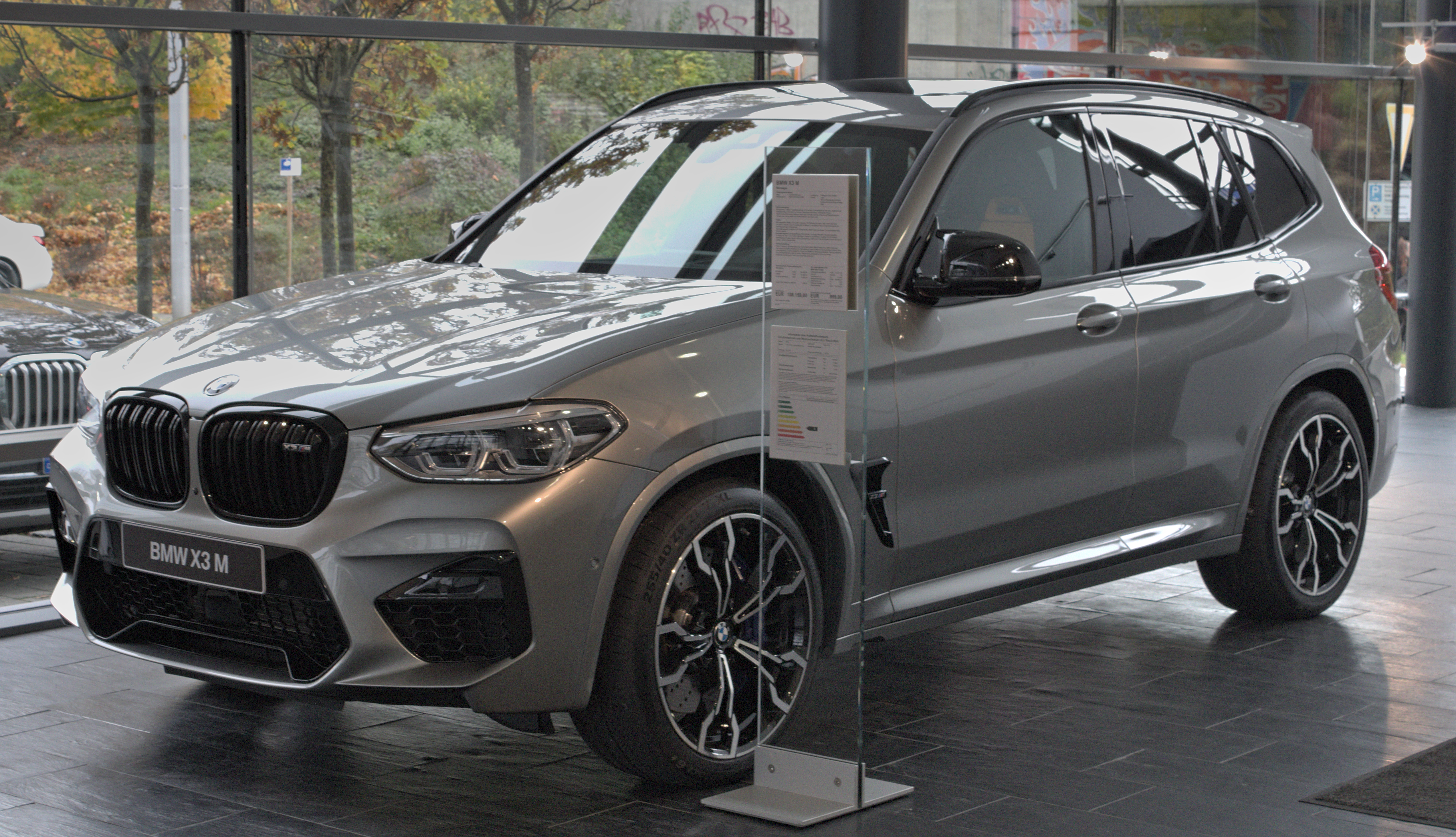
X3 M
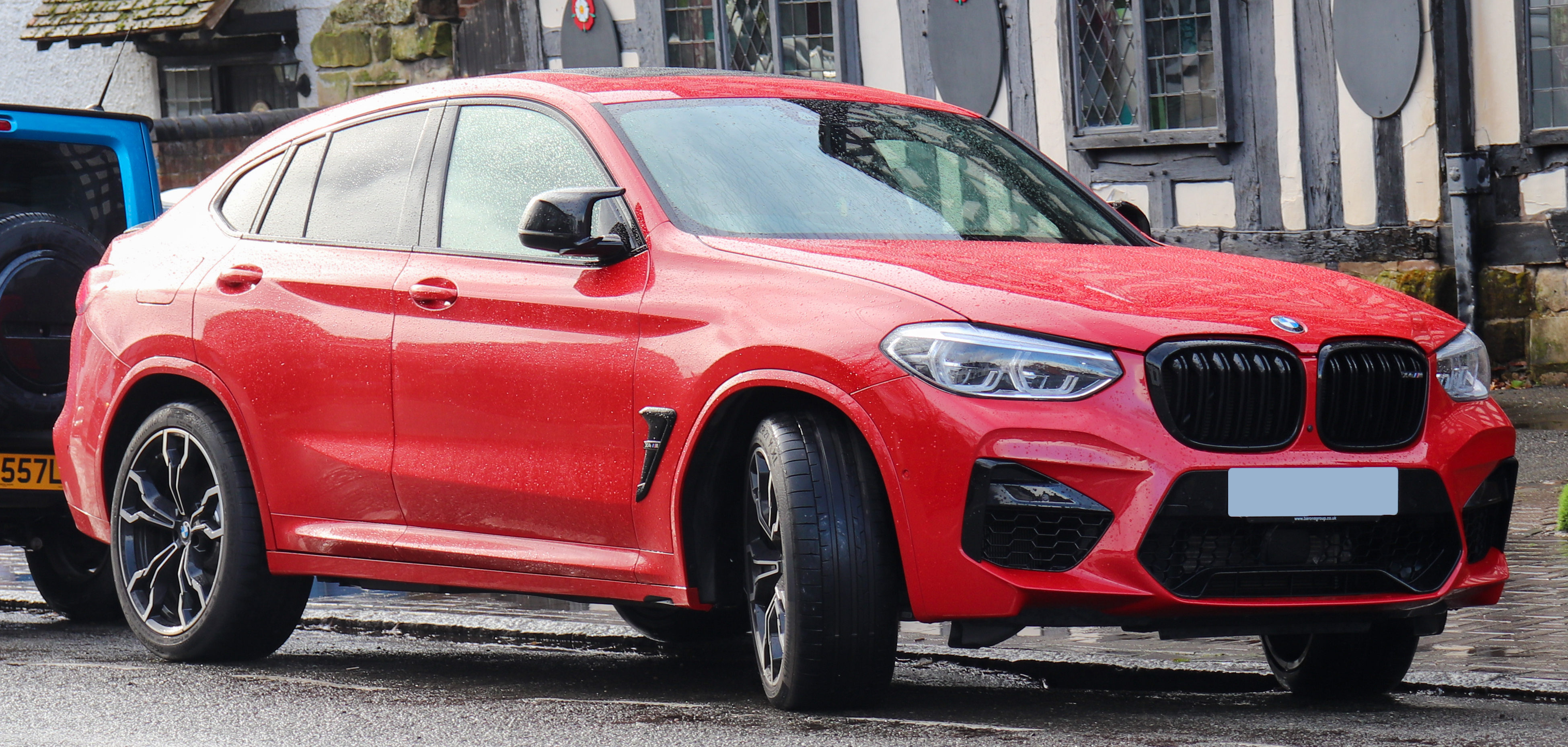
X4 M
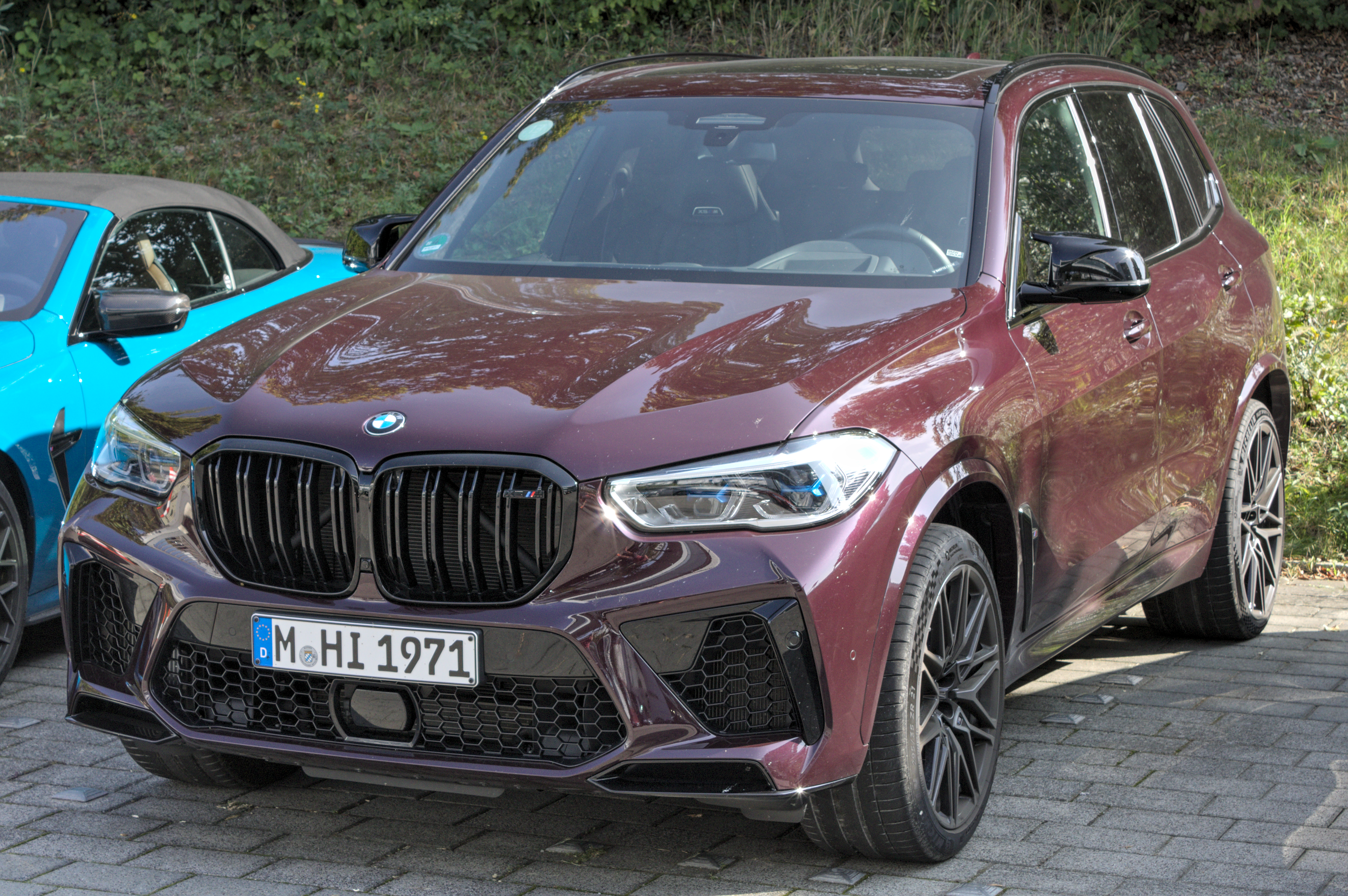
X5 M
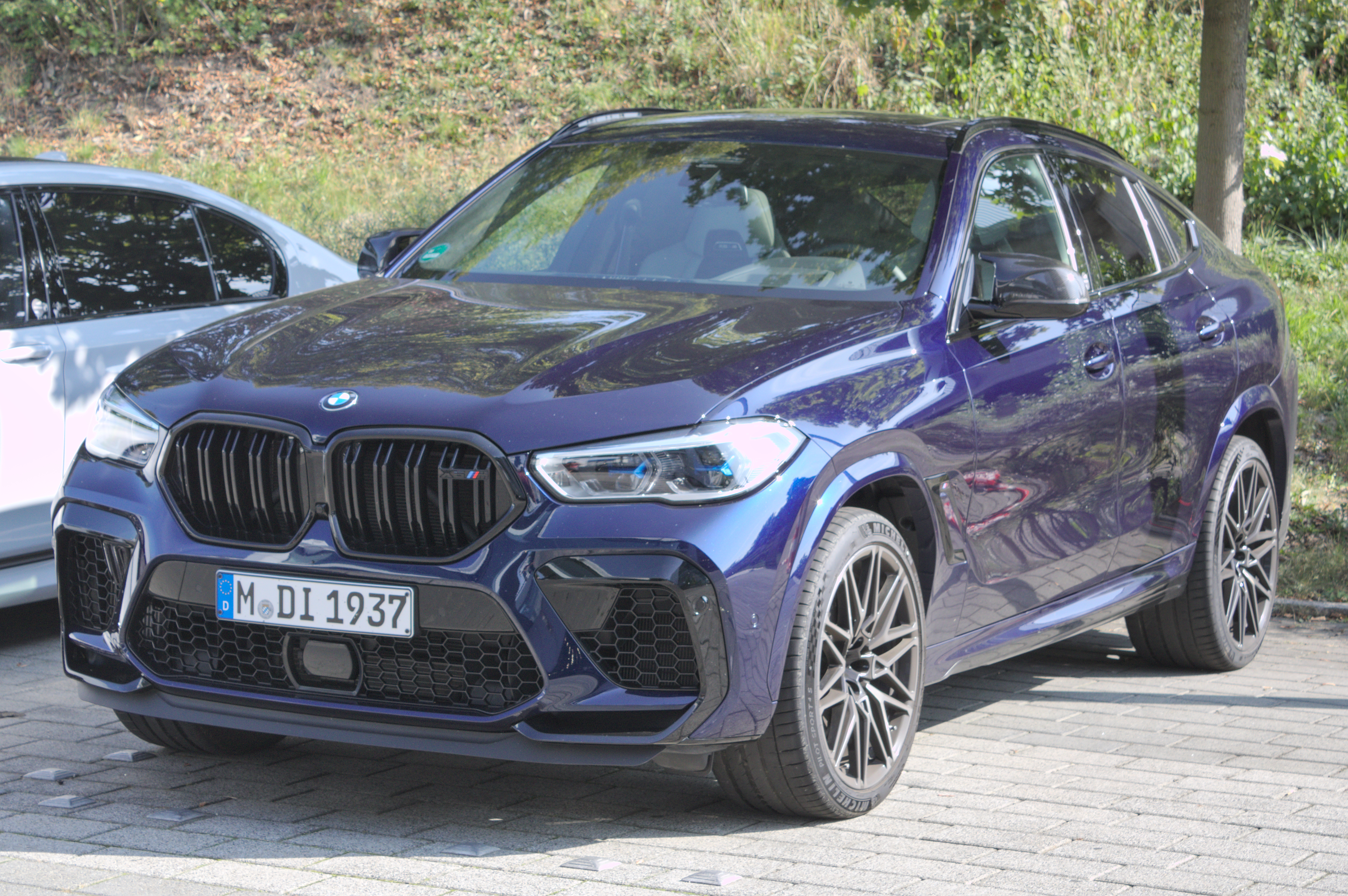
X6 M

La lletra "M" també s'utilitza sovint en la comercialització dels models habituals de BMW, per exemple, el model F20 M140i, el model G11 M760Li i diversos extres opcionals anomenats "M Sport", "M Performance" o similars.

## Competició
BMW té una llarga història d'activitat dins els esports del motor, en especialitats tan diverses com les següents:
- Touring cars, com ara els campionats DTM, WTCC, ETCC i BTCC
- Fórmula 1
- Curses de resistència, com ara les 24 Hores de Nürburgring, 24 Hores de Le Mans, 24 Hores de Daytona i les 24 Hores de Spa
- Campionat del Món de sidecars
- TT de l'illa de Man
- Campionats d'Europa i del Món d'enduro, ISDE
- Ral·li Dakar
- American Le Mans Series
- Fórmula BMW – una fórmula per a pilots de la categoria Junior
- Fórmula 2
- Fórmula E

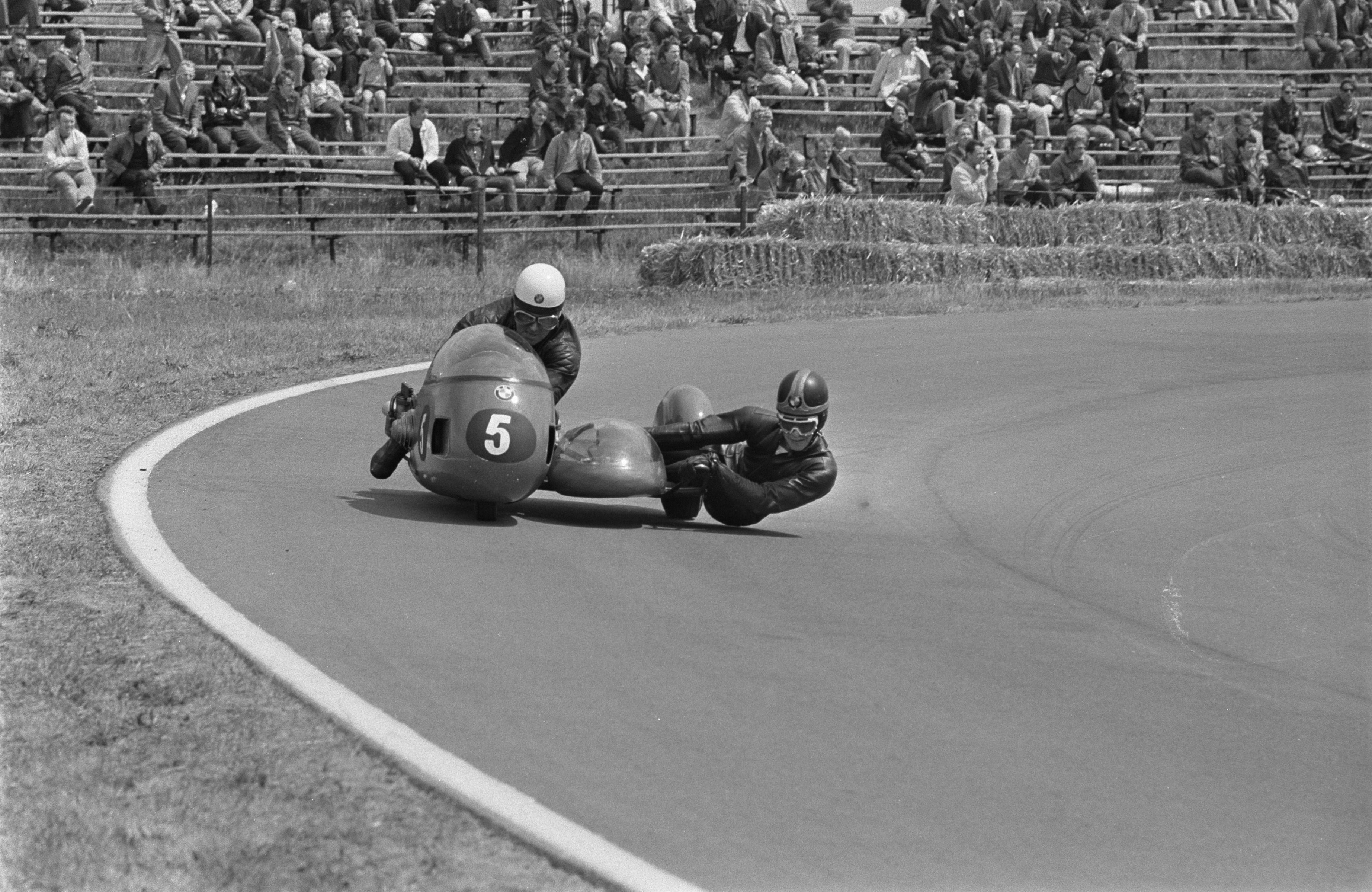
Un sidecar BMW a Assen el 1970
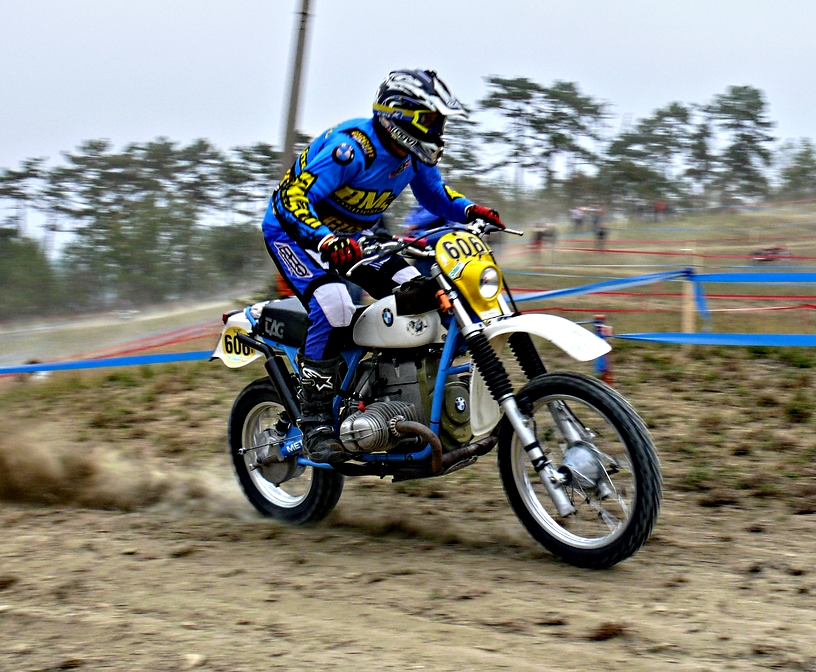
Una BMW bicilíndrica dels 80 en un enduro de clàssiques el 2017
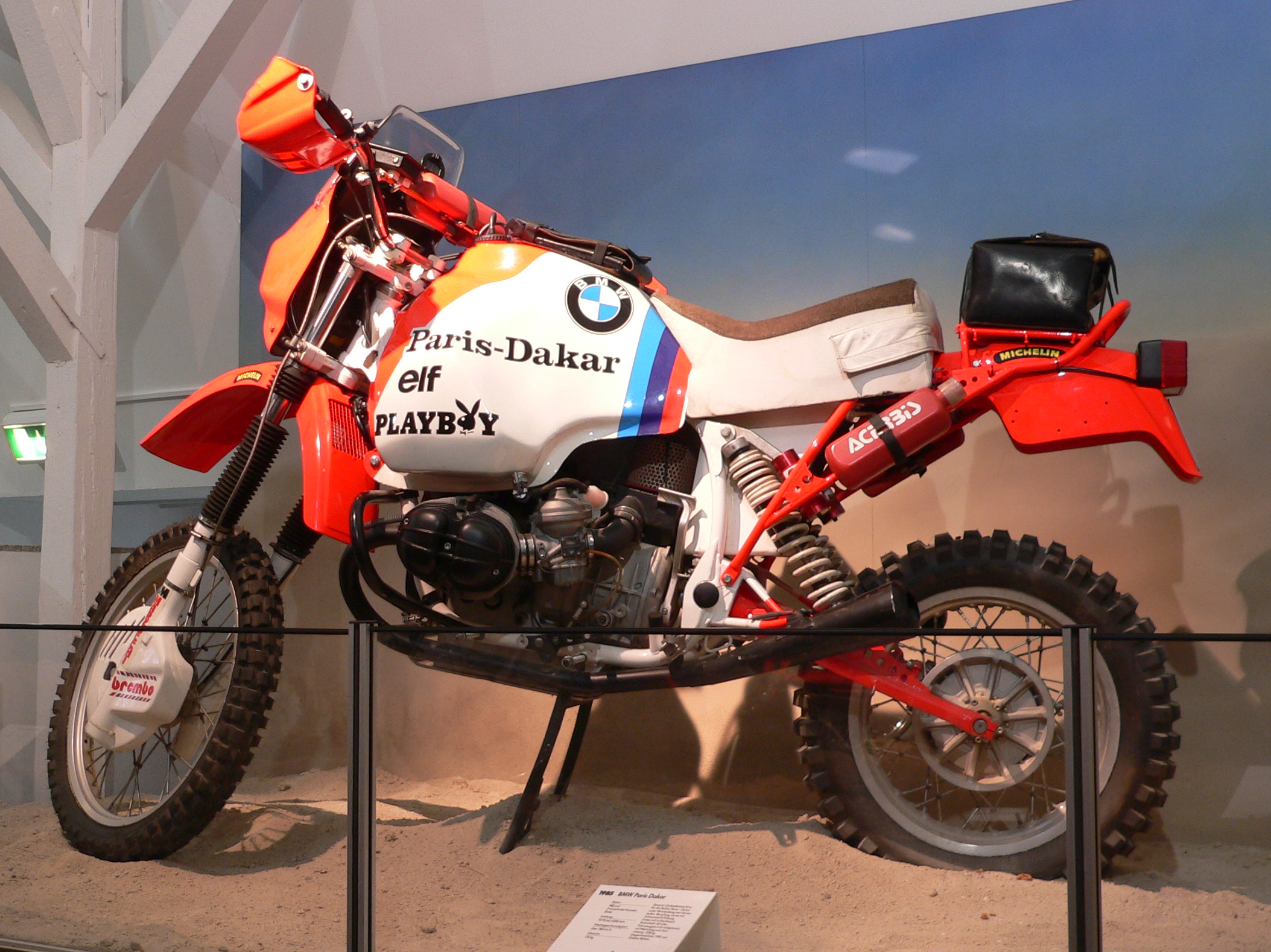
La BMW amb què Gaston Rahier guanyà el Ral·li Dakar de 1985
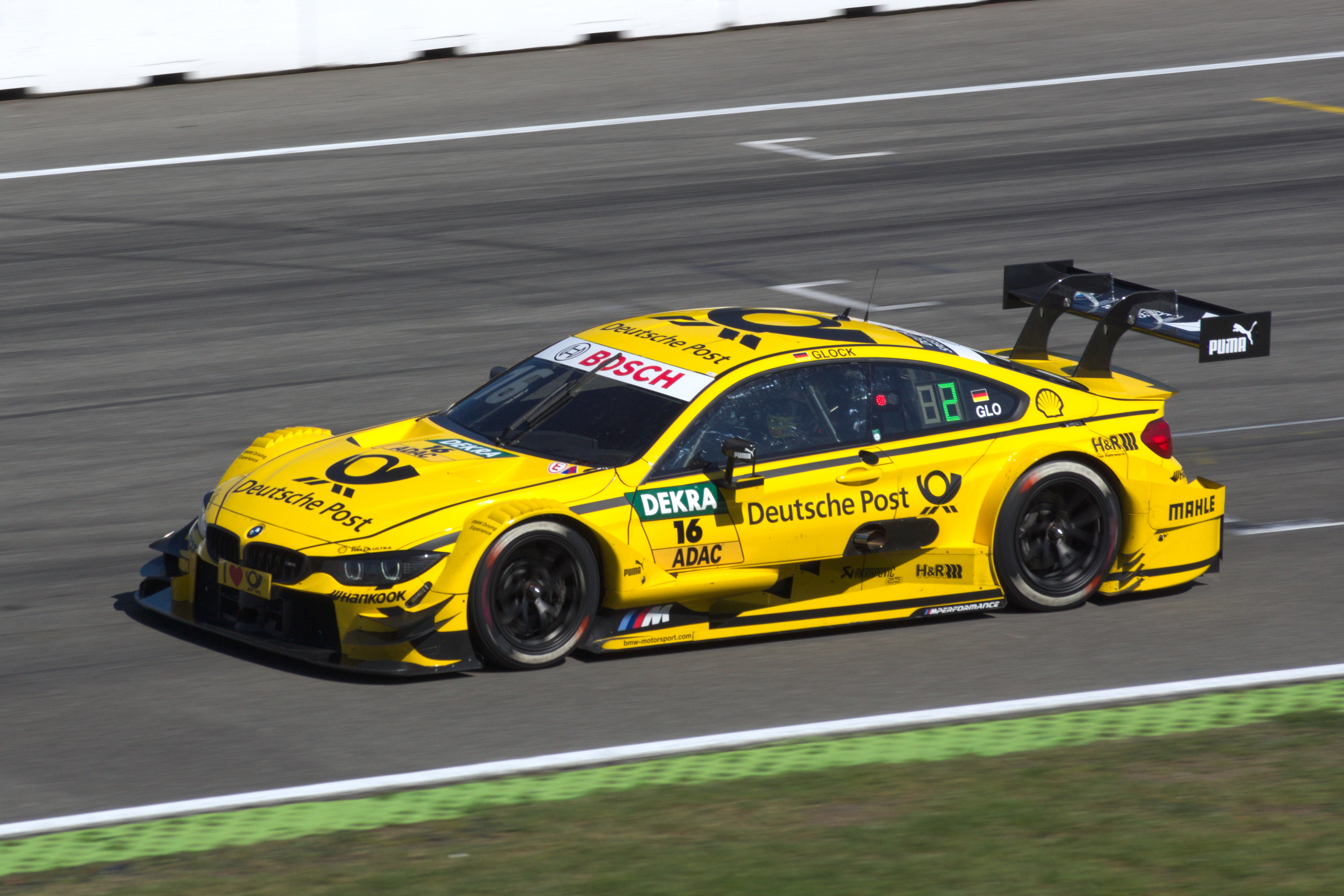
BMW M4 DTM del 2016
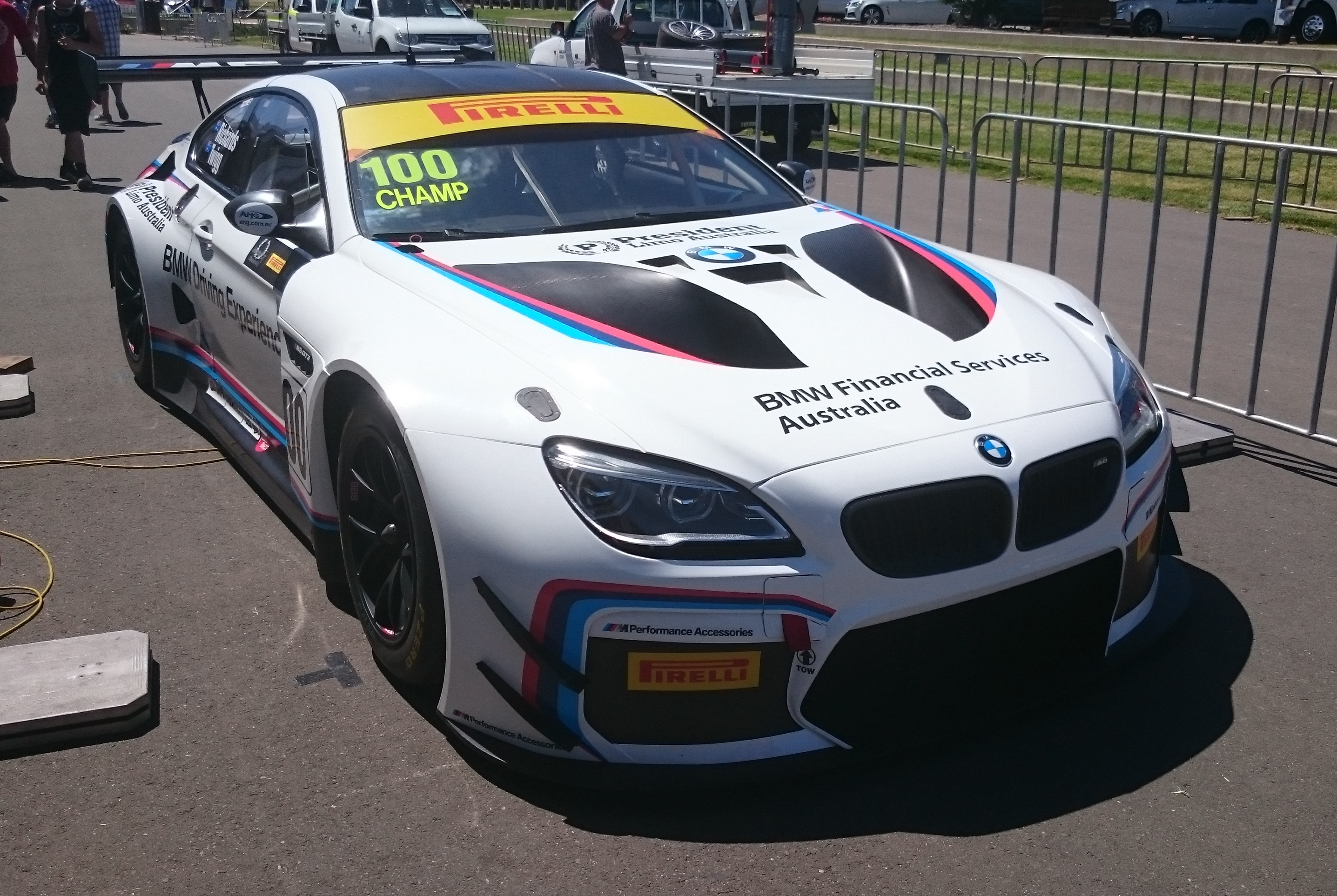
BMW M6 GT3 del 2016
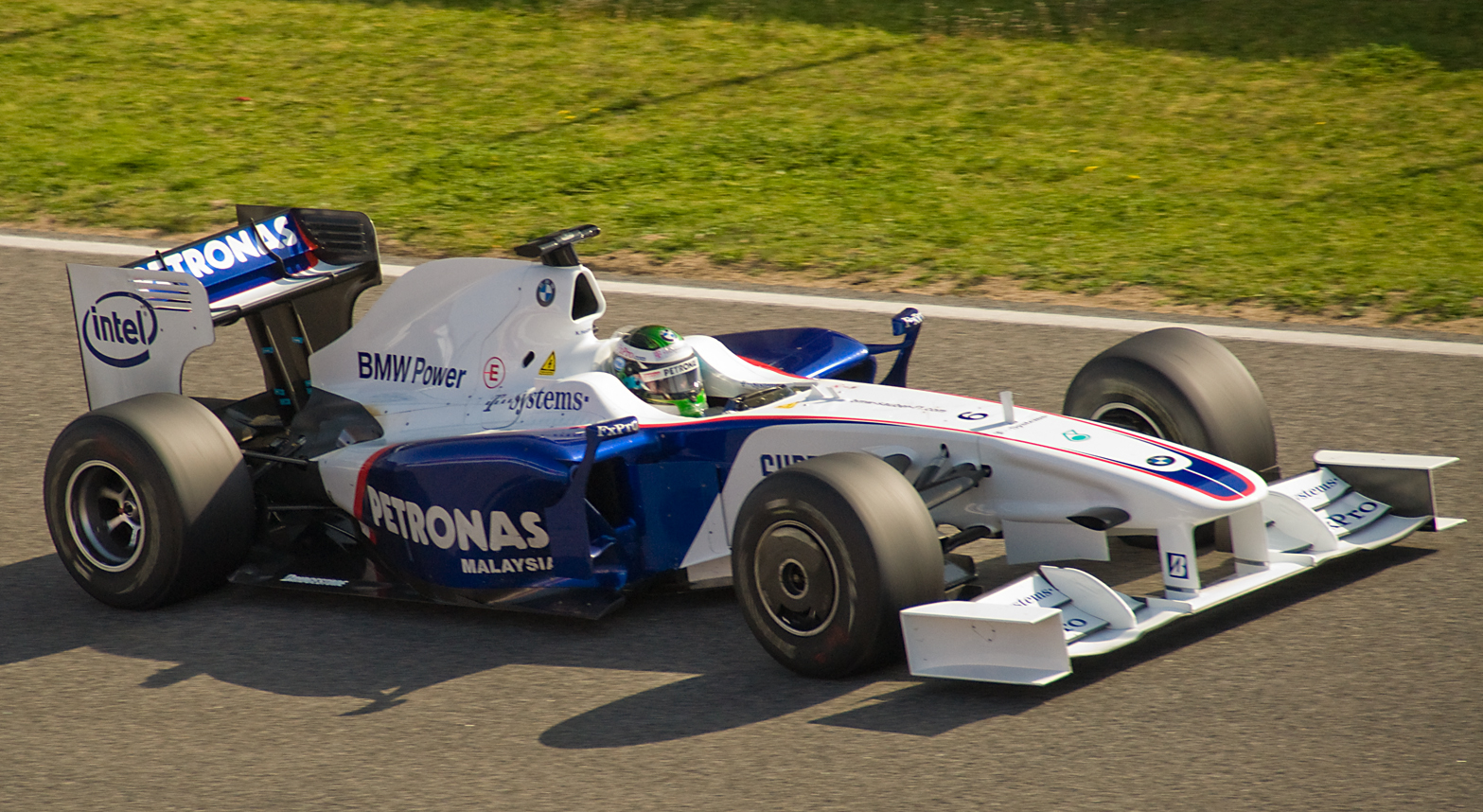
BMW Sauber del 2009
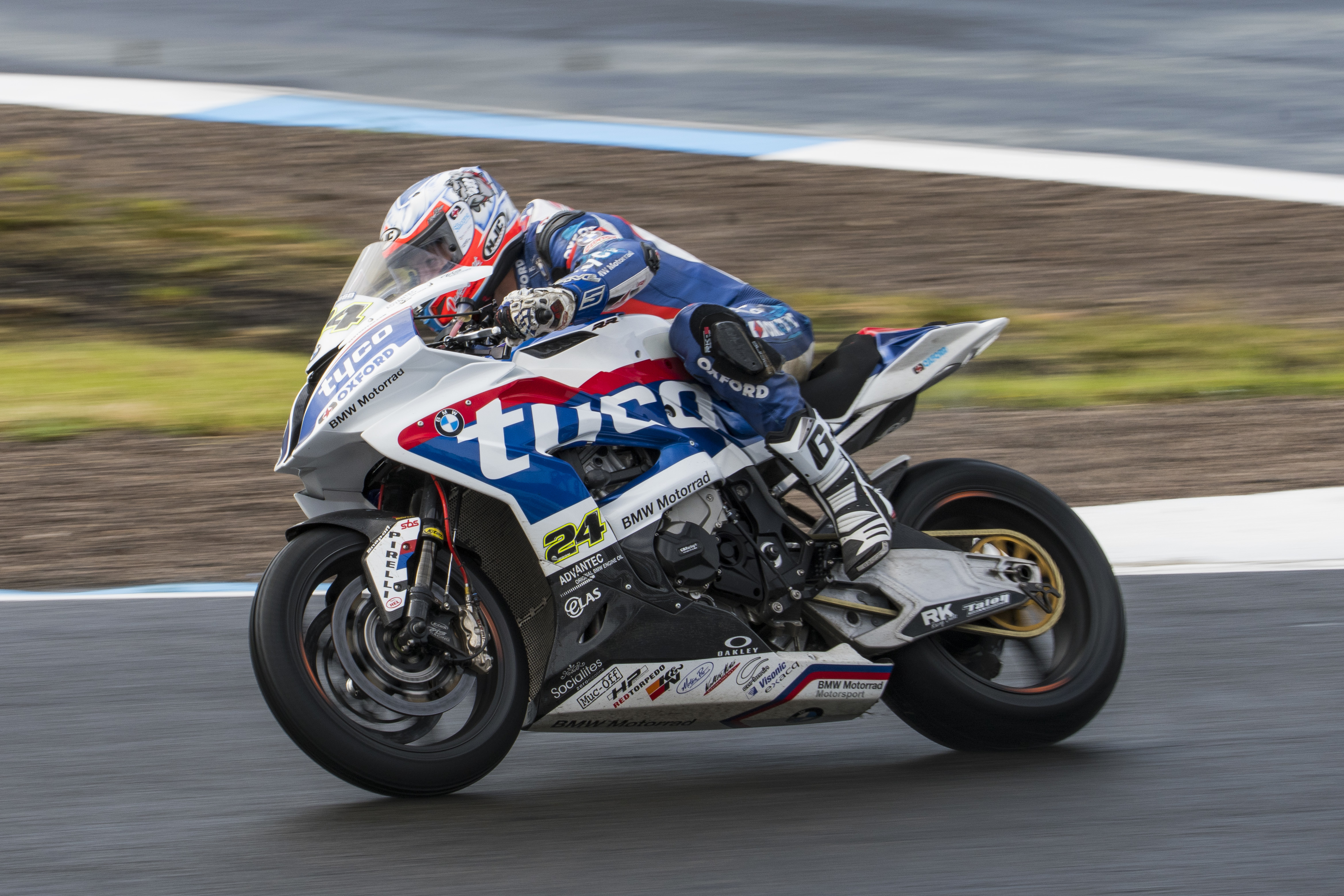
BMW S1000RR del 2016

## Relació amb les arts

### Pintura
El 1975, l'escultor Alexander Calder va rebre l'encàrrec de pintar el cotxe de curses BMW 3.0 CSL que va pilotar Hervé Poulain a les 24 hores de Le Mans. Aquest cotxe es va convertir en el primer de la sèrie BMW Art Cars. Des de l'obra d'art de Calder, molts altres artistes de renom a tot el món han creat BMW Art Cars, entre ells David Hockney, Jenny Holzer, Roy Lichtenstein, Robert Rauschenberg, Frank Stella i Andy Warhol.
Fins ara, s'han creat un total de 19 BMW Art Cars, basats tant en vehicles de curses com de producció regular.

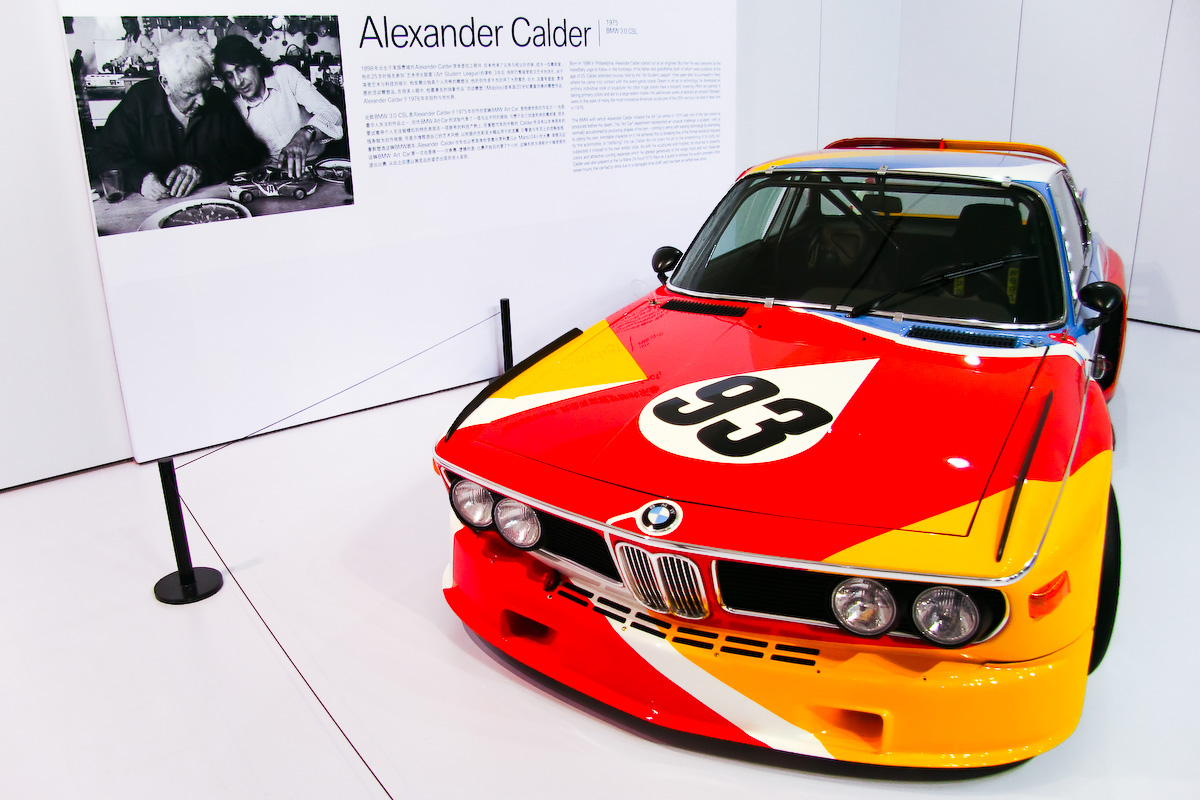
BMW 3.0 CSL Art Car d'Alexander Calder (1975)
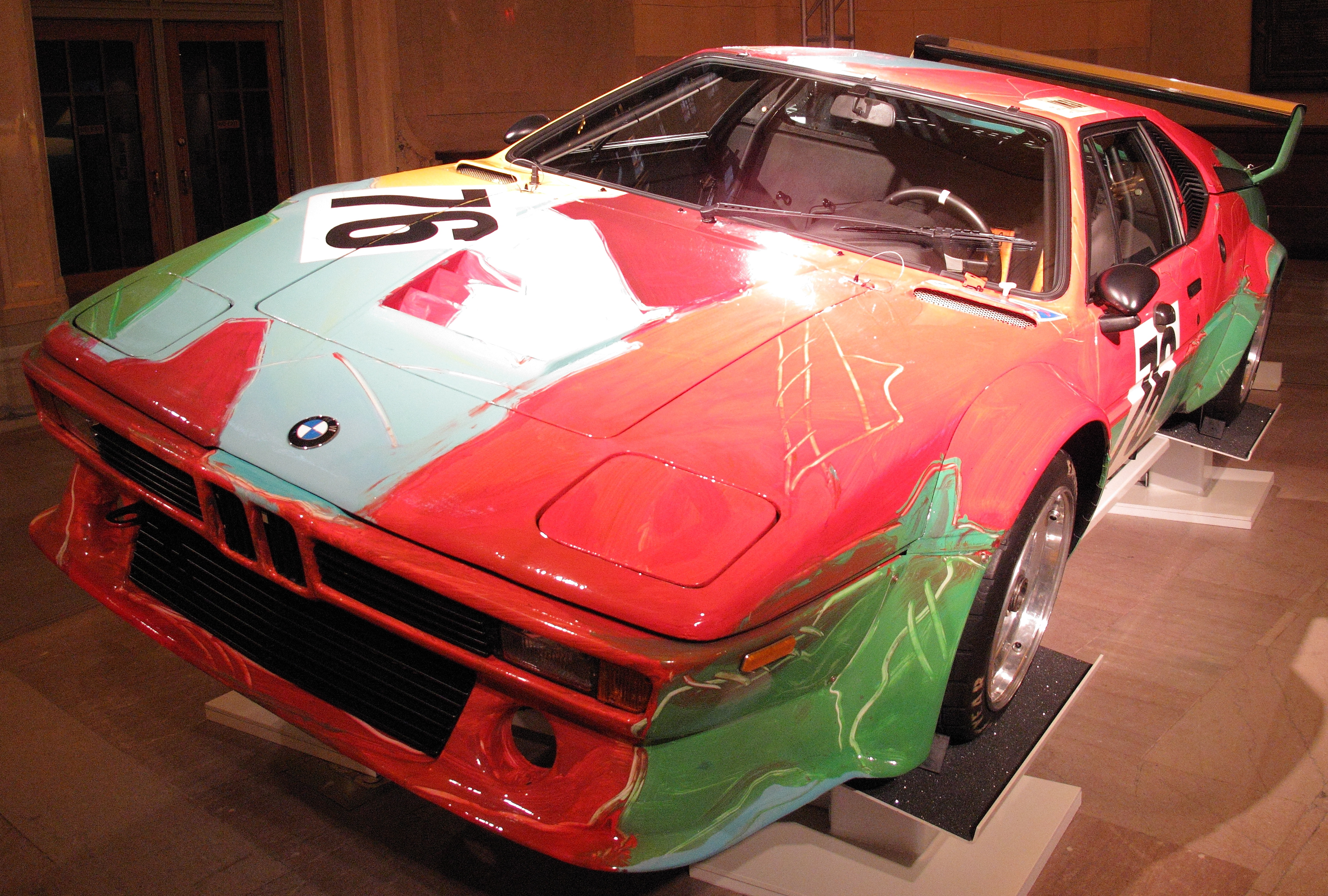
BMW M1 Art Car d'Andy Warhol (1979)

### Arquitectura

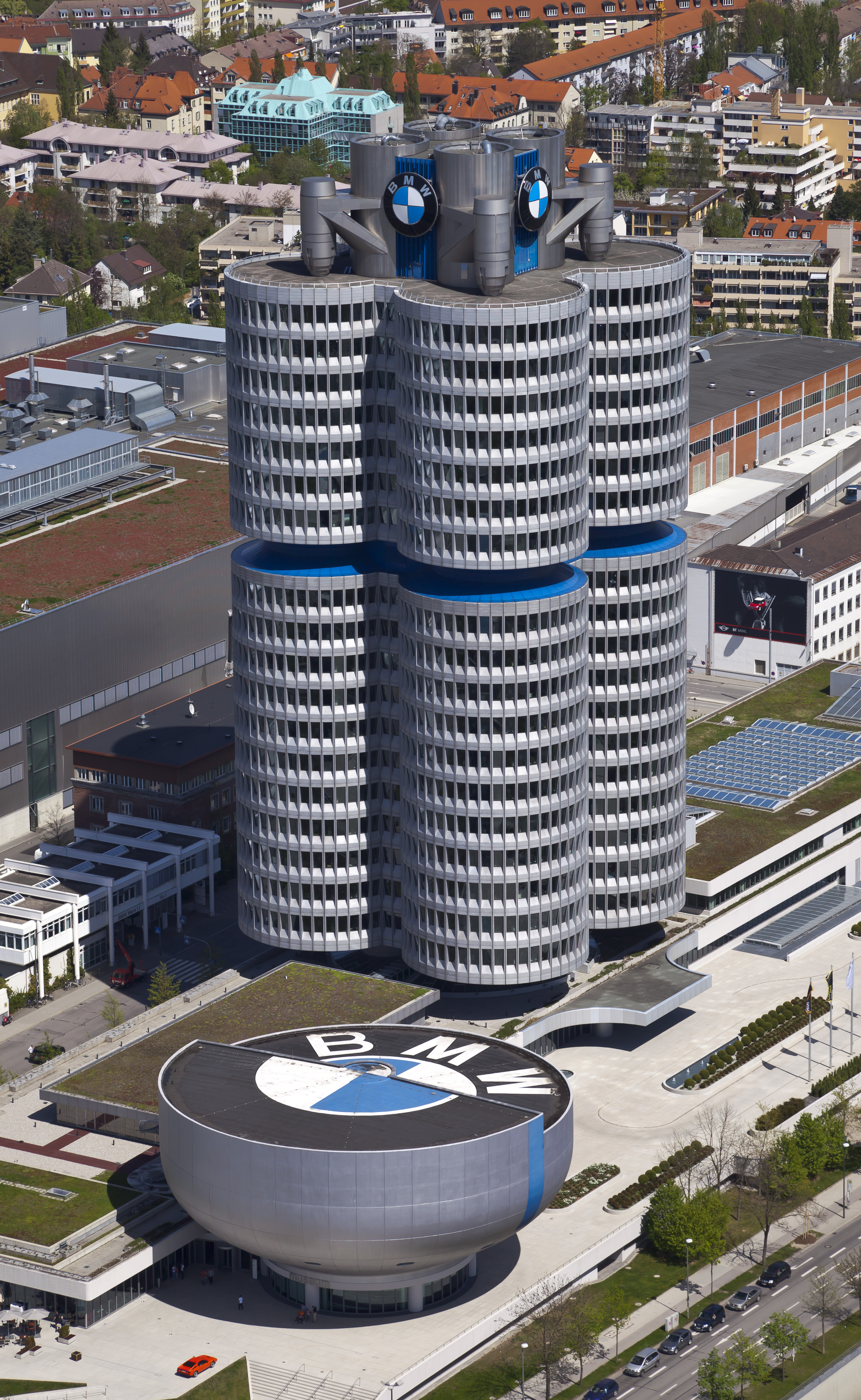
Seu central de BMW a Múnic

La seu mundial de BMW a Múnic representa la culata d'un motor de quatre cilindres en línia. Va ser dissenyat per Karl Schwanzer i es va acabar el 1972. L'edifici s'ha convertit en una icona europea i va ser declarat edifici històric protegit el 1999. La torre principal consta de quatre cilindres verticals situats de costat, l'un de cara a l'altre. Cada cilindre està dividit horitzontalment al centre per un motlle a la façana. Cal destacar que aquests cilindres no arriben a terra; estan suspesos sobre una torre central de suport.
El BMW Museum és un edifici futurista en forma de calderó que també va ser dissenyat per Karl Schwanzer i inaugurat el 1972. L'interior té un tema en espiral i el sostre té un logotip BMW de 40 metres de diàmetre.
El BMW Welt ("Món BMW"), l'espai d'exposició de la companyia a Múnic, va ser dissenyat per Coop Himmelb(l)au i inaugurat el 2007. Inclou una sala d'exposició i plataformes elevadores on els nous cotxes es presenten teatralment als clients.

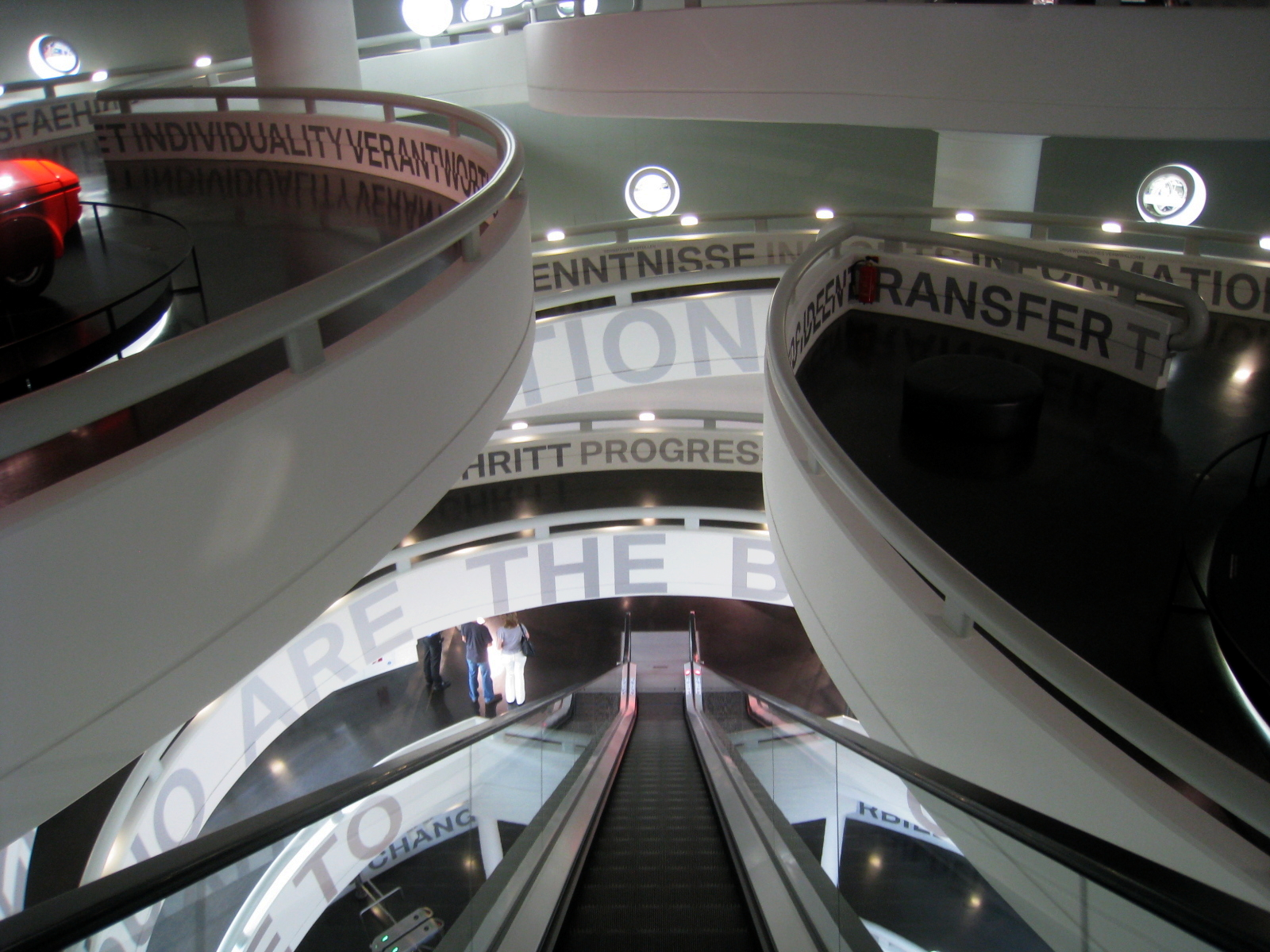
BMW Museum
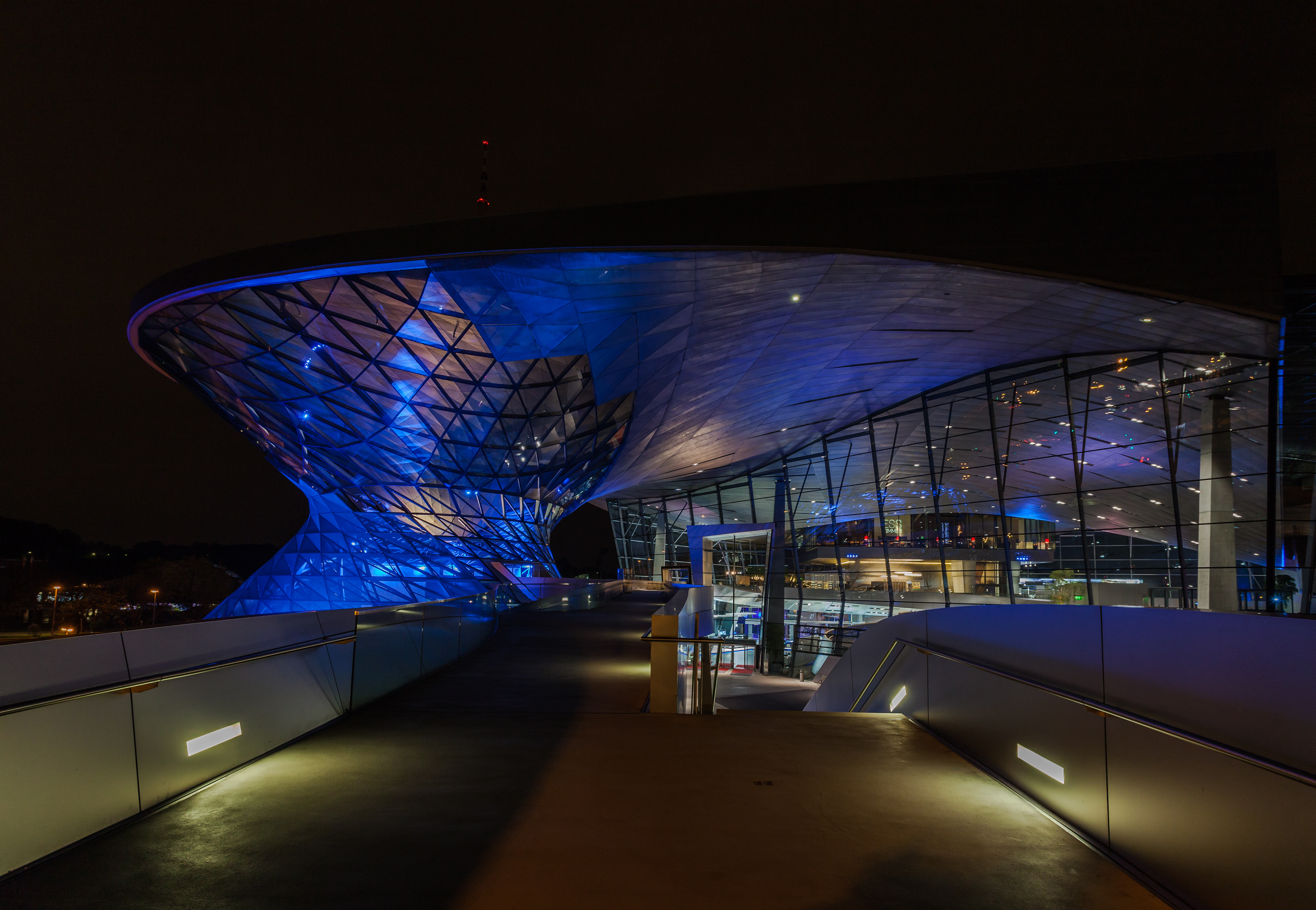
BMW Welt

### Cinema
Del 2001 al 2002, BMW va produir una sèrie de vuit curtmetratges anomenats The Hire, els quals tenien trames basades en models de BMW conduïts de forma extrema per Clive Owen. Entre els directors de The Hire hi havia Guy Ritchie, John Woo, John Frankenheimer i Ang Lee. El 2016 es va estrenar una novena entrega de la sèrie.
El "BMW Performance Series" del 2006 va ser un esdeveniment de màrqueting dirigit a atraure compradors d'automòbils negres. Consistí en set concerts del músic de jazz Mike Phillips i projeccions de pel·lícules de cineastes negres.

### Arts visuals
BMW va ser el patrocinador principal de l'exposició The Art of the Motorcycle de 1998 a diversos museus Guggenheim, tot i que la relació financera entre BMW i la Fundació Guggenheim va ser criticada en molts aspectes.
El 2012, BMW va començar a patrocinar la producció d'Independent Collectors de la BMW Art Guide, la primera guia mundial de col·leccions d'art contemporani privades i accessibles públicament a tot el món. La quarta edició, publicada el 2016, inclou 256 col·leccions de 43 països.

## Producció i vendes

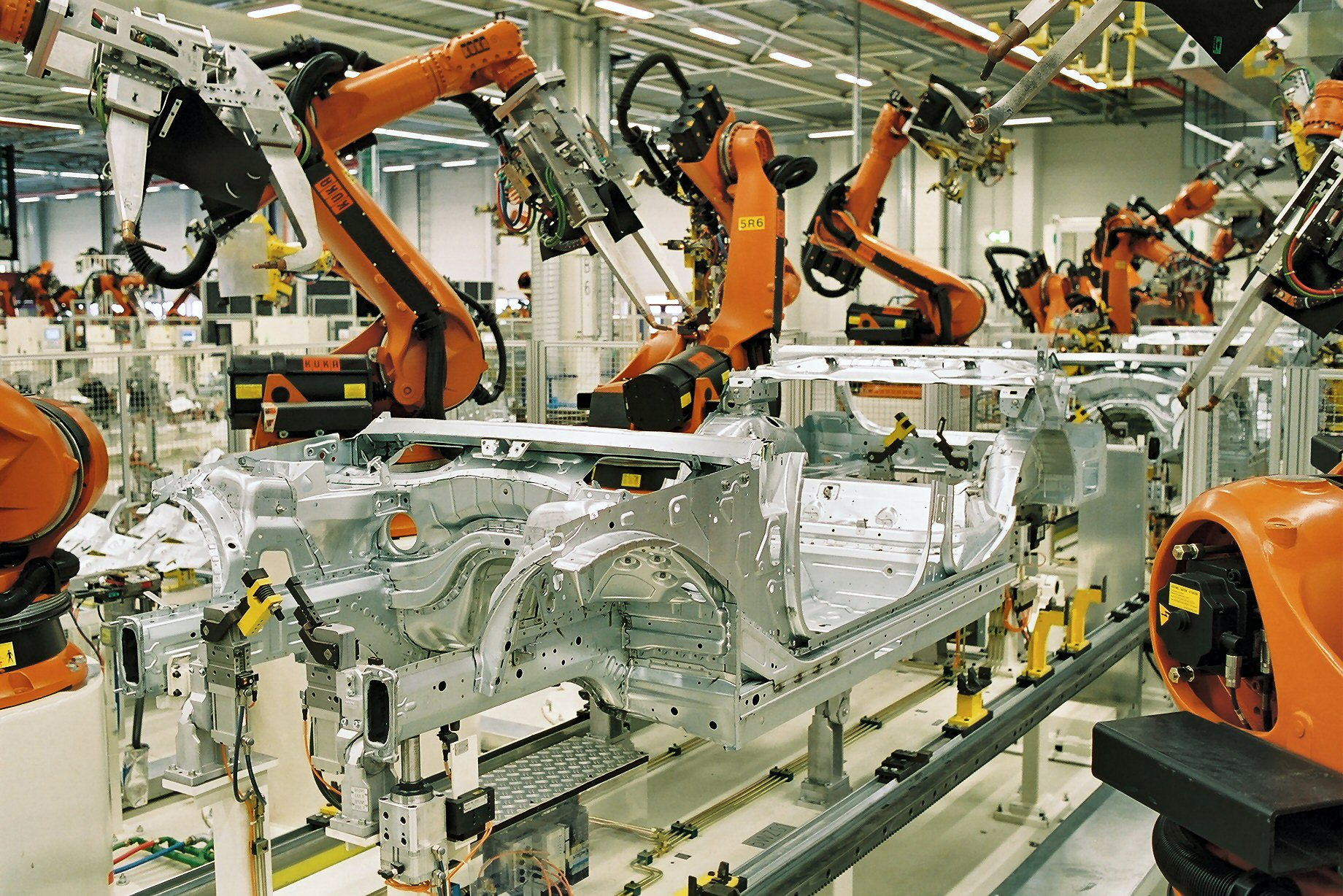
Soldadura per punts dels xassissos de la Sèrie 3 a Leipzig, Alemanya

BMW produeix automòbils complets als següents països:
- Alemanya: Múnic, Dingolfing, Ratisbona i Leipzig
- Àustria: Graz[54]
- Estats Units: Spartanburg[55]
- Mèxic: San Luis Potosí[56]
- Sud-àfrica: Rosslyn
- Índia: Chennai
- Xina: Shenyang
- Brasil: Araquari

BMW té també centres de muntatge locals que munten els seus vehicles amb el sistema joc de peces totalment desmuntat (CKD), en forma d'un conjunt de peces preparat per al seu muntatge des de zero. Aquests centres són a Tailàndia, Rússia, Egipte, Indonèsia, Malàisia i l'Índia.
Al Regne Unit, BMW hi té una fàbrica Mini a prop d'Oxford, plantes a Swindon i Hams Hall i centres de muntatge de vehicles Rolls Royce a Goodwood. El 2020, aquestes instal·lacions es van tancar durant el període del 23 de març al 17 d'abril a causa del brot de coronavirus.
El grup BMW (inclosos Mini i Rolls-Royce) va produir 1.366.838 automòbils el 2006 i després 1.481.253 automòbils el 2010.
Les motocicletes BMW s'estan produint a la fàbrica de Berlín de la companyia, que anteriorment havia produït motors d'avions per a Siemens.
El 2011, aproximadament el 56% dels vehicles de la marca BMW produïts funcionaven amb motors de gasolina i el 44% restant amb motors dièsel. D'aquests vehicles de gasolina, prop del 27% són models de quatre cilindres i prop del nou per cent són models de vuit cilindres.
De mitjana, 9.000 vehicles diaris surten de les plantes de BMW i el 63% es transporta per ferrocarril.
| Any  | BMW       | MINI    | Rolls-Royce | Motocicletes |
| ---- | --------- | ------- | ----------- | ------------ |
| 2005 | 1.122.308 | 200.119 | 692         | 92.013       |
| 2006 | 1.179.317 | 186.674 | 847         | 103.759      |
| 2007 | 1.302.774 | 237.700 | 1.029       | 104.396      |
| 2008 | 1.203.482 | 235.019 | 1.417       | 118.452      |
| 2009 | 1.043.829 | 213.670 | 918         | 93.243       |
| 2010 | 1.236.989 | 241.043 | 3.221       | 112.271      |
| 2011 | 1.440.315 | 294.120 | 3.725       | 110.360      |
| 2012 | 1.547.057 | 311.490 | 3.279       | 113.811      |
| 2013 | 1.699.835 | 303.177 | 3.354       | 110.127      |
| 2014 | 1.838.268 | 322.803 | 4.495       | 133.615      |
| 2015 | 1.933.647 | 342.008 | 3.848       | 151.004      |
| 2016 | 2.002.997 | 352.580 | 4.179       | 145.555      |
| 2017 | 2.123.947 | 378.486 | 3.308       | 185.682      |
| 2018 | 2.168.496 | 368.685 | 4.353       | 162.687      |
| 2019 | 2.205.841 | 352.729 | 5.455       | 187.116      |

| Any  | BMW       | MINI    | Rolls-Royce | Motocicletes |
| ---- | --------- | ------- | ----------- | ------------ |
| 2005 | 1.126.768 | 200.428 | 797         | 97.474       |
| 2006 | 1.185.089 | 188.077 | 805         | 100.064      |
| 2007 | 1.276.793 | 222.875 | 1.010       | 102.467      |
| 2008 | 1.202.239 | 232.425 | 1.212       | 115.196      |
| 2009 | 1.068.770 | 216.538 | 1.002       | 100.358      |
| 2010 | 1.224.280 | 234.175 | 2.711       | 110.113      |
| 2011 | 1.380.384 | 285.060 | 3.538       | 113.572      |
| 2012 | 1.540.085 | 301.525 | 3.575       | 117.109      |
| 2013 | 1.655.138 | 305.030 | 3.630       | 115.215      |
| 2014 | 1.811.719 | 302.183 | 4.063       | 123.495      |
| 2015 | 1.905.234 | 338.466 | 3.785       | 136.963      |
| 2016 | 2.003.359 | 360.233 | 4.011       | 145.032      |
| 2017 | 2.088.283 | 371.881 | 3.362       | 164.153      |
| 2018 | 2.114.963 | 364.135 | 4.194       | 165.566      |
| 2019 | 2.185.793 | 347.474 | 5.100       | 175.162      |

Notes
1. 1 2  Segons els informes anuals de BMW[60]
2. 1 2  El 2008-2012, les xifres de producció de motocicletes inclouen models Husqvarna
3. ↑  Sense Husqvarna, volum de vendes fins al 2013: 59.776 unitats

## Retirades
El novembre de 2016, BMW va retirar 136.000 cotxes dels anys 2007-2012 dels Estats Units per problemes amb el cablejat de la bomba de combustible, cosa que podria provocar fuites de combustible i problemes d'aturada o reinici del motor.
El 2018, BMW va retirar 106.000 vehicles dièsel a Corea del Sud a causa d'un mòdul de recirculació de gasos d'escapament defectuós que havia provocat 39 incendis de motors. La retirada es va ampliar a 324.000 cotxes més a Europa.
Després de la retirada a Corea del Sud, el govern d'aquell país va prohibir la conducció dels automòbils de la marca que encara no havien estat inspeccionats i aprovats per a poder-hi circular per la via pública. Això va afectar fins al 25% dels automòbils retirats, els propietaris dels quals havien estat notificats però encara no se n'havien inspeccionat els automòbils. Segons els informes, BMW va saber des del 2016 que més del 4% dels automòbils afectats a Corea del Sud havien experimentat falles als refrigeradors EGR, cosa que va fer que aproximadament 20 propietaris demandessin l'empresa.

## Col·laboració industrial
BMW ha col·laborat amb altres fabricants d'automòbils en les següents ocasions:
- McLaren Automotive: BMW va dissenyar i produir el motor V12 que alimentava el McLaren F1.[68][69]
- Peugeot i Citroën: Producció conjunta de motors de gasolina de quatre cilindres a partir del 2004.[70]
- Daimler-Benz: Empresa conjunta per a produir els components de la transmissió híbrida que s'utilitzen a l'ActiveHybrid 7.[71][72] Desenvolupament de tecnologia de conducció automatitzada.[73]
- Toyota: Acord a tres bandes el 2013 per a desenvolupar conjuntament la tecnologia de les piles de combustible, desenvolupar una plataforma conjunta per a un cotxe esportiu (per al BMW Z4-G29 i el Toyota Supra de 2018) i investigar les bateries de liti-aire.[74][75][76]
- Audi i Mercedes: Compra conjunta de Here WeGo (anteriorment anomenada Here Maps) a Nokia el 2015.[77]
- El 2018, Horizn Studios va col·laborar amb BMW per a llançar edicions especials de maletes porta-equipatge.[78]

## Patrocinis

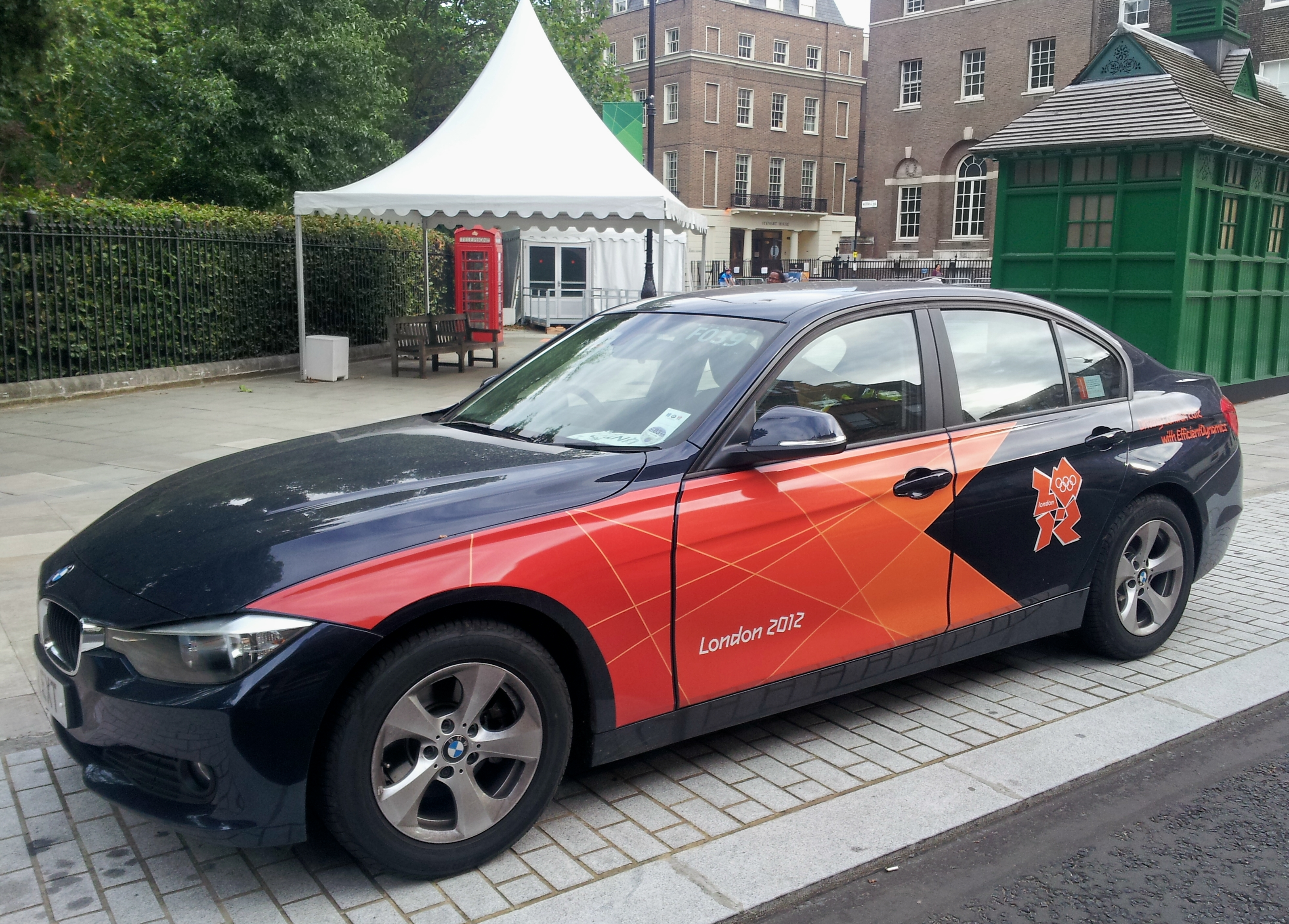
Cotxe patrocinat per BMW als Jocs Olímpics del 2012, a Londres

BMW va signar un acord de patrocini de sis anys amb el Comitè Olímpic dels Estats Units el juliol de 2010.
En el camp del golf, BMW ha patrocinat diversos esdeveniments, entre ells el Campionat PGA des del 2007, l'Open d'Itàlia del 2009 al 2012, el BMW Masters a la Xina del 2012 al 2015 i el BMW International Open de Múnic des de 1989.
En el rugbi, BMW va patrocinar la selecció nacional de Sud-àfrica des del 2011 fins al 2015.

## Protecció del medi
BMW és membre fundador de l'Agència de Protecció Ambiental dels Estats Units, la qual reconeix les empreses per la seva gestió i rendiment mediambiental. També és membre del Programa d'Excel·lència Ambiental de Carolina del Sud.
Des del 1999, BMW ha estat nomenada cada any l'empresa automobilística més sostenible del món pel Dow Jones Sustainability Index. El grup BMW és una de les tres empreses automobilístiques que apareixen cada any a l'índex.
El 2001, el Grup BMW es va comprometre amb el Programa de les Nacions Unides per al Medi Ambient, el Pacte Mundial de les Nacions Unides i la Declaració Cleaner Production. També va ser la primera empresa de la indústria de l'automòbil a nomenar un responsable ambiental, el 1973. BMW és membre del World Business Council for Sustainable Development.
El 2012, BMW va ser l'empresa automobilística amb la puntuació més alta dins la llista Global 500 del Carbon Disclosure Project, amb una puntuació de 99 sobre 100. El grup BMW va ser classificat com l'empresa DAX 30 més sostenible per Sustainalytics el 2012.
Per tal de reduir les emissions dels seus vehicles, BMW millora l'eficiència dels models existents amb combustibles fòssils, mentre investiga en qüestió de motors elèctrics, híbrids i d'hidrogen per a futurs models.
Durant el primer trimestre del 2018, BMW va vendre 26.858 vehicles electrificats (vehicles elèctrics, PHEV i híbrids).

## Serveis de cotxe multiusuari

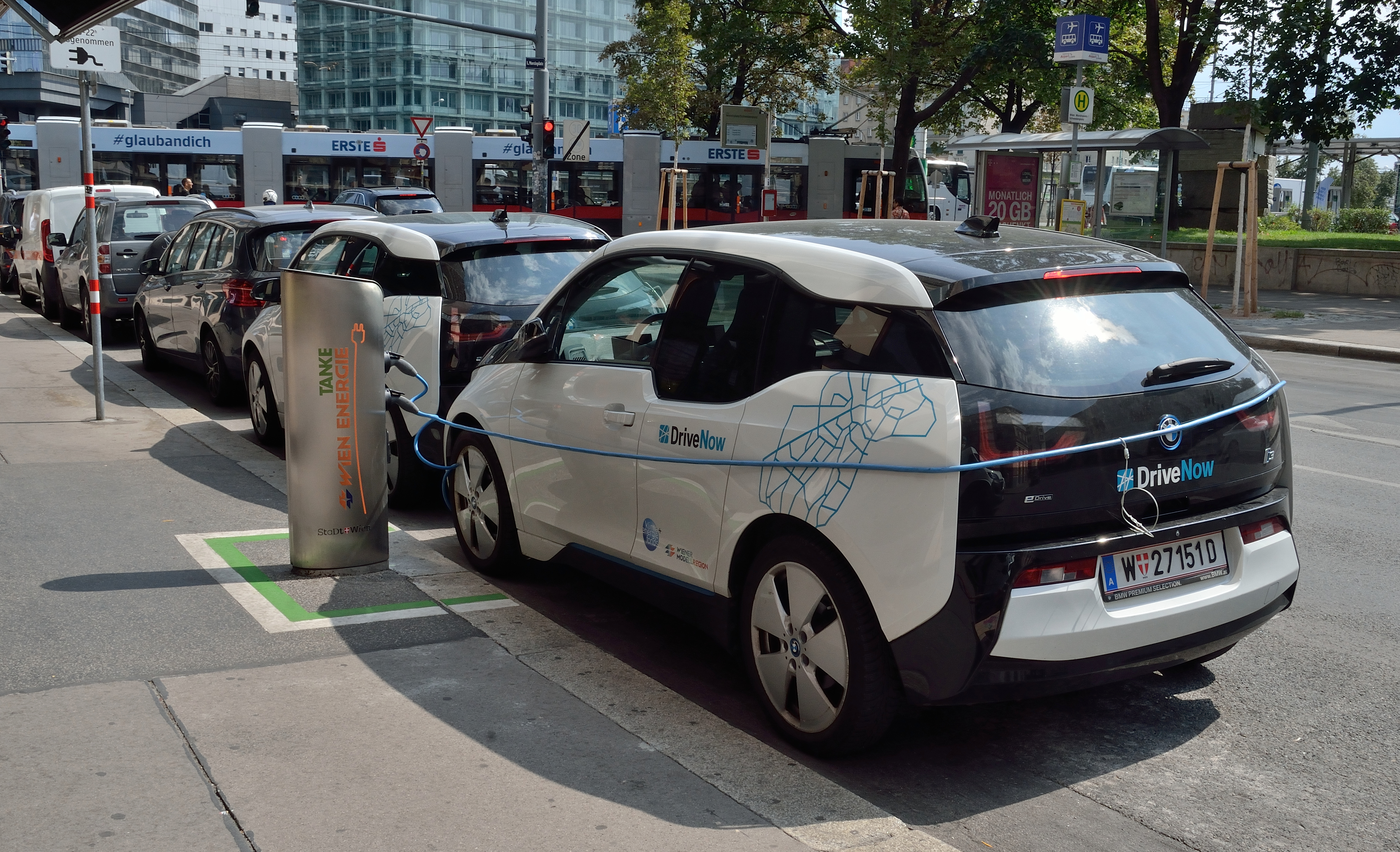
Un BMW i3 de DriveNow carregant la bateria a Viena el 2018

DriveNow fou una empresa conjunta entre BMW i Sixt que operà a Europa des del 2011 fins al 2019. Al desembre del 2012, DriveNow operava més de 1.000 vehicles a cinc ciutats, amb aproximadament 60.000 clients.
El 2012, la filial propietat de BMW, Alphabet, va iniciar un servei corporatiu de cotxe multiusuari (car-sharing) a Europa anomenat AlphaCity.
A l'abril de 2016 es va llançar a Seattle el servei de cotxe multiusuari ReachNow. L'empresa opera actualment a Seattle, Portland i Brooklyn.

## Filials a l'estranger

### Fàbriques

#### Xina
La primera planta de producció de BMW a la Xina es va obrir el 2004, com a resultat d'una empresa conjunta entre BMW i Brilliance Auto. La planta es va obrir a la zona industrial de Shenyang i produeix models de les sèries 3 i 5 per al mercat xinès. El 2012 es va obrir una segona fàbrica a Shenyang.
Entre gener i novembre de 2014, BMW va vendre 415.200 vehicles a la Xina, a través d'una xarxa de més de 440 botigues BMW i 100 botigues Mini.

#### Hongria
El 31 de juliol de 2018, BMW va anunciar la construcció d'una fàbrica de vehicles de 1.000 milions d'euros a Hongria. La planta, que es construirà a prop de Debrecen, tindrà una capacitat de producció de 150.000 cotxes a l'any.

#### Mèxic
El juliol de 2014, BMW va anunciar que establiria una planta a Mèxic, a la ciutat i estat de San Luis Potosí, amb una inversió de 1.000 milions de dòlars. La planta donarà feina a 1.500 treballadors i produirà 150.000 cotxes anuals.

#### Països Baixos
El Mini Convertible, el Mini Countryman i el BMW X1 es fabriquen actualment als Països Baixos a la fàbrica VDL Nedcar de Born. Les comandes a llarg termini per al Mini Countryman van finalitzar el 2020.

#### Sud-àfrica

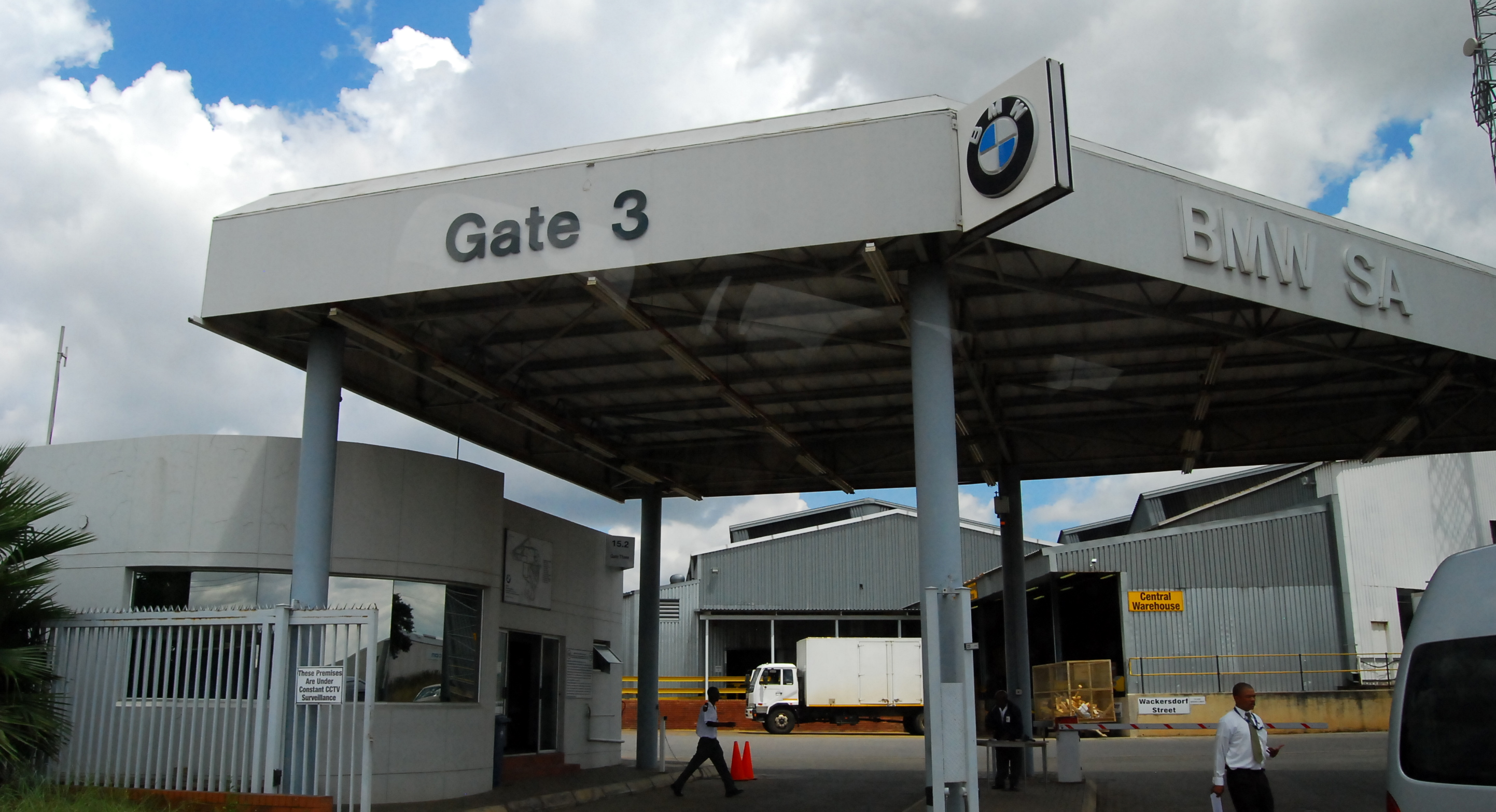
Entrada a la planta de BMW de Rosslyn des de Tshwane

Els BMW s'han muntat a Sud-àfrica des del 1968, quan es va obrir la planta de Praetor Monteerders a Rosslyn, prop de Pretòria. BMW va comprar inicialment accions de la companyia, abans d'adquirir-la completament el 1975; en fer-ho, la companyia es va convertir en BMW South Africa, la primera filial propietat de BMW que es va establir fora d'Alemanya. A diferència dels fabricants dels Estats Units, com ara Ford i GM, que van retirar-se d'aquell país als anys vuitanta, BMW va mantenir la propietat total de les seves operacions a Sud-àfrica.
Després del final de l'apartheid el 1994 i de la reducció dels aranzels d'importació, BMW Sud-àfrica va cessar la producció local de les sèries 5 i 7 per a concentrar-se en la producció de la sèrie 3 per al mercat d'exportació. Els BMW fabricats a Sud-àfrica s'exporten ara a mercats de països on es condueix per la dreta (com ara el Japó, Austràlia, Nova Zelanda, el Regne Unit, Indonèsia, Malàisia, Singapur i Hong Kong), així com a l'Àfrica subsahariana. Des de 1997, BMW Sud-àfrica produeix vehicles de conducció per l'esquerra per a exportar-los a Taiwan, els Estats Units i l'Iran, així com a l'Amèrica del Sud.
Tres models únics que BMW Motorsport va crear per al mercat sud-africà van ser l'E23 M745i (1983), que feia servir el motor M88 del BMW M1, el BMW 333i (1986), que va afegir un motor M30 de 3,2 litres de sis cilindres al BMW E30, i el BMW E30 325is (1989), que funcionava amb un motor de 2,7 litres derivat de l'Alpina.
Els BMW amb números de xassís que comencen per "NC0" es fabriquen a Sud-àfrica.

#### Estats Units

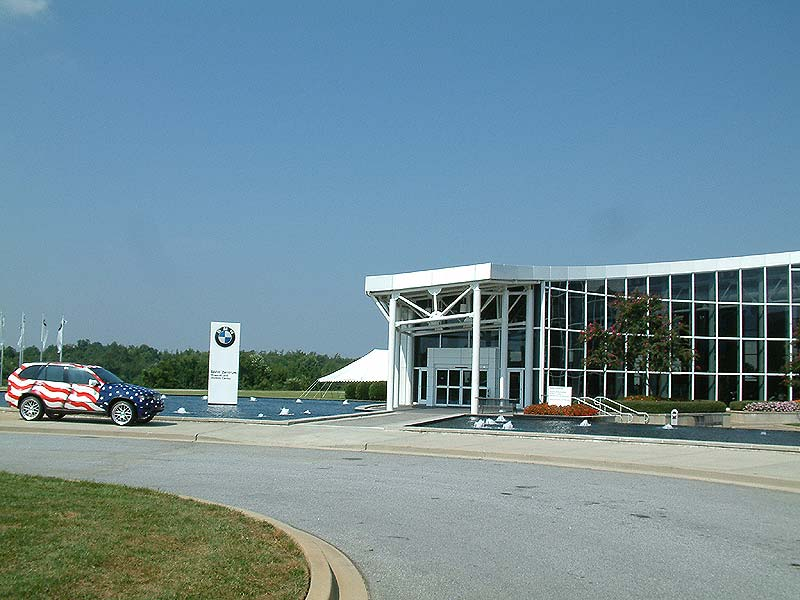
Museu BMW Zentrum a Spartanburg, Carolina del Sud

Els automòbils BMW es venen oficialment als Estats Units des del 1956 i s'hi fabriquen des del 1994.
El primer concessionari BMW als Estats Units es va obrir el 1975. El 2016, BMW va ser la dotzena marca més venuda als Estats Units.
La planta de fabricació de Greer, Carolina del Sud, té la producció més alta de les plantes BMW a tot el món (actualment produeix aproximadament 1.500 vehicles al dia). Els models produïts a la planta de Spartanburg són els SUV X3, X4, X5, X6 i X7.
A més de les instal·lacions de fabricació de Carolina del Sud, entre les empreses nord-americanes de BMW hi ha les operacions de vendes, màrqueting, disseny i serveis financers als Estats Units, Mèxic, Canadà i l'Amèrica Llatina.

### Instal·lacions de muntatge CKD

#### Brasil
El 9 d'octubre de 2014, la nova planta de muntatge per kits (complete knock-down, CKD) de BMW a Araquari va muntar el seu primer cotxe: un F30 Sèrie 3.
Els vehicles muntats a Araquari són els models F20 1 Series, F30 3 Series, F48 X1, F25 X3 i Mini Countryman.

#### Egipte
Bavarian Auto Group es va convertir en l'importador de les marques BMW i Mini el 2003. Des del 2005, els models de les sèries 3, sèries 5, sèries 7, X1 i X3 venuts a Egipte es munten a partir de kits de components complets (CKD) a la planta BMW de Ciutat 6 d'Octubre.

#### Índia
BMW India es va fundar el 2006 com a filial de vendes amb una seu central situada a Gurgaon.
El 2007 es va inaugurar a Chennai una planta de muntatge CKD de BMW, la qual munta els models de Sèrie 3, Sèrie 5, Sèrie 7, X1, X3, X5, Mini Countryman i motocicletes per al mercat indi. La planta, de 20 milions d'euros, té com a objectiu produir 1.700 cotxes a l'any.

#### Rússia
Els vehicles de la Sèrie 3 i de la Sèrie 5 per al mercat rus es munten a partir de components complets (CKD) a Kaliningrad des del 1999.

#### Malàisia
BMW té una planta de muntatge (CKD) a Kedah. Allà s'hi munten per al mercat de Malàisia models de les sèries 1, 3, 5, 7, X1, X3, X4, X5, X6 i Mini Countryman des del 2008.

### Importadors de vehicles

#### Canadà
El primer concessionari de BMW al Canadà, situat a Ottawa, es va obrir el 1969. El 1986, BMW va establir una seu a Canadà. L'empresa va vendre 28.149 vehicles al país el 2008.

#### Japó
BMW Japan Corp, filial de propietat plena de BMW, importa i distribueix vehicles BMW al Japó.

#### Filipines
BMW Philippines, filial propietat de San Miguel Corporation, és l'importador i distribuïdor oficial de BMW a les Filipines. L'empresa va vendre 920 vehicles al país el 2019.

#### Corea del Sud
BMW Korea importa vehicles BMW a Corea del Sud amb més de cinquanta centres de serveis per a complir amb els seus clients. A més, BMW Corea té el seu propi centre de conducció a Incheon.